# Letteratura indiana

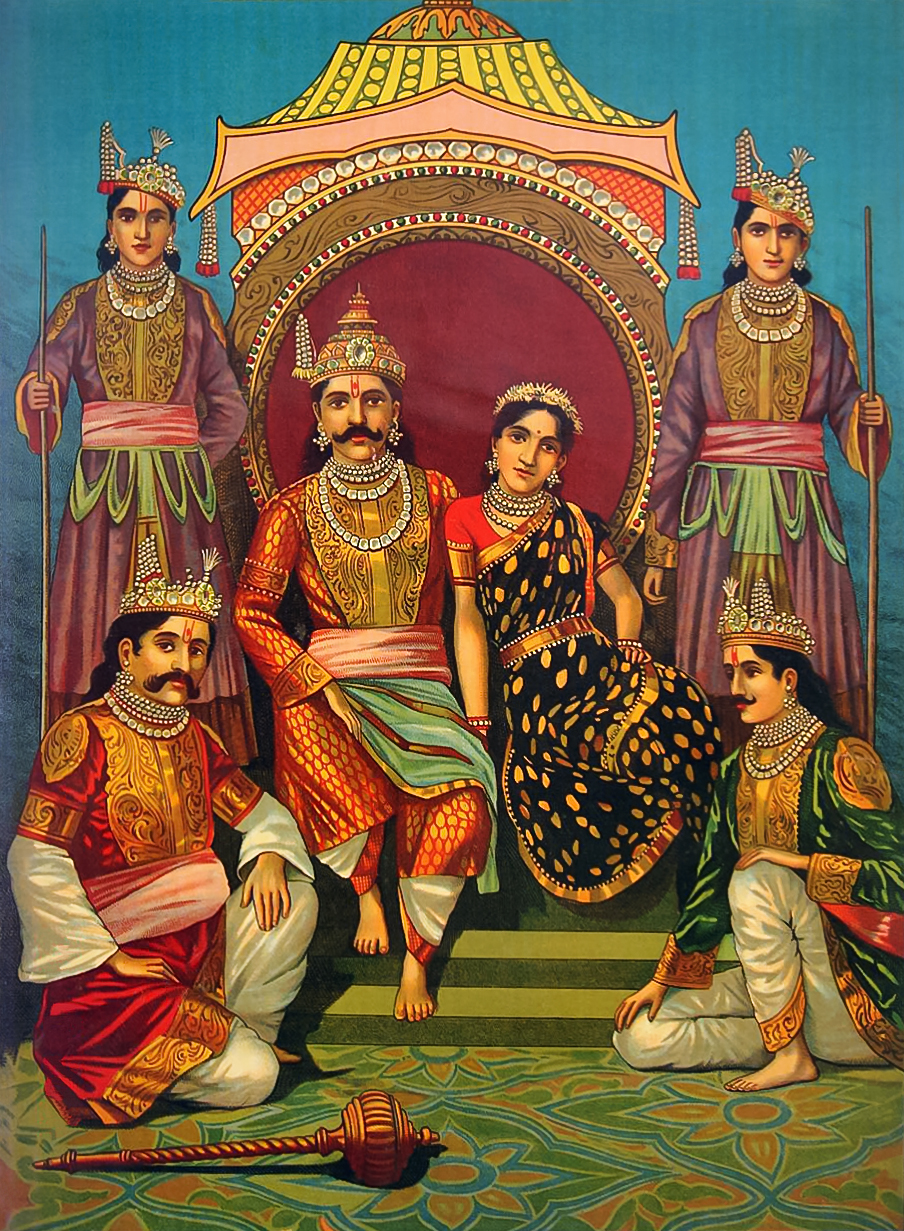
Illustrazione tratta dal poema epico Mahābhārata, ritraente Draupadi e i suoi mariti

La letteratura indiana si compone di tutte quelle opere prodotte nel subcontinente indiano e dalla creazione della Repubblica dell'India (1947); le lingue ufficialmente riconosciute dallo Stato indiano sono 22.
Le prime opere furono trasmesse oralmente. La letteratura sanscrita inizia con i Veda, una collezione di inni sacri composti tra il 2000 a.C. e il IV secolo a.C., e con i poemi epici Mahābhārata e Rāmāyaṇa. Nel primo secolo d.C., insieme alla letteratura classica sanscrita, fiorirono anche la letteratura Tamil, la letteratura Sangam e il Canone pāli.
Durante il Medioevo apparvero la letteratura Kannada e la letteratura Telugu, rispettivamente nel V secolo e nell'XI secolo. Più tardi fiorirono la letteratura Marathi, la letteratura bengalese, la letteratura persiana e la letteratura urdu.

## Storia della letteratura indiana

### Letteratura vedica
I Veda, composti in lingua vedica, sono i più antichi testi religiosi indiani, all'inizio tramandati oralmente. Il più antico dei Veda, il Rigveda, potrebbe essere stato composto nel II millennio a.C., ma tale datazione è controversa tra gli studiosi, in quanto molti ipotizzano che siano ancora più antichi. Altri esempi sono i Shulba Sutras, fra i primi testi a trattare di geometria.

### Itihasa
Sono così definiti tutti i testi indiani di carattere epico. I più importanti sono il Rāmāyaṇa di Vālmīki ed il Mahābhārata, della quale la Bhagavad Gita costituisce una parte. Includono anche un voluminoso gruppo di opere, note come i Purāṇa. Il Purana più famoso è lo Shrimad Bhagavatam, un testo particolarmente importante per la corrente devozionale dell'induismo, il Vaishnava, ma considerato sacro anche dalla maggior parte degli indù.

### Letteratura sanscrita classica

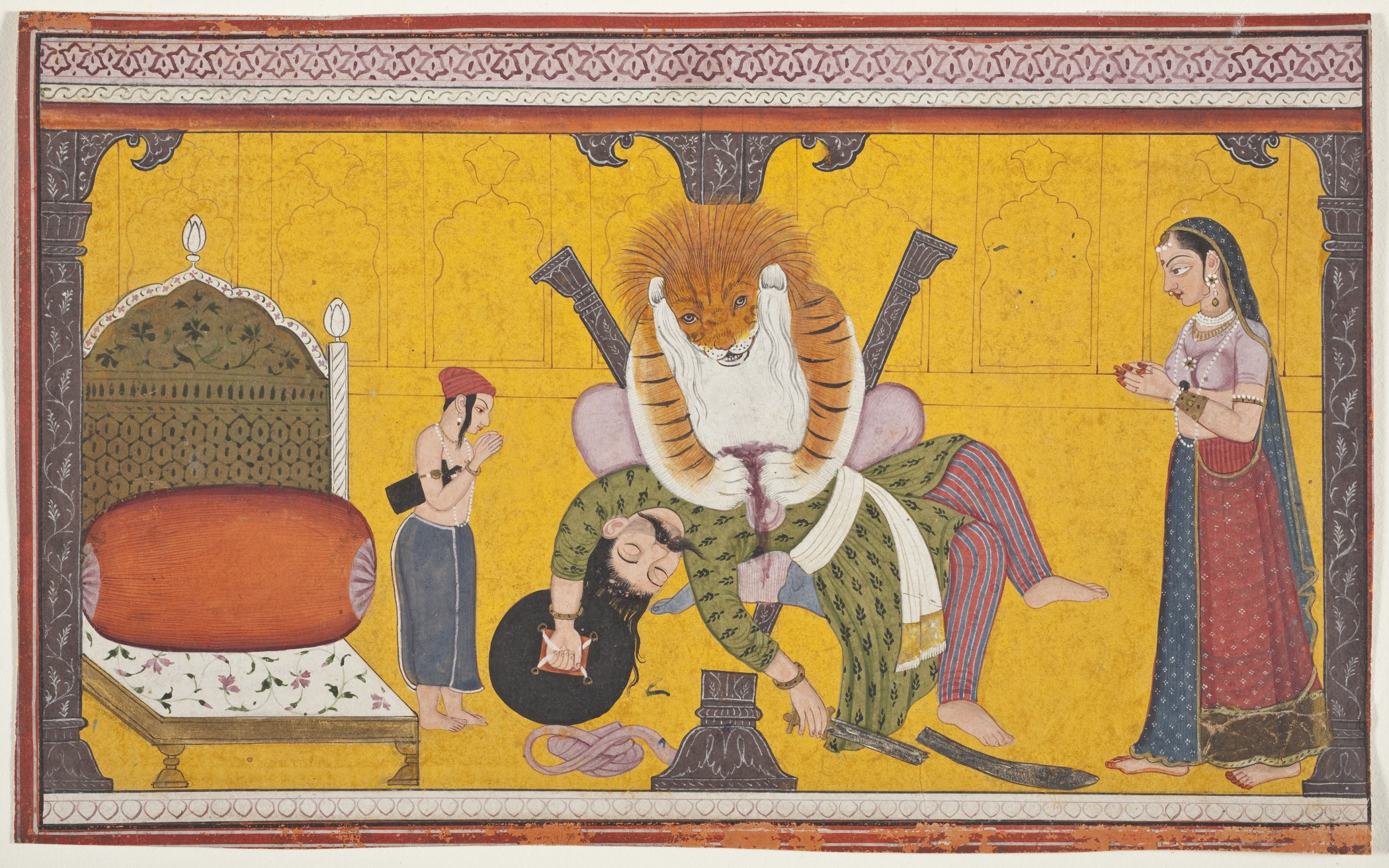
Illustrazione da un manoscritto del Bhagavata Purana del XVIII secolo: Narasiṃha uccide Hiranyakashipu

Kālidāsa, il più grande poeta e drammaturgo della letteratura sanscrita, scrisse due poemi, la Raghuvamsha, (Dinastia di Raghu) e la Kumarasambhava (Nascita di Kumarāra) e delle opere teatrali tra cui Abhijñānaśākuntalam (I riconoscimenti di Shakuntala) e Meghaduuta. Altre opere teatrali celebri del periodo sono la Mricchakatika di Shudraka, la Svapna Vasavadattam di Bhāsa e Ratnavali di Sri Harsha. Altre opere importanti sono l'Aṣṭādhyāyī di Pāṇini, una delle prime grammatiche della lingua sanscrita, il Manusmṛti, importante testo dell'Induismo, il Geeta Govinda di Jayadeva, l'Arthaśāstra di Chanakya e il Kamasutra di Vatsyayana. A differenza degli Itihasa, tutte queste opere sono state scritte in sanscrito classico.

### Letteratura Pali

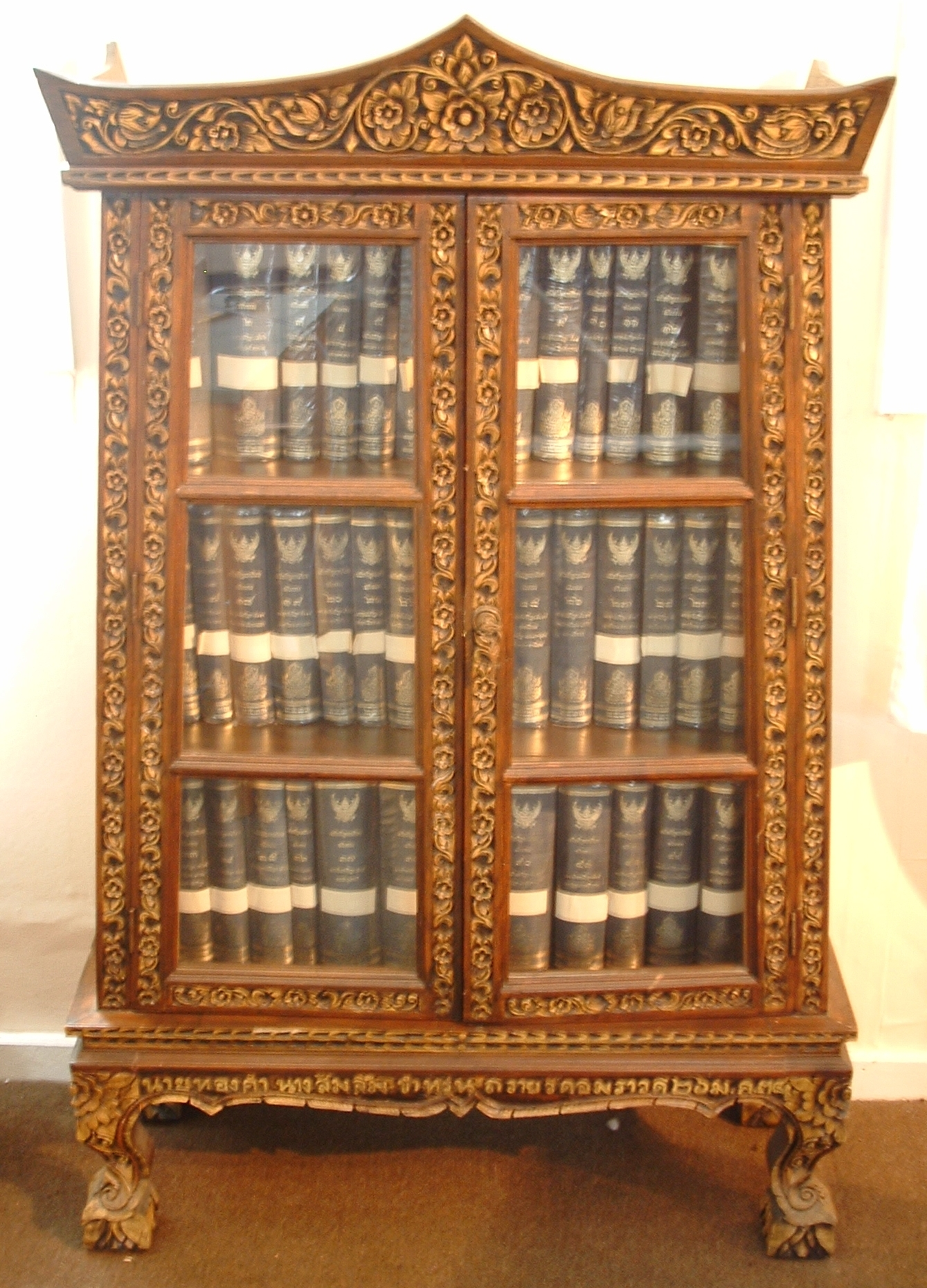
Una collezione di tutti i testi del Canone pāli

Il Canone pāli è principalmente di origine indiana; è la più antica collezione di testi canonici buddhisti pervenutaci integralmente. Secondo la tradizione della scuola Theravāda il loro contenuto fu definito in forma orale durante il primo concilio buddhista a Rājagaha, del 483 a.C. subito dopo la morte del Buddha e furono messi per iscritto in Sri Lanka nel I secolo a.C. da parte della comunità del monastero Mahāvihāra.

## Letteratura indiana nelle principali lingue dell'India

### Letteratura assamese
I Charyapada sono spesso citati come il primo esempio di letteratura assamese. I Charyapadas sono canzoni buddiste composte tra l'VIII e il XII secolo. Questi scritti hanno anche somiglianze con le lingue Oriya e Bengali. I tratti fonologici e morfologici di queste canzoni, alcune delle quali sono esistenti, hanno una forte somiglianza con l'assamese.

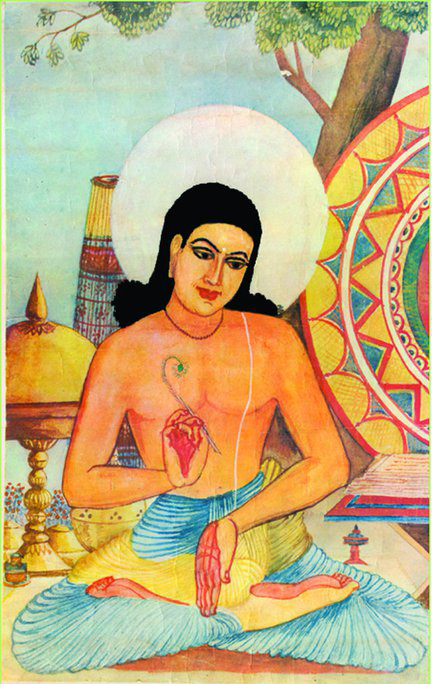
Lo scrittore Sankaradeva

Dopo i Charyapada, il periodo può essere nuovamente suddiviso nelle sotto-categorie Pre-Vaishnavite e Vaishnavite. Il primo scrittore assamese noto è Hema Saraswati, autore del piccolo poema "Prahlada Charita". All'epoca del re Indranarayana (1350-1365) di Kamatapur i due poeti Harihara Vipra e Kaviratna Saraswati componevano rispettivamente Asvamedha Parva e Jayadratha Vadha. Un altro poeta di nome Rudra Kandali tradusse il Drona Parva in Assamese. Ma il poeta più noto del sotto-periodo pre-Vaisnavita è Madhav Kandali, che ha reso il Ramayana di Valmiki in versi di Assamese (Kotha Ramayana, XI secolo) sotto il patronato di Mahamanikya, un re Kachari di Jayantapura.
Fra gli scrittori assamesi dei periodi Vaisnaviti troviamoː Srimanta Sankardev, Madhabdev, Damodardev, Haridevand Bhattadev. Tra questi, Srimanta Sankardev è stato ampiamente riconosciuto come il migliore letterato assamese di tutti i tempi, e generalmente considerato come colui che ha introdotto dramma, poesia, una forma di danza classica chiamata Satriya, una forma di musica classica chiamata Borgeet, arte, pittura, rappresentazione scenica del dramma chiamato Bhaona e Satra e una tradizione dello stile di vita monastico. I suoi principali discepoli, Madhabdev e Damodardev, seguirono le sue orme e arricchirono, con i loro contributi, il mondo letterario assamese. Il discepolo di Damodardev Bhattadev è riconosciuto come il primo scrittore indiano di prosa, avendo introdotto lo stile unico di scrittura in prosa in lingua assamese.
Dell'epoca post-Vaisnavita della letteratura assamese, notevoli scrittori moderni sono Lakshminath Bezbaruah, Padmanath Gohain Baruah, Hemchandra Goswami, Hem Chandra Barua, Atul Chandra Hazarika, Nalini Bala Devi, Birendra Kumar Bhattacharya, Amulya Barua, Navakanta Barua, Syed Abdul Malik, Bhabananda Deka, Jogesh Das, Homen Borgohain, Bhabendra Nath Saikia, Lakshmi Nandan Bora, Nirmal Prabha Bordoloi, Mahim Bora, Hiren Gohain, Arun Sharma, Hiren Bhattacharyya, Mamoni Raisom Goswami, Nalini Prava Deka, Nilamani Phukan, Arupa Kalita Patangia, Dhrubajyoti Bora, Arnab Jan Deka, Rita Chowdhury, Anuradha Sharma Pujari, Manikuntala Bhattacharya e molti altri.

### Letteratura bengalese

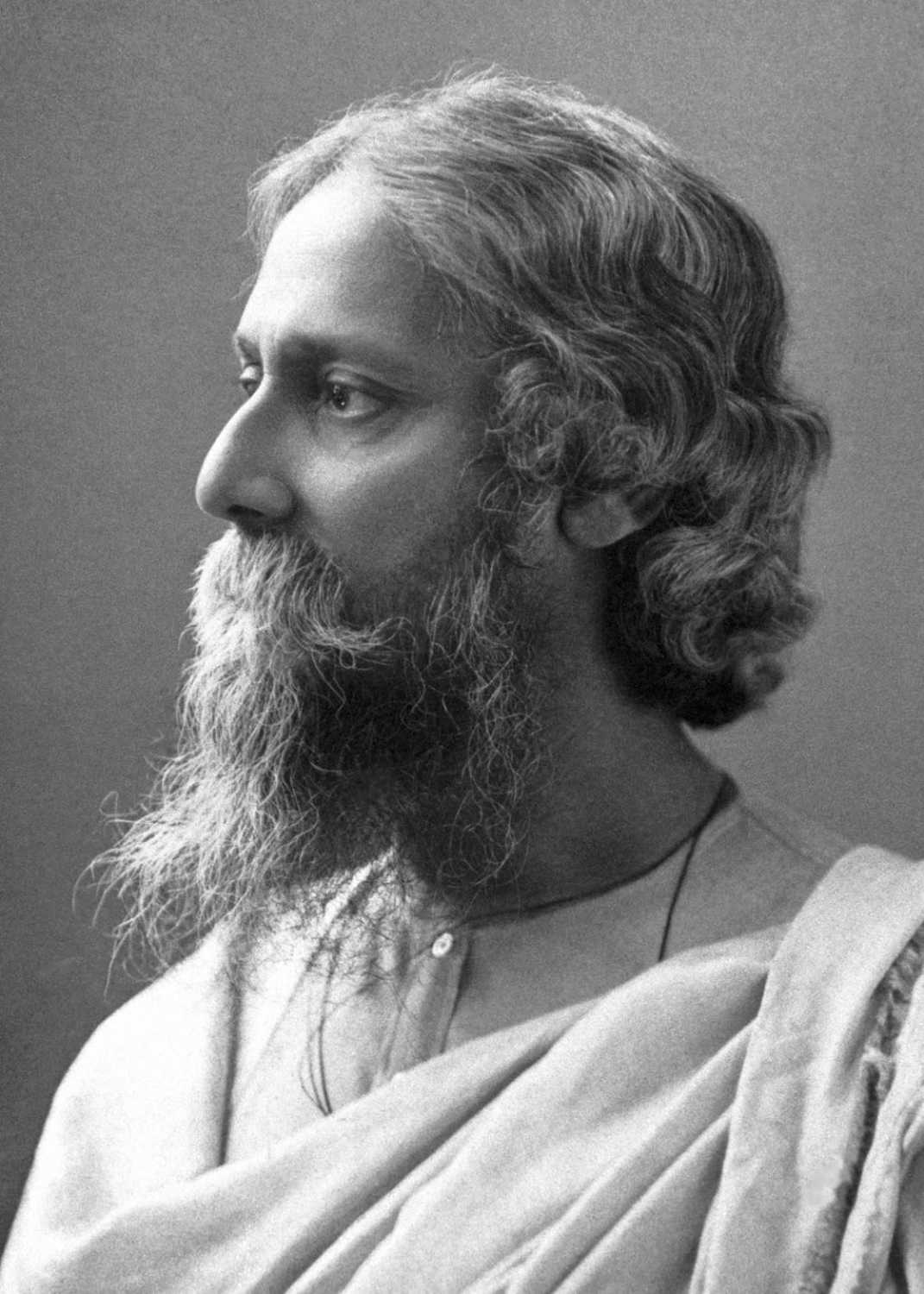
Rabindranath Tagore

Il più famoso rappresentante della letteratura bengalese è Rabindranath Tagore, premio Nobel per la letteratura nel 1913 per la sua opera Gitanjali, il primo asiatico a vincere tale premio; scrisse inoltre l'inno nazionale dell'India e del Bangladesh. Ha scritto inoltre una quantità notevole di poesie, canzoni, saggi, romanzi, opere teatrali e racconti. Ancora oggi le sue canzoni rimangono estremamente popolari in Bengala.

### Letteratura Bhojpuri
Include la letteratura scritta in lingua bhojpuri, una lingua parlata principalmente nelle parti orientali dello Stato indiano dell'Uttar Pradesh e nei distretti adiacenti dello Stato del Bihar così come in altre parti del mondo. Fino a qualche tempo fa c'era poco scritto nella lingua tranne la poesia e le canzoni.
Tradizioni letterarie distinte in lingua bhojpuri risalgono ai periodi medievali in cui i santi e i bhakt della regione usavano un linguaggio misto nelle loro opere. "Lorikayan", o la storia di Veer Lorik, è un famoso esempio di folklore letterario Bhojpuri nell'Uttar Pradesh orientale. Il Besikhari Thakur's Bidesiya è un altro libro famoso. Il primo romanzo di Bhojpuri, Bindiã, fu scritto nel 1956 da Ram Nath Pandey. Venne pubblicato da Bhojpuri Sansad, Jagatganj, Varanasi.

### Letteratura Hindi
La letteratura Hindi inizia nel periodo medioevale con la poesia religiosa e filosofica mutuata da dialetti come l'Avadhi e Brij. Le due figure più celebri furono, Kabīr and Tulsidas. Il Chandrakanta, scritto da Devaki Nandan Khatri, è considerato la prima opera in prosa di questa letteratura.

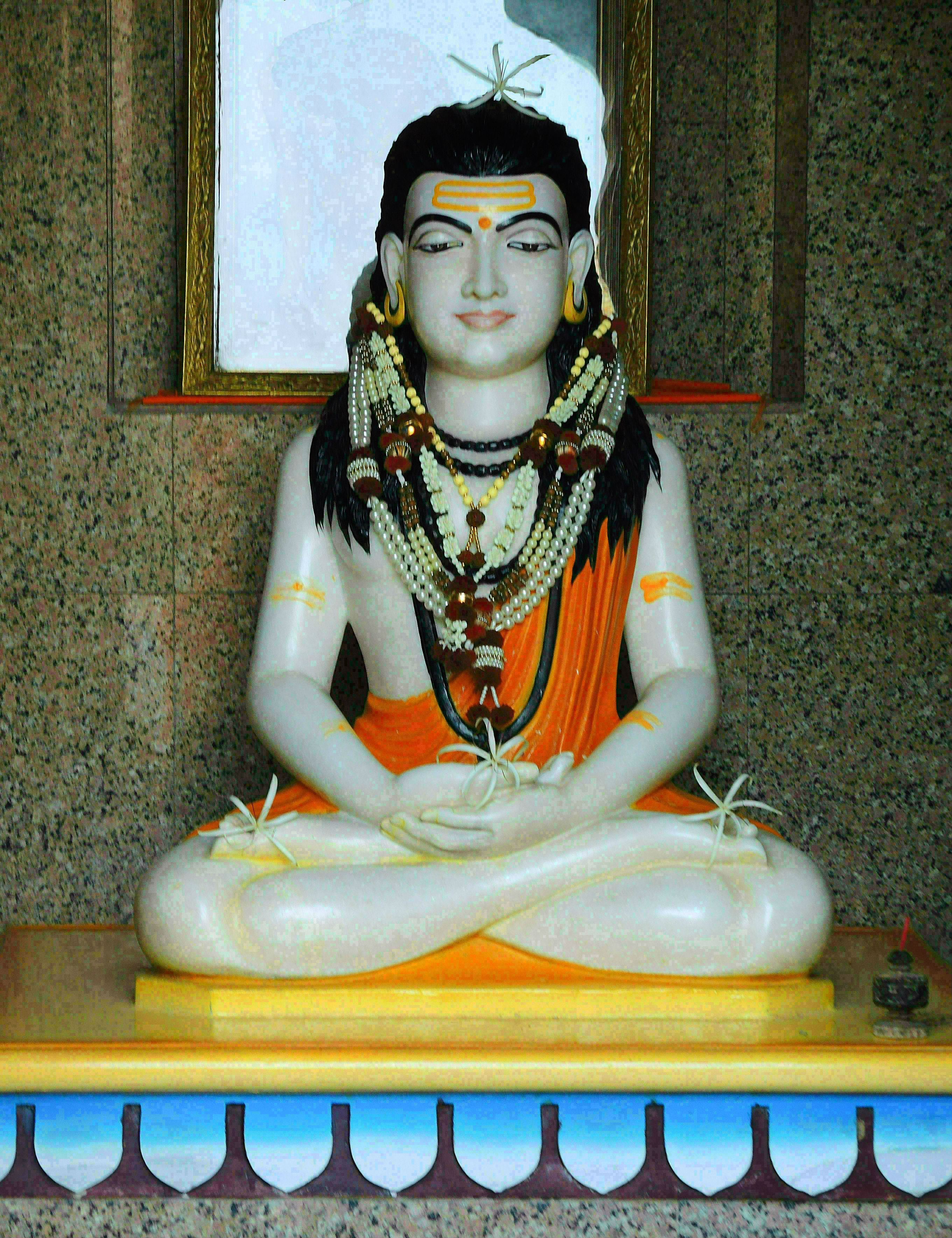
Gorakshanath

La letteratura di Adi Kal, prima del XV secolo d.C., si sviluppò nelle regioni del Kannauj, Delhi, Ajmer che si estendevano fino all'India centrale. Il Prithviraj Raso, un poema epico scritto da Chand Bardai, poeta vissuto tra il 1149 ed il 1200, è considerato come una delle prime opere nella storia della letteratura hindi. Chand Bardai era un poeta di corte di Prithviraj Chauhan, famoso sovrano di Delhi e Ajmer durante l'invasione del re mussulmano Muḥammad di Ghūr.
Jayachand, ultimo sovrano del Kannauj appartenente al clan Rathore Rajput, diede più attenzione al sanscrito piuttosto che ai dialetti locali. Harsha, autore del Naishdhiya Charitra, era il suo poeta di corte. Altre figure letterarie di spicco di quel periodo erano, Jagnayak poeta reale di Mahoba e Nalha poeta reale di Ajmer. Tuttavia, dopo la sconfitta di Prithviraj Chauhan nella Seconda Battaglia di Tarain, la maggior parte delle opere letterarie appartenenti a questo periodo furono distrutte dall'esercito di Muḥammad di Ghūr. Sono disponibili pochissime scritture e manoscritti di questo periodo e la loro genuinità è anche stata messa in dubbio.
Si trovano anche alcune opere poetiche di Siddha e Nathpanthi appartenenti a questo periodo, ma la loro autenticità è messa in dubbio. I Siddha appartenevano al Vajrayana, una successiva setta buddista. Alcuni studiosi sostengono che la lingua della poesia Siddha non è una precedente forma di hindi, ma di Magadhi Prakrit. I Nathpanthi erano yogi che praticavano l'Hatha yoga. In questo periodo vengono scritti alcuni lavori di poesia eroica, lo Jain e il Rasau.
Nella regione del Deccan, nell'India meridionale, fu usato il dialetto Dakkhini o Hindavi. Fiorì sotto il Sultanato di Delhi e in seguito sotto i Nizam di Hyderabad. Era scritto in persiano, tuttavia la letteratura Hindavi può essere considerata come letteratura proto-hindi. Molti esperti di Deccani, come Sheikh Ashraf o Mulla Vajahi, usarono la parola Hindavi per descrivere questo dialetto. Altri come Roustami, Nishati ecc. preferivano chiamarlo Deccani. Shah Buharnuddin Janam Bijapuri lo chiamava hindi. Il primo autore di Deccani fu il Khwāaja Bandanawaz Gesudaraz Muhammad Hasan̠ː scrisse tre opere in prosa: Mirazul Aashkini, Hidayatnama e Risala Sehwara. Suo nipote Abdulla Hussaini scrisse il Nishatul Ishq. Il primo poeta Deccani fu Niẓāmī.
Durante la parte successiva di questo periodo e all'inizio del Bhakti Kala, molti poeti santi come Ramandana e Gorakhnath divennero famosi. La prima forma di hindi può essere vista anche in alcune opere di Maidili e Vidyapati.

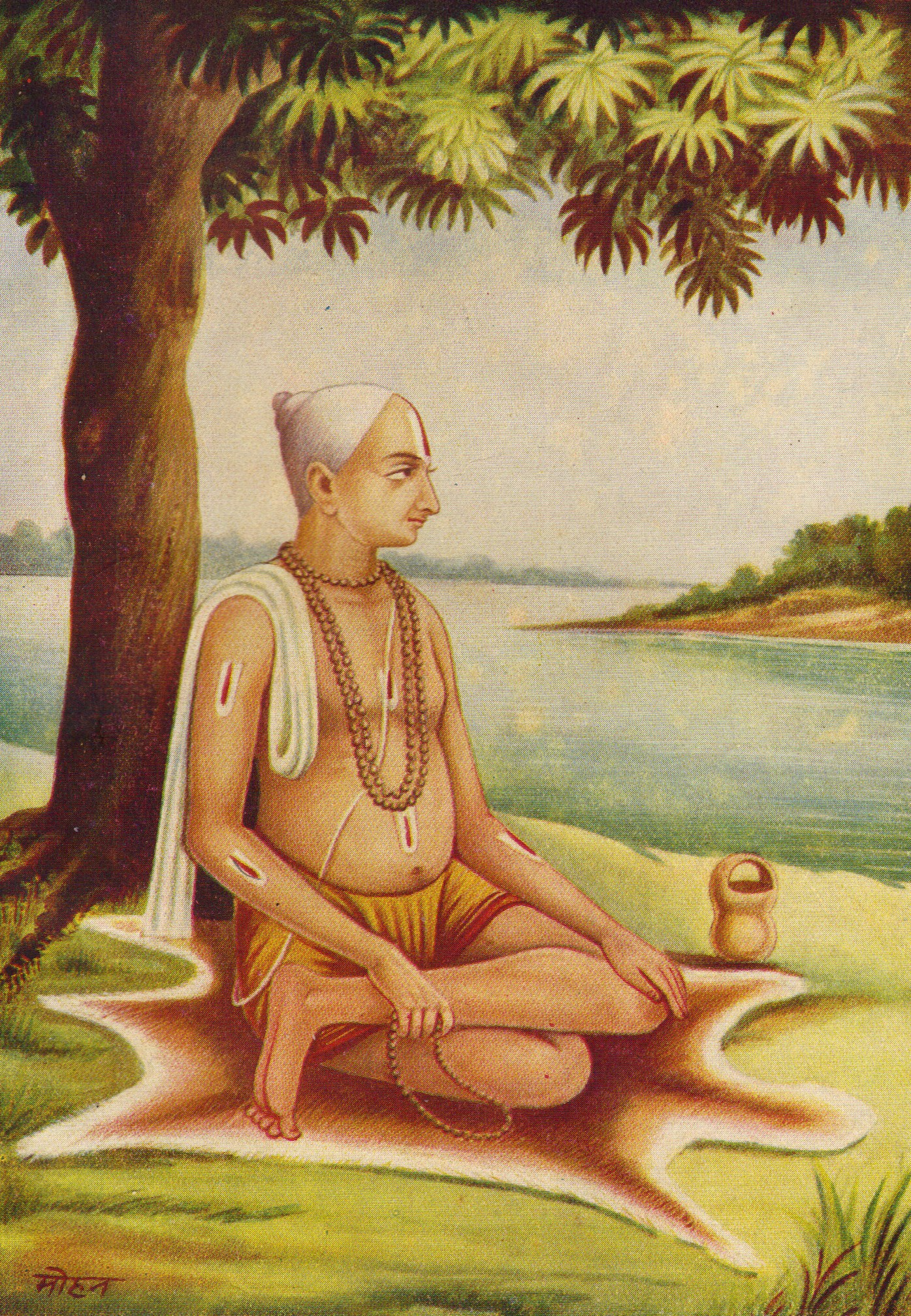
Il poeta Tulsidas

L'Avadhi e il Brij Bhasha erano i dialetti in cui si sviluppava la letteratura Hindi. I principali lavori in Avadhi sono il Padmāvat di Malik Muhammad Jayasi e il Ramacharitamanas di Tulsidas. Le principali opere in dialetto Braj sono la Vinaya Patrika di Tulsidas e il Sur Sagar di Sūrdās. Il Sadhukaddi era anche il linguaggio comunemente usato in quel periodo, specialmente da Kabir nella sua poesia in Doha.
Il periodo Bhakti segnò anche un grande sviluppo teorico nelle forme poetiche costituite principalmente di un amalgama di forme più antiche di poesia. Queste includevano modelli di versetti come il Doha (due battute), Sortha, Chaupaya (quadrilateri), ecc. Era anche l'epoca in cui la poesia era caratterizzata dai vari Rasa. A differenza dell'Adi Kaal, chiamato anche Vir Gatha Kaal, caratterizzato da un eccesso di Poesia nel Vir Rasa (Poesia Eroica), il Bhakti Yug segnava una forma di poesia molto più varia e vibrante che attraversava l'intera gamma dei Rasa, da Shringara Rasa (amore), Vir Rasa (eroismo).
La poesia Bhakti faceva riferimento a due scuole: la scuola Nirguna, i credenti di un Dio senza forma o un nome astratto, e la scuola Saguna, i credenti di un Dio con attributi e adoratori delle incarnazioni di Vishnu. Kabīr e Guru Nanak Dev appartenevano alla scuola Nirguna e la loro filosofia è stata fortemente influenzata dalla filosofia Advaita Vedānta di Adi Sankaracharya. Gli adepti credevano nel concetto di Nirgun Nirakaar Bramh o dell'Unità priva di Forma. La scuola Saguna era rappresentata da poeti prevalentemente vaisnava come Surda, Tulsidas e altri, un'estensione logica della Dvaita e della filosofia Vishishta Advaita proposta da filosofi indiani come Madhavacharya ecc. Questa scuola era principalmente Vaisnava come nelle composizioni principali come Ramacharitamanas, Sur Saravali, Sur Sagar, componimenti che esaltano Rama e Krishna.
Questa era anche l'epoca della tremenda integrazione tra gli indù e gli elementi islamici nelle arti con l'avvento di molti poeti musulmani Bhakti come Abdul Rahim Khan-I-Khana, poeta di corte dell'Imperatore Mughal Akbar, grande devoto di Krishna. Anche la Scuola Nirgun di Bhakti era di orientamento fortemente laico e i suoi sostenitori come Kabīr e Guru Nanak avevano un gran numero di seguaci, indipendentemente dalla casta o dalla religione.
Nel periodo Ritikavya o Ritismagra Kavya, l'elemento erotico divenne predominante nella letteratura hindi. Questa era è chiamata Riti, il cui significato era "procedura", perché era l'epoca in cui le figure e la teoria poetiche venivano sviluppate al meglio. Ma questa enfasi sulla teoria della poesia ha notevolmente ridotto gli aspetti emotivi, principale caratteristica del movimento Bhakti, per cui il contenuto effettivo della poesia divenne meno importante. La Scuola Saguna del Bhakti Yoga si divise in due scuole, Rama bhakti e Krishna bhakti, da qualche parte nell'interregno della Bhakti e dell'Era dei Reeti. Sebbene la maggior parte delle opere di Reeti fossero imparentate in modo imparziale a Krishna Bhakti, la loro enfasi era cambiata dalla devozione totale all'essere supremo agli aspetti shringar o erotici della vita di Krishna - la sua Leela, i suoi scherzi con le Gopi a Braj e la descrizione della bellezza fisica di Krishna e Radha, la consorte di Krishna. La poesia di Bihari e Ghananand Das si adattano a questo disegno. Il libro più noto di questa era è il Bihari Satsai di Bihari, una raccolta di Doha (distici), che tratta della Bhakti (devozione), Neeti (politiche morali) e Shringar (amore).
I primi libri in hindi con la scrittura Devanagari o la scrittura Nāgarī, erano un trattato di Hira Lal su ʿAyn-i Akbari, chiamato ʿAyn-i Akbari ki Bhasha Vachanika, e il trattato di Rewa Mharaja su Kabir. Entrambi i libri furono pubblicati nel 1795. La traduzione in giapponese di Munshi Lallu Lal del sanscrito Hitopadesha fu pubblicata nel 1809. Lala Srinivas Das scrisse un romanzo nel guru Hindi Pariksha nella sceneggiatura di Nāgarī nel 1886. Shardha Ram Phillauri ha scritto un romanzo hindi Bhagyawati che è stato pubblicato nel 1888.
Chandrakanta, scritto da Devaki Nandan Khatri nel 1888, è considerato il primo vero lavoro di prosa in hindi moderno. Colui che portò il realismo nella letteratura in prosa hindi fu Premchand, considerata la figura più venerata nel mondo della narrativa e del movimento progressista hindi.
Nella letteratura hindi, il Dwivedi Yug o Periodo di Dwivedi, durò dal 1900 al 1918. Prende il nome da Mahavir Prasad Dwivedi, poeta che ha svolto un ruolo importante nel consolidare la moderna lingua hindi in poesia ed ampliare i temi accettabili da quelli tradizionali della religione e dell'amore romantico. Ha incoraggiato la poesia in hindi dedicata al nazionalismo e alla riforma sociale.
Nel 1903 Dwivedi divenne l'editore di Saraswati, la prima rivista mensile indiana, fondata nel 1900. Dwidei si servì della rivista per sensibilizzare la società civile verso una riforma moderna della letteratura hindi. Una delle poesie più importanti del periodo era Bharat-bharati di Maithili Sharan Gupt, poesia che evoca la gloria passata dell'India. Tra gli altri poemi famosi del periodo possiamo annoverare Il Bharatgit (Canzone Indiana) di Shridhar Prathak.
Alcuni studiosi hanno definito gran parte della poesia di questo periodo come "propaganda versificata". Secondo l'indologa Lucy Rosenstein: "È un versetto di affermazione pubblica, il suo linguaggio è funzionale ma esteticamente poco attraente. Sinceramente preoccupata delle questioni sociali e dei valori morali, è una poesia puritana in cui le considerazioni estetiche sono secondarie. L'immaginazione, l'originalità, la sensibilità poetica e l'espressione sono volute, il metro è restrittivo, l'idioma goffo." Aggiunge, tuttavia, che il periodo è stato importante per gettare le basi della moderna poesia hindi, in grado di riflettere la sensibilità ai problemi sociali del tempo. Tuttavia, aggiunge anche che l'ineleganza è una caratteristica tipica di una poesia "giovane", poiché considera così la moderna poesia Hindi.
Senza una tradizione poetica nell'hindi moderno, i poeti hanno spesso modellato le loro forme in lingua braj, e in seguito in sanscrito, urdu, bengalese e forme inglesi, spesso poco adatte all'hindi. I soggetti delle poesie tendevano ad essere comuni piuttosto che personali. I personaggi venivano spesso presentati non come individui, ma come tipi sociali.
Nel XX secolo, la letteratura hindi fu soggetta ad una mutazione in stile romantico. Questa trasformazione è nota come Chhayavaad (ombra), e le figure letterarie che parlano di questa scuola, Jaishankar Prasad, Suryakant Tripathi 'Nirala', Mahadevi Varma e Sumitranandan Pant sono conosciute come Chhayavaadi. Anche Ramdhari Singh 'Dinkar' era un altro grande poeta dotato di qualche elemento Chayavaadi nella sua poesia. 
Questo periodo di neo-romanticismo, rappresenta l'adolescenza della poesia hindi. È prodotto dalla bellezza dell'espressione e dal flusso di intense emozioni. I quattro poeti rappresentativi di questa epoca sono il meglio della poesia hindi. In essa l'esperienza personale divenne centrale per tutti i "percorsi" letterari che seguirono dei successivi settant'anni. 
Altri importanti generi di Adhunik Sahitya (Modernismo), sono: Prayogvad (sperimentalismo) di Ajneya e i poeti Tar Saptak, noti anche come Nayi Kavita, in italiano, Nuova Poesia e Nayi Kahani, in italiano, Nuova Storia, di Nirmal Verma e altri, seguito da Pragativad (ideale progressista), di Gajanan Madhav Muktibodh ed altri autori.

### Letteratura anglo-indiana

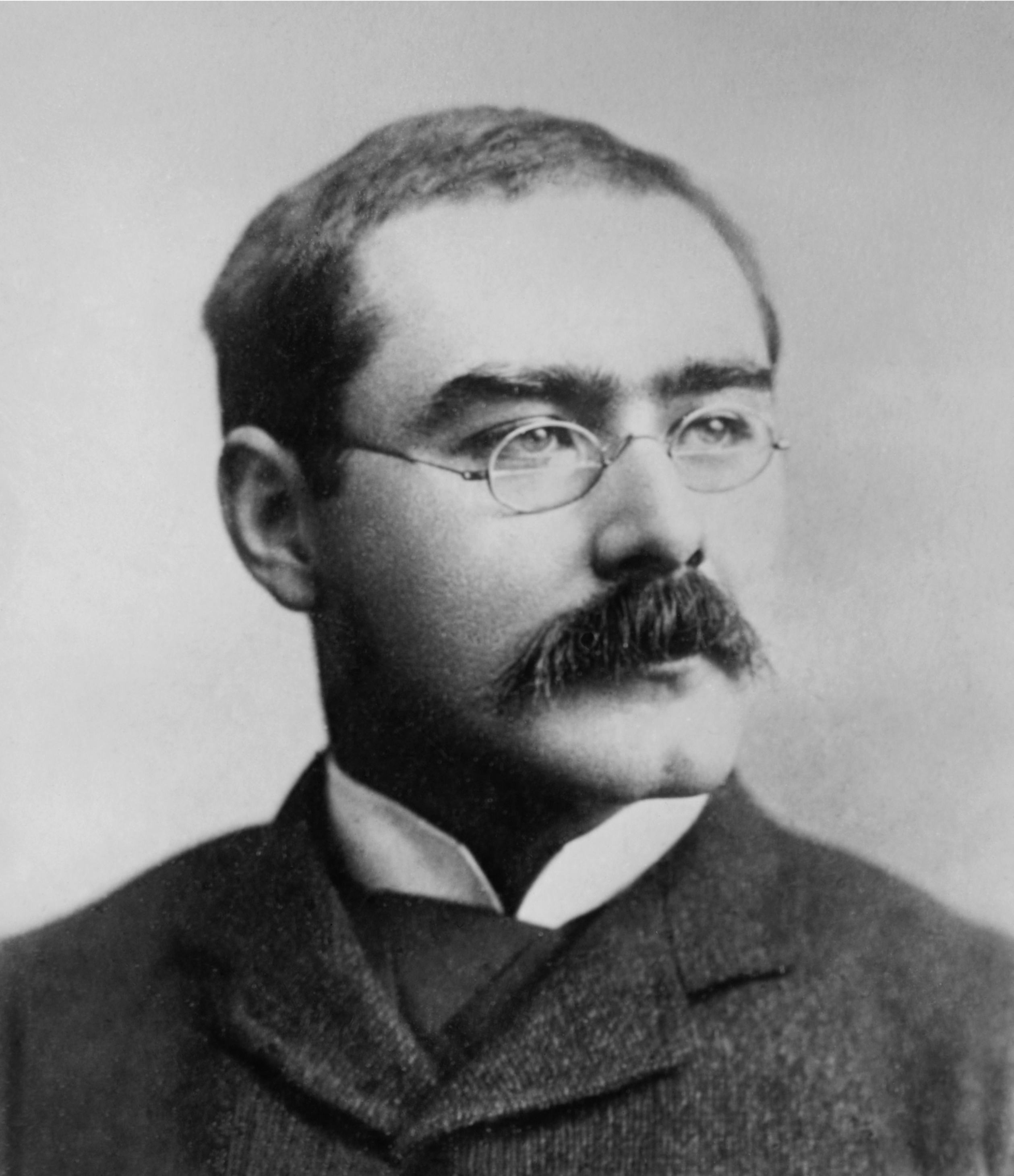
Rudyard Kipling

Nel XX secolo, diversi scrittori indiani si sono distinti non solo nelle lingue tradizionali indiane ma anche in inglese, una lingua ovviamente ereditata. Come risultato della colonizzazione britannica, l'India ha sviluppato un proprio dialetto inglese, conosciuto come inglese indiano. L'inglese indiano segue tipicamente la pronuncia inglese e i libri pubblicati in India riflettono questo fenomeno. La letteratura inglese indiana, tuttavia, tende ad utilizzare un vocabolario più riconoscibile a livello internazionale, quindi parla l'inglese indiano colloquiale, nello stesso modo in cui la letteratura inglese americana lo fa rispetto allo slang americano.
L'unico premio Nobel per la letteratura in India è stato assegnato allo scrittore bengalese Rabindranath Tagore, che scrisse alcune delle sue opere originariamente in inglese, cimentandosi nella traduzione di alcune sue opere dal bengalese all'inglese. I romanzieri in lingua inglese di maggior successo sono gli scrittori contemporanei come Chetan Bhagat, Manjiri Prabhu e Ashok Banker. Gli scrittori più importanti in inglese indiani o di origine indiana o che traggono ispirazione dai temi indiani sono RK Narayan, Vikram Seth, Salman Rushdie, Arundhati Roy, Raja Rao, Amitav Ghosh, Rohinton Mistry, Vikram Chandra, Mukul Kesavan, Raj Kamal Jha, Vikas Swarup, Khushwant Singh, Shashi Tharoor, Nayantara Sehgal, Anita Desai, Anita Nair, Sudhir Kakar, Kiran Desai, Ashok Banker, Shashi Deshpande, Arnab Jan Deka, Jhumpa Lahiri, Kamala Markandaya, Gita Mehta, Manil Suri, Manjiri Prabhu, Ruskin Bond, Chitra Banerjee Divakaruni e Bharati Mukherjee.
Nella categoria della scrittura indiana in inglese c'è la poesia. Rabindranath Tagore ha scritto in lingua bengalese e in lingua inglese traducendo il proprio lavoro in inglese. Tra i primi poeti in inglese figurano Derozio, Michael Madhusudan Dutt, Toru Dutt, Romesh Chunder Dutt, Sri Aurobindo, Sarojini Naidu e suo fratello Harindranath Chattopadhyay.
Negli anni '50, il collettivo "Writers Workshop" fu fondato a Calcutta dal poeta e saggista P. Lal per difendere e pubblicare la letteratura indiana in inglese; è stato il primo a pubblicare Pritish Nandy, Sasthi Brata ed altri; continua fino ad oggi per fornire un forum per la scrittura inglese in India. In tempi moderni, la poesia indiana in inglese era caratterizzata da due poeti con caratteristiche molto diverse. Dom Moraes, vincitore del Premio Hawthornden all'età di 19 anni per il suo primo libro di poesie, A Beginning, ha continuato ad occupare una posizione preminente tra i poeti indiani che scrivono in inglese. Nissim Ezekiel, proveniente dalla piccola comunità ebraica indiana di Bene Israel, ha contribuito anche lui a dare visibilità ai poeti indiani che scrivono in inglese sostenendo il loro lavoro.
Loro contemporanei nella poesia inglese in India erano tra gli altri Jayanta Mahapatra, Giève Patel, A. K. Ramanujan, Arun Kolatkar, Dilip Chitre, Arvind Krishna Mehrotra, Eunice De Souza, Kersi Katrak, P. Lal e Kamala Das.
Le generazioni più giovani di poeti che scrivono in inglese includono tra gli altri G.S. Sharat Chandra, Mercante di Hoshang, Makarand Paranjape, Anuradha Bhattacharyya, Nandini Sahu, Arundhathi Subramaniam, Jeet Thayil, Ranjit Hoskote, Sudeep Sen, Abhay K, Jerry Pinto, K Srilata, Gopi Kottoor, Tapan Kumar Pradhan, Arnab Jan Deka, Anju Makhija, Robin Ngangom, Rukmini Bhaya Nair, Smita Agarwal, Vihang A. Naik e Vivekanand Jhari.
Vi è anche una generazione di poeti e scrittori esuli, nata dalla diaspora indiana. Tra questi si possono citareː Agha Shahid Ali, Sujata Bhatt, Richard Crasta, Yuyutsu Sharma, Shampa Sinha, Tabish Khair e Vikram Seth.
Negli ultimi anni, ad un ritmo sempre più crescente, sono stati pubblicati in occidente libri e poesie di scrittori di origine indiana di lingua inglese.

### Letteratura Gujarati

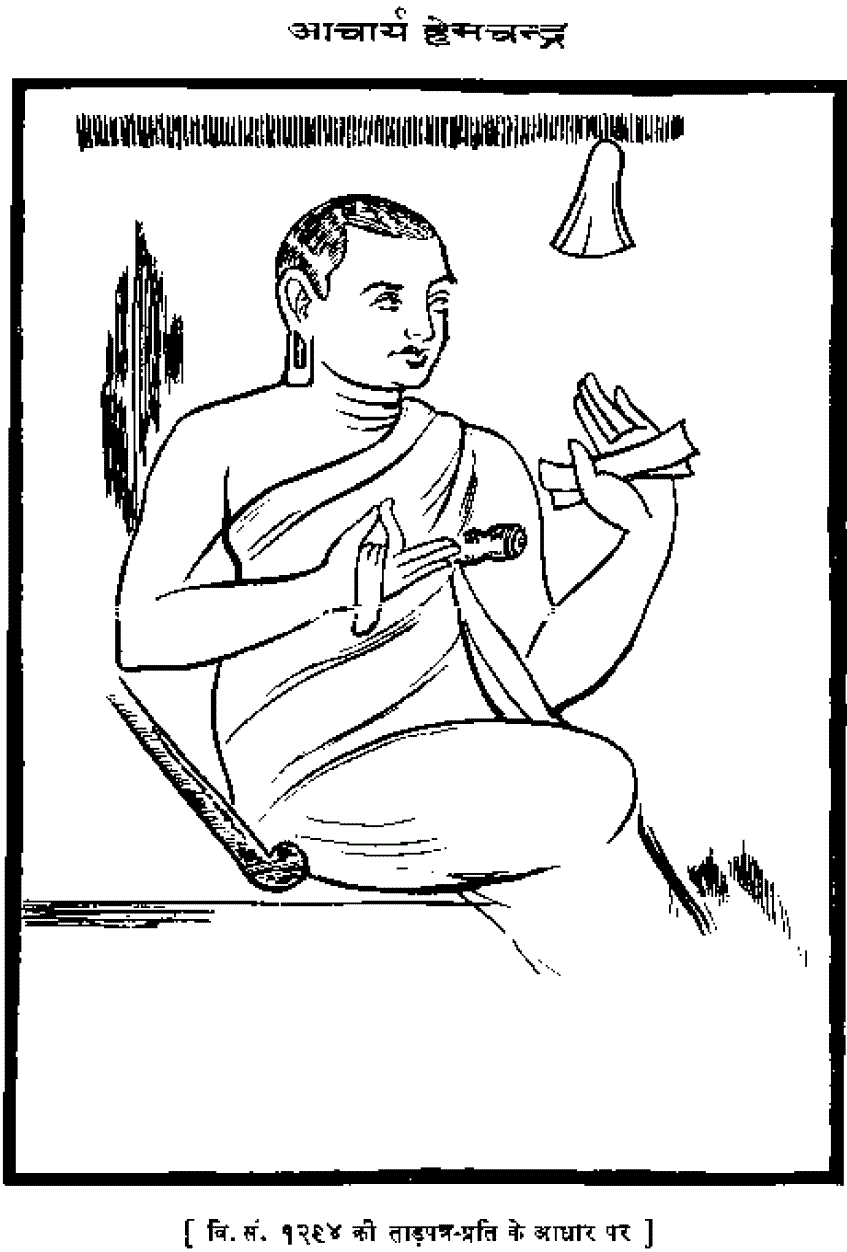
Hemachandra

Il monaco e studioso Jain Hemacandrācārya suri fu uno dei primi studiosi di grammatica Prakrit e Apabhraṃśa della lingua gujarati. Lo studioso aveva scritto una serie formale di "principi grammaticali" come precursori della lingua gujarati durante il regno del re Chaulukya Siddharaj Jaisinh di Anhilwara. Questo trattato costituì le fondamenta della grammatica di Apabhramsa nella lingua gujarati, definendo una lingua formata da una combinazione di forme corrotte di lingue come il Sanscrito e l'Ardhamagadhi. Scrisse il manale di poetica o di poesia, il Kavyanushasana, le grammatiche Prakrit e Apabhramsha, Siddha-haima-shabdanushasana, ed un piccolo vocabolario chiamato, Desinamamala.
Viene generalmente accettato dagli storici e dai ricercatori dei generi letterari della letteratura gujarati che i primi scritti in questa lingua molto antica furono scritti da autori Jaina. Questi erano composti nella forma di Rasa, Phāgu e Vilāsa. I Rasa erano lunghi poemi essenzialmente di natura eroica, romantica o narrativa. Tra gli esempi più autorevoli di questa forma di letteratura Gujarati, troviamoː il Bharateśvara Bāhubalī rāsa (ભરતેશ્વર બાહુબલી રાસ)" di Śālībhadra Sūri (1185 d.C.), il Revantagiri-rāsa (રેવંતગિરિ રાસ) di Vijayasena (1235 d.C.), il Samararasa di Ambadeva (1315 d.C.) e il Gautama Svāmirāsa di Vinayaprabha (1356 d.C.). Altri pregevoli poemi di Prabandha o narrativa di questo periodo includono Raṇamalla Chhanda di Sridhara (1398 d.C.), Prabodhachintamani di Merutunga, Kānhaḍade Prabandha (કાન્હડદે પ્રબંધ)" (1456 d.C.) di Padmanābha e Sadayavatsa Kathā di Bhīma (1410 d.C.). I phāgu sono poesie che rappresentano la natura allegra della primavera (Vasanta). Il Neminatha-phagu di Rājasekhara (1344 d.C.) e Ajnat (Sconosciuto), il Vasanta-vilāsa di Kavi (1350 d.C.) sono esempi insuperabili di tali testi. il Neminātha Chatuṣpadika (1140 d.C.) di Vinayacandra è il più antico del genere bāramāsi dei poemi in Gujarati. Il primo lavoro in prosa gujarati fu il Balavabodha di Taruṇaprabhal (1355 d.C.), mentre il Prithvichandra Charita (1422 d.C.) di Manikyasundara, essenzialmente serviva da romanzo religioso; è l'illustrazione più importante della prosa del Gujarati antico e ricorda il Kādambari di Bāṇabhaṭṭa.
A causa del fiorente commercio di Ahmedabad e Khambat, hanno iniziato a svilupparsi attività di intrattenimento, e i santi Jain, narratori, spettacoli di burattini e Bhavai (drammi) furono i protagonisti di una rinascita della letteratura. Questo diede origine alla letteratura antica e, nell'XI secolo, alla formazione del poeta Hemacandra (1088-1172). I diversi periodi letterari seguenti sono questi:
- Narsinh-Yug (1450 d.C. - 1850 d.C.)

Durante il XV secolo, la letteratura gujarati era passata dal dominio del severo potere del movimento Bhakti, sotto l'egida di un movimento culturale popolare sorto per liberare la religione da una forma di sacerdozio pari o più rigido della nostra clausura. Narsinh Mehta (1415-1481 d.C.) fu il primo poeta di questa era. Le sue poesie stimolavano profondi sentimenti mistici conducendo ad un'intensa riflessione sulla filosofia dell'Advaita. Govind Gaman, Surat Sangram, Sudama Charitra e Sringaramala di Narsinh Mehta sono illustrazioni di questa poesia devozionale.
- Bhakti-Yug (XV-XIX secolo)

Durante questa età, i poeti giainisti e indù produssero abbondanza di letteratura del Gujarat. La prosa e la poesia create avevano lo scopo di incoraggiare la religione e l'adorazione. I testi indù come Gita, Mahabharata, Veda e Bhagavat divennero popolari. C'erano anche creazioni di preghiere, storia Jain, ed altre forme di letteratura. Durante questo periodo di influenza del movimento Bhakti sulla letteratura gujarati, il Ramayana, la Bhagavad Gita, lo Yogavashistha e il Panchatantra furono tutti tradotti in Gujarati. In questo periodo avvenne anche il colossale risveglio dei Puranici, risveglio che condusse ad una rapida crescita e maturazione della poesia devozionale nella letteratura gujarati. Questa era è divisa in due parti: Sagun Bhakti Dhara (Istruzioni per la devozione intellettuale) e Nirgun Bhakti Dhara (Atti di Devozione).
- Sagun Bhakti Dhara

In questo Dhara o forma di adorazione, Dio è adorato in forma fisica, con le sue virtù, come Rama e Krishna. Narsinh Mehta, Meera e Dayaram furono i principali autori di questo "Dhara". Bhalan (1434-1514 d.C.) contribuì a sviluppare una rappresentazione meritoria dei Kādambari di Bāṇabhaṭṭa in Gujarati. Bhalana ha composto altre opere importanti e insostituibili come il Dasham Skandha, Nalakhyan, Ramabal Charitra il Chandi Akhyana. Meera ha scritto molti "Pada" (versi poetici). Premanand Bhatt, considerato il più importante di tutti i poeti gujarati, è stato profondamente impegnato ad elevare la lingua e la letteratura gujarati a nuove vette. Tra le numerose sue opere, le più importanti sono Okha Harana, Nalakhyana, Abhimanyu Akhyana, Dasham Skandha e Sudama Charitra.
Shamal Bhatt fu un poeta estremamente creativo e produttivo, dando vita ad opere indimenticabili come Padmavati, Batris Putli, Nanda Batrisi, Sinhasan Batrisi e Madana Mohan in versi in Gujarati. Dayaram (1767-1852) scrisse testi religiosi, etici e romantici dal titolo, Garbi. I suoi lavori più autorevoli comprendono, Bhakti Poshan, Rasik Vallabh e Ajamel Akhyan. Il Rāmāyaṇa fu tradotto da Giridhara in Gujarati durante la metà del XIX ° secolo. Parmanand, Brahmanand, Vallabha, Haridas, Ranchhod e Divali Bai erano altri autorevoli "poeti santi" di questo periodo di predominio poetico nella letteratura gujarati. Anche i poeti della setta Swaminarayan hanno contribuito immensamente all'evoluzione della letteratura gujarati.
- Nirgun Bhakti Dhara

In questo "Dhara" o forma di adorazione il dio non ha forma fisica.
Narsinh Mehta e Akho sono stati i principali autori di questa forma di adorazione o Dhara. Akhe Gita di Akho, Chittavichar Samvad e Anubhav Bindu sono sempre state considerate come composizioni enfatiche sui Vedānta, mentre un altro poeta, Mandana, aveva dato forma a opere immortali come Prabodha Battrisi, Ramayan e Rupmangal Katha. Altri autori sono Kabir-Panthi, Dhira Bhagat, Bhoja Bhagat, Bapusaheb Gaikwad e Pritam.

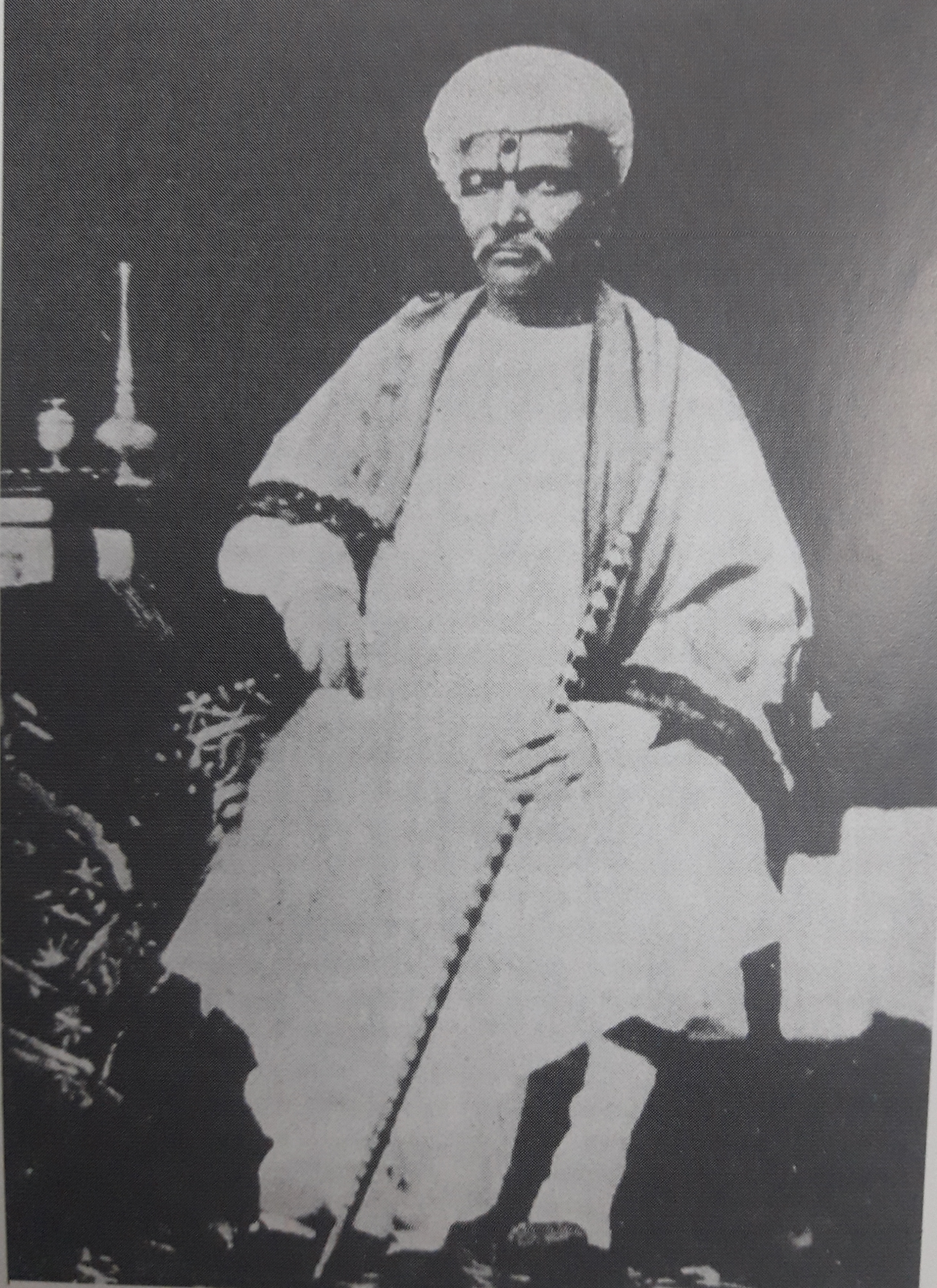
Dalpatram Dahyabhai Travadi

Con il governo britannico e la nuova tecnologia della stampa, iniziò l'educazione nella lingua inglese. La nuova era condusse alla diffusione di giornali e riviste, in grado di portare consapevolezza nella società. Per questo motivo vi era molta più letteratura e includeva forme diverse dall'antico stile religioso di poesia. Le creazioni riflessero il benessere sociale, le critiche, i giochi, il pensiero new age, l'adorazione del paese, i valori della vita, ecc. Questa era è suddivisa in Sudharak Yug o Narmad Yug, Pandit Yug o Govardhan Yug, Gandhi Yug, Anu-Gandhi Yug, Adhunik Yug e Anu-Adhunik Yug.
- Sudharak Yug o Narmad Yug (1850-1885)

A partire dalla metà del XIX secolo, il Gujarati, come altre lingue regionali indiane, influenzò profondamente l'Occidente, proprio a causa della presenza coloniale inglese. Dalpatram (1820-1898) e Narmad (1833-1886) furono i pionieri della letteratura gujarati moderna. Il Vinacharitra di Dalpatram ritrae il suo incredibile dominio sull'ilarità e l'arguzia. Il primo dizionario gujarati, noto come Narmakosh, fu composto e compilato da Narmad, essenzialmente una storia del mondo e anche un'autorità sulla poetica. Narmad ha tentato di scrivere in diversi stili adattando i versi inglesi in Gujarati. I suoi Rukmini Haran e Virasinh sono considerati alla stregua di un compendio di poesie. Tra le altre grandi opere della letteratura gujarati di quest'epoca possiamo annoverareː Ishvara Prarthanamala di Bholanath Sarabhai (1872), Bhatt nu Bhopalu (1867) e Veermati, in italiano, Fermarsi (1869) di Navalram Pandya e Karan Ghelo, in italiano, la Pervasività della Ragione, di Nandshankar Mehta (1835-1905). (1866), il primo romanzo originale della letteratura gujarati.
Ranchhodlal Udayaram Dave (1837-1923) è quasi sempre considerato come pioniere nell'arte della scrittura teatrale in Gujarati con il suo Lalita Dukh Darsak Natak (gioco). Altri drammaturghi significativi furono Dalpatram, Narmad e Navalram.
Sotto l'amministrazione del britannico Alexander Kinlock Forbes, iniziarono gli studi moderni del Gujarat e della sua lingua, poco dopo l'occupazione britannica della regione. Alexander Forbes condusse un'indagine approfondita sulla cultura e la letteratura gujarati negli ultimi millenni e ha accumulato un'ampia raccolta di manoscritti. Un'organizzazione che prende il suo nome, chiamata il Forbes Gujarati Sabha, si dedica alla conservazione della letteratura e della lingua e della storia gujarati dal suo quartier generale a Mumbai.
- Pandit Yug o Govardhan Yug (1885-1915)

Govardhanram Tripathi è l'autore principale di questa epoca. Tra le opere più importanti troviamoː il Smarana Samhita, in italiano, Calmare la Mente, il Kusumamala, in italiano, Ghirlanda di Fiori, Hridayavina, in italiano, Storie brevi, Nupur Jhankar e Buddha Charit di Narsinhrao Divetia; Manishankar Ratanji Bhatt o "Purvalap" di Kavi Kant ("Devayani", "Atijnana", "Vasanta Vijay" e "Chakravak Mithuna") e "Bhanakar" di Balwantray Thakore. Nhanalal era un altro importante poeta di questo periodo nella letteratura gujaratiana, con la sua "Apadya Gadya" o in prosa in rima. Il riconoscimento e la reputazione di Nhanalal si basano su due raccolte poetiche, "Vasantotsava" (1898) e "Chitradarshan" (1921), un'epopea denominata "Kuruksetra", e numerosi spettacoli come "Indukumar", "Jayajayant", "Vishva Gita" "," Sanghamitra "e" Jagat Prerana ".
Govardhanram Tripathi (1855-1907) fu tra i più illustri romanzieri della letteratura gujarati, il cui più celebre e ammirato romanzo è forse "Saraswatichandra".
- Gandhi Yug (1915-1945)

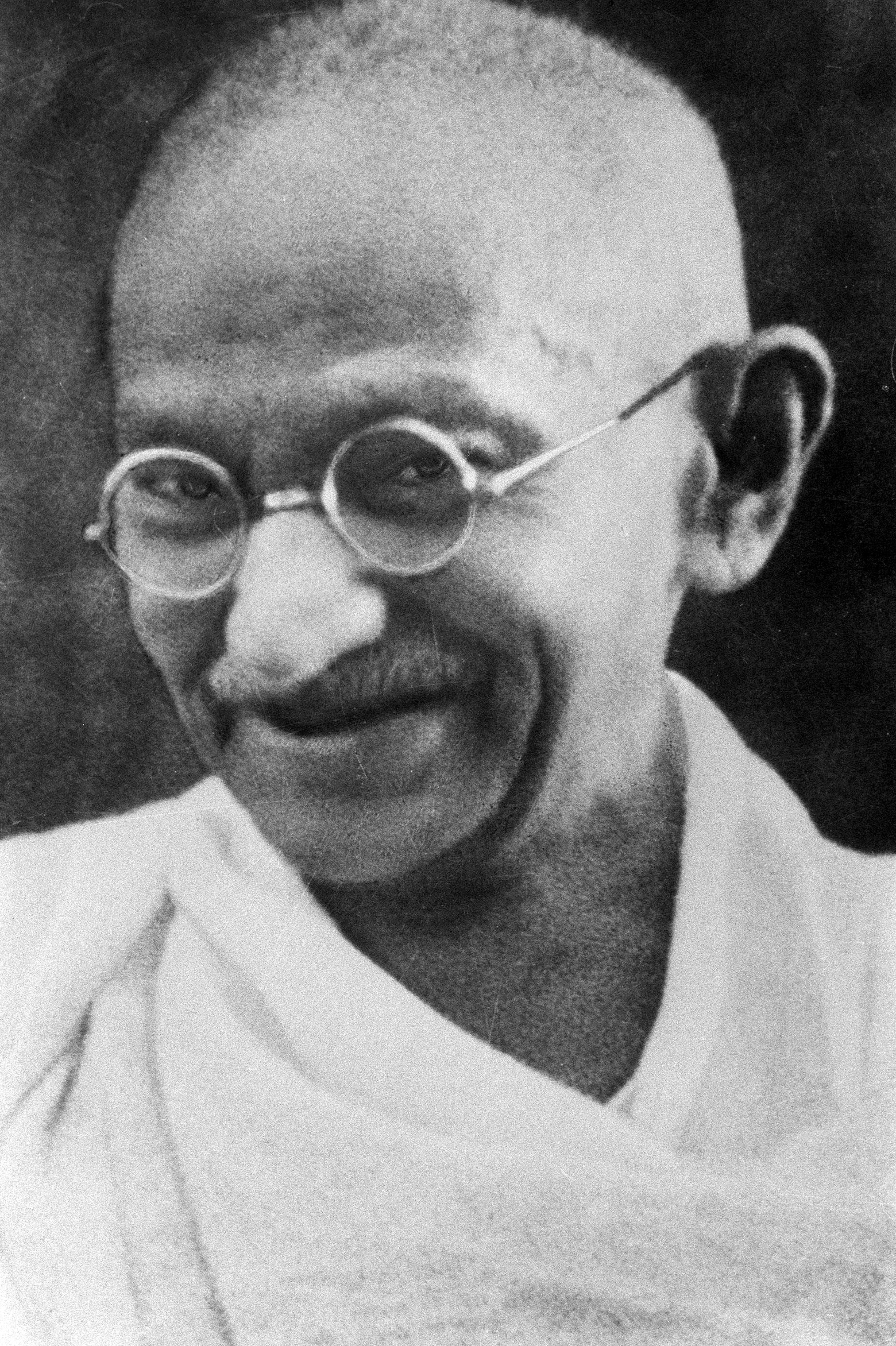
Gandhi

Durante questo periodo, Mahatma Gandhi e Gujarat Vidyapith divennero il centro nevralgico di tutte le attività letterarie, dove emersero nuovi valori e fu data maggiore enfasi ai valori gandhiani, all'industrializzazione e alla semplificazione. Romanzi, racconti, diari, lettere, opere teatrali, saggi, critiche, biografie, libri di viaggio e ogni genere di prosa iniziarono ad inondare la letteratura gujaratiana.
Gandhi, Ramnarayan Pathak, Kanaiyalal Munshi o KM Munshi, Swami Anand, Umashankar Joshi, Sundaram, Jhaverchand Meghani, Pannalal Patel, Jyotindra Dave, Chandravadan Mehta, Zinabhai Desai ("Snehrashmi"), Vaid Mohanlal Chunilal Dhami, Manubhai Pancholi ("Darshak"), e Ishwar Petlikar sono i principali contributori di questa età.
La moderna prosa gujarati è stata inaugurata da Narmad, ma K.M. Munshi e, naturalmente, lo stesso Mahatma Gandhi, diedero risalto a questa epoca. L'autobiografia di Gandhi, An Autobiography of my Experiments with Truth (Gujarathi "સત્યના પ્રયોગો અથવા આત્મકથા"), Satyagraha in Sud Africa sulla sua lotta colà, Hind Swaraj o Indian Home Rule, un opuscolo politico e una parafrasi in Gujarati di John Ruskin "Unto The Last", sono le sue opere più famose. Quest'ultimo saggio espone il suo programma sull'economia. Scrisse molto sul vegetarismo, la dieta e la salute, la religione, le riforme sociali, ecc. Gandhi di solito scrisse in Gujarati, anche se revisionò le traduzioni in hindi e in inglese dei suoi libri.
Gandhi era uno scrittore prolifico. Per decenni ha curato diversi giornali tra cui "Harijan" (in Gujarati, Hindi e inglese); "Indian Opinion in Sud Africa" e "Young India" (in inglese), e "Navajivan", un mensile gujarati, al suo ritorno in India. Successivamente, "Navajivan" fu pubblicato in hindi. Ha scritto lettere quasi ogni giorno a singoli individui e a giornali.
Durante gli anni '40, si poté assistere a un aumento della produzione poetica comunista e questo ispirò anche un movimento per la letteratura progressista in Gujarati. Meghani, Bhogilal Gandhi, Swapnastha e altri iniziarono a predicare il conflitto di classe e l'odio per la religione attraverso i loro scritti. K.M. Munshi è considerato una delle figure letterarie più illustri della letteratura gujarati dei tempi contemporanei. K.M. Le opere voluminose di Munshi comprendono drammi, saggi, racconti e romanzi. I suoi famosi romanzi sono inclusi nella lista di "Patan ni Prabhuta", "Gujarat no Nath", "Jay Somnath" (1940), "Prithvi Vallabh", "Bhagavan Parshuram" (1946) e "Tapasvini" (1957).
In effetti, dopo l'ascesa della figura spirituale e politica del Mahatma Gandhi nella sua costante lotta per l'indipendenza e l'uguaglianza sociale, un grande numero di poesie furono scritte da poeti come, tra gli altri, Umashankar, Sundaram, Shesh, Snehrashmi e Betai, centrate sull'ordine sociale esistente, la lotta per l'indipendenza e il travaglio del Mahatma Gandhi stesso. Fortemente ispirato dalle poesie dialettali di Rabindranath Tagore, Umashankar Joshi arricchì la letteratura Gujrati esistente scrivendo allo stesso modo. Due di questi poemi sono i suoi "Prachina" e "Mahaprasthan". Per il suo poema "Nishith", ha ricevuto il "Jnanpith Award" nel 1967. Pannalal Patel ha ricevuto il "Jnanpith Award" nel 1985 per il suo romanzo Maanavi Ni Bhavaai.
Il romanzo in Gujarati vede contributi di G.G. Joshi ('Dhumketu'), Chunilal V. Shah, Gunvantrai Acharya, Jhaverchand Meghani, Pannalal Patel e Manubhai Pancholi.

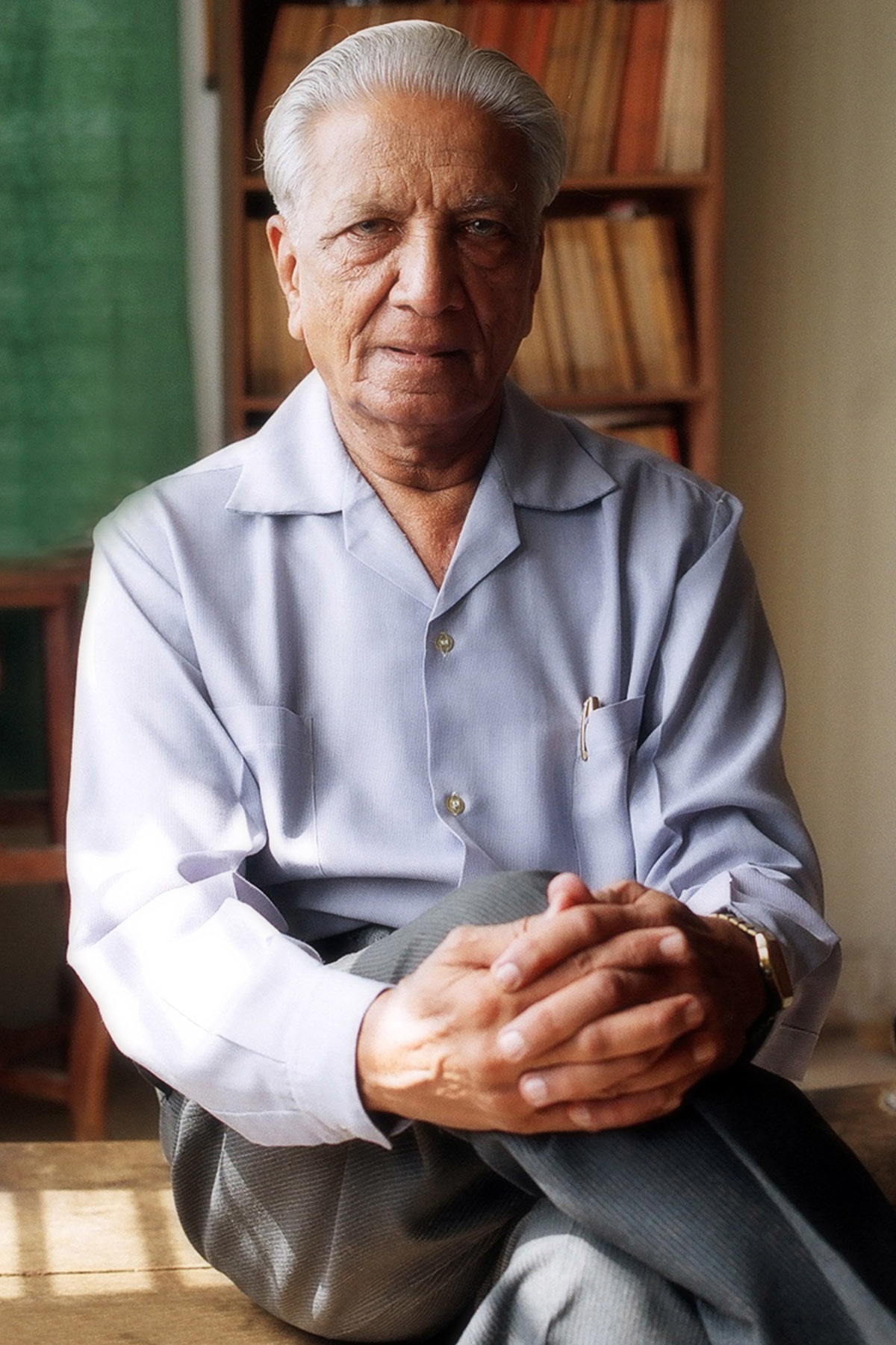
Niranjan Bhagat

Significativi drammaturghi di questa epoca sono Chandravadan Mehta, Umashankar Joshi, Jayanti Dalal e Chunilal Madia.
Tra i saggisti più importanti si possono citare Kaka Kalelkar, Ratilal Trivedi, Lilavati Munshi, Jyotindra Dave, Ramnarayan Pathak.
- Anu-Ghandhi Yug (1940-1955)

In questa epoca la poesia dominò. I principali contributori di questo periodo età sono Niranjan Bhagat, Rajendra Shah, Venibhai Purohit, Prahlad Parekh e Balmukund Dave. Rajendra Shah ha vinto per l'anno 2001 il "Jnanpith", il premio letterario più prestigioso del governo indiano. I giudici notarono "la sua intensità di emozione e innovazione nella forma e nell'espressione che lo distinguono come un poeta di grande significato. La poesia nasce dalla tradizione di grandi maestri medievali come Kabir, Narsinh Mehta e giganti della letteratura come loro". Ha scritto più di 20 raccolte di poesie e canzoni, principalmente sui temi della bellezza della natura, e sulla vita quotidiana delle popolazioni indigene e delle comunità di pescatori. Nelle sue poesie che utilizzavano metriche sanscrite, fu influenzato da Rabindranath Tagore. Era uno dei giganti dell'era post Gandhi, chiamato "Anu-Gandhi Yug" nella letteratura gujaratiana.
- Adhunik Yug (1955-1985)

La poesia del Gujarati post-indipendenza mostra una più alta forma di soggettività ed esplora nuove filosofie e linee di pensiero e immagini. Le poesie divennero più soggettive e brutali, scartando vecchie immagini e simboli e sostituendoli con nuove idee. I primi poeti gujarati del periodo post-indipendenza includono poeti acclamati dalla critica come, tra gli altri, Suresh Joshi, Gulam Mohamed Sheikh, Harindra Dave, Manoj Khanderia, Chinu Modi, Nalin Raval e Adil Mansuri.
La letteratura Gujarati in prosa del periodo post-indipendenza ebbe due tendenze distinte, tradizionale e moderna. La prima si occupava più di valori etici e i suoi principali scrittori erano Gulabdas Broker, Mansukhlal Jhaveri, Vishnuprasad Trivedi e altri. L'esistenzialismo, il surrealismo e il simbolismo hanno influenzato quest'ultimo. Anche i modernisti volevano abolire i valori morali e le credenze religiose.Eminenti scrittori di questa tendenza comprendono Niranjan Bhagat, Chandrakant Bakshi, Suresh Joshi, Madhu Rye, Raghuveer Chaudhari, Dhiruben Patel, Saroj Pathak e altri. C'era anche un notevole segmento di scrittori popolari come Vithal Pandya, Sarang Barot, Dinkar Joshi, Harkisan Mehta e Ashwinee Bhatt i cui romanzi trovarono un posto nei cuori della gente comune. I loro romanzi raggiunsero ogni angolo del Gujarat e anche i vasti lettori gujarati al di fuori del Gujarat attraverso giornali e riviste. La prosa gujarati ha registrato crescita e prodezze letterarie abbastanza rapidamente in meno di duecento anni e ora può essere annoverata tra i primi esempi di letteratura indiana.
- Anu-Adunik Yug (1985 - oggi)

Bhagwatikumar Sharma, Vinesh Antani, Dhruv Bhatt, Yogesh Joshi, Bindu Bhatt, Kanji Patel hanno portato freschezza nella narrazione nei romanzi. Lo stesso si può dire per Bholabhai Patel, Manilal H. Patel, Anil Joshi per i saggi. Alcuni nuovi poeti hanno anche dato lavoro letterario significativo tra cui Sanju Vala, Rajkin Vyas "Miskin", Ankit Trivedi, Rajesh Vankar, Anil Chavda, Bhavesh Bhatt, Ashok Chavda, Kiransinh Chauhan, Neerav Patel e molti altri.
In questa età, gli altri temi in discussione furono la letteratura Dalit e la "letteratura femminista".

### Letteratura Kannada
La più antica testimonianza esistente di prosa Kannada è l'iscrizione Halmidi del 450 d.C., e la poesia in metro tripadi di Kappe Arabhatta del 700 d.C.. La forma popolare di letteratura è iniziata prima di qualsiasi altra letteratura in Kannada. Gajashtaka (800 d.C.) di re Shivamara II, Chudamani (650 d.C.) di Thumbalacharya sono esempi di letteratura antica ora considerata estinta. Kavirajamarga di Re Nripatunga Amoghavarsha I (850) è la prima opera letteraria esistente in Kannada. È uno scritto sulla critica letteraria e sulla poetica intesa a standardizzare vari dialetti kannada scritti nei secoli precedenti. Il libro fa riferimento alle opere di Kannada di scrittori antichi come il re Durvinita del VI secolo e Ravikirti, l'autore dell'iscrizione Aihole del 636 d.C. Un testo in prosa ancora esistente, il Vaddaradhane di Shivakotiacharya del 900 fornisce un'elaborata descrizione della vita di Bhadrabahu di Shravanabelagola. Poiché il primo lavoro Kannada disponibile è uno sulla grammatica e una sorta di guida per unificare le varianti esistenti della grammatica e degli stili letterari del Kannada, si può presumere che la letteratura in Kannada debba essere iniziata molti secoli prima. 

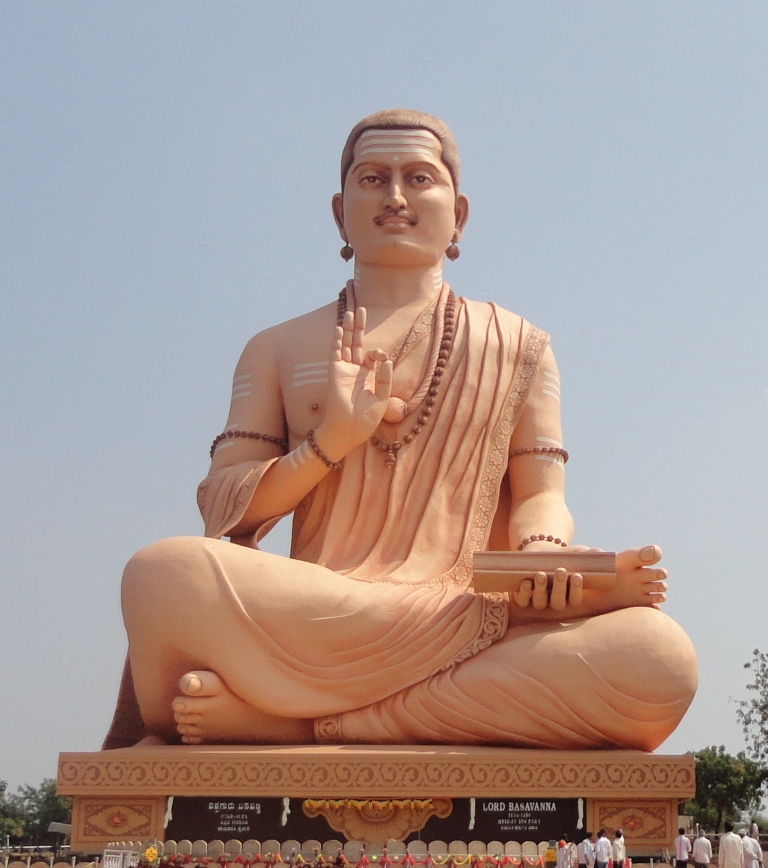
Basava

Pampa, che ha reso popolare lo stile Champu che è unico nella letteratura Kannada ha scritto l'epica "Vikramarjuna Vijaya" ed ha anche scritto "Adipurana". Altri poeti famosi come Ponna e Ranna hanno scritto rispettivamente "Shantipurana" e "Ghadayudha". Il poeta jaina Nagavarma II scrisse "Kavyavalokana", "Karnatabhashabhushana" e "Vardhamanapurana". Janna è stata l'autrice di "Yashodhara Charitha". Rudhrabhatta e Durgashima hanno scritto rispettivamente "Jagannatha Vijaya" e "Panchatantra". Le opere del periodo medievale sono basate su principi jainisti e hindu. La tradizione Vachana Sahitya del XII secolo è puramente autoctona e unica nella letteratura mondiale. È la somma dei contributi di tutte le sezioni della società. I Vachanas erano commenti concisi sulle condizioni sociali, religiose ed economiche di quel periodo. Ancora più importante, hanno tenuto uno specchio del seme della rivoluzione sociale, che ha provocato un radicale riesame delle idee di casta, credo e religione. Alcuni dei più importanti scrittori della letteratura Vachana comprendono Basavanna, Allama Prabhu e Akka Mahādēvi.
Kumara Vyasa, che ha scritto il Karnata Bharata Katamanjari, è stato probabilmente il più famoso e influente scrittore Kannada del XV secolo. Il movimento Bhakti diede origine a Dasa Sahitya intorno al XV secolo, il che contribuì significativamente all'evoluzione della musica carnatica nella sua forma attuale. Questo periodo fu testimone di grandi Haridaas come Purandara Dasa, giustamente chiamata Pioniera della musica carnatica, Kanaka Dasa, Vyasathirtha e Vijaya Dasa. Il moderno Kannada nel XX secolo è stato influenzato da molti movimenti, in particolare Navodaya, Navya, Navyottara, Dalita e Bandaya. La letteratura kannada contemporanea ha avuto un grande successo nel raggiungere persone di tutte le classi sociali. Opere della letteratura Kannada hanno ricevuto otto premi Jnanpith, che è il numero più alto assegnato per la letteratura in qualsiasi lingua indiana. Ha anche ricevuto quarantasette premi dell'Accademia Sahitya.

### Letteratura Kashmiri

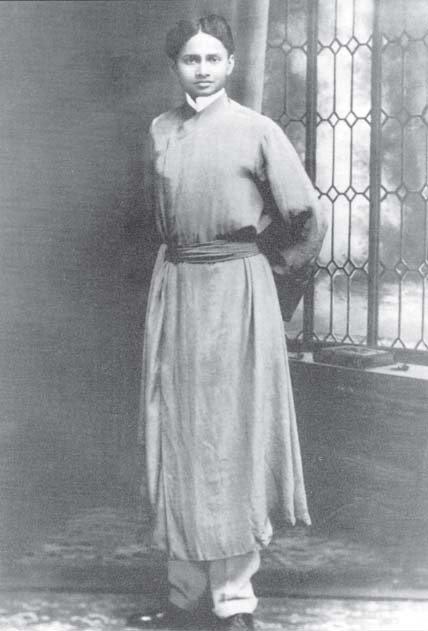
Swami Paramananda

L'uso della lingua del Kashmir iniziò con l'opera Mahanayakaprakash ("Luce del Signore Supremo") di Shitikantha (1250 circa), e fu seguita dal poeta Lalleshvari o Lal Ded (XIV secolo), che scrisse versetti mistici formati da distici di quattro righe. Un altro mistico del suo tempo era ugualmente riverito nel Kashmir e popolarmente conosciuto come Nunda Reshi, che scrisse potenti poesie. Più tardi arrivò Habba Khatun (16 ° secolo) con il suo stile caratteristico. Altri nomi importanti sono Rupa Bhavani (1621-1721), Arnimal (morto nel 1800), Mahmud Jami (1765-1855), Rasul Mir (morto nel 1870), Paramananda (1791-1864), Maqbool Shah Kralawari (1820-1876). Inoltre, i poeti sufi come Shamas Fakir, Wahab Khar, Soch Kral, Samad Mir e Ahad Zargar. Tra i poeti moderni ci sono Ghulam Ahmad Mahjur (1885-1952), Abdul Ahad Azad (1903-1948) e Zinda Kaul (1884-1965).
Durante gli anni '50 del Novecento, un certo numero di giovani ben istruiti si dedicarono alla poesia e alla prosa, e arricchirono la scrittura moderna del Kashmir con passi da gigante. Tra questi scrittori vi sono Dinanath Nadim (1916-1988), Rahman Rahi, Ghulam Nabi Firaq Amin Kamil (1923-2014), Ali Mohd Lone, Autar Krishen Rahbar (1933-), Akhtar Mohiuddin, Sajood Sailani (1933-vivente), Som Nath Zutshi, Muzaffar Aazim, e Sarvanand Kaul 'Premi'. Alcuni scrittori sono Hari Krishan Kaul, Majrooh Rashid, Rattanlal Shant, Hirdhey Kaul Bharti, Omkar N Koul, Roop Krishen Bhat, Rafiq Raaz, Tariq Shehraz, Shafi Shauq, Showkat Shehri, MH Zaffar, Shenaz Rashid, Shabir Ahmad Shabir, Shabir Magami, Moti Lal Kemmu (drammaturgo).
La letteratura contemporanea del Kashmir appare in Sheeraza, pubblicata dall'Accademia d'Arte, Cultura e Lingue Jammu & Kashmir, pubblicata dal Dipartimento del Kashmir dell'Università del Kashmir e una rivista indipendente Neab International Kashmiri Magazine, pubblicata da Boston, in Vaakh (edita da All India Kashmiri Samaj, Delhi) e Koshur Samachar (pubblicato da Kashmiri Sahayak Sammiti, Delhi).

### Letteratura Malayalam
Comprende i testi letterari scritti in Malayalam, una lingua sud-dravidica parlata nello stato indiano del Kerala.
La prima opera letteraria ancora esistente in Malayalam è Ramacharitam, un poema epico scritto da Cheeraman nel tardo XIII secolo o agli inizi del XIII secolo. Nei secoli successivi, oltre a una letteratura popolare di "pattu" ("canto"), anche la poesia del manipravalam prosperò. Manipravalam (lo stile "corallo rubino") consisteva principalmente di poesia in una mescolanza di malayalam e sanscrito. Poi vennero opere come champus e sandeshakavyas in cui la prosa e la poesia erano intervallate. Successivamente poeti come Cherusseri hanno introdotto poesie su temi devozionali. C'erano anche altre opere importanti, simili al manipravalam, in Arabi Malayalam come Muhyadheen Mala. Ezhuthachan, un forte sostenitore del movimento Bhakti, è conosciuto come il padre di Malayalam. Le sue poesie sono classificate sotto il genere di kilippattu.
I moderni movimenti letterari nella letteratura malayalam sono iniziati alla fine del XIX secolo con l'ascesa del famoso triumvirato moderno formato da Kumaran Asan, Ulloor S. Parameswara Iyer e Vallathol Narayana Menon. Kumaran Asan era di temperamento pessimista - una disposizione rafforzata dalla sua metafisica - eppure tutta la sua vita era attiva nel promuovere la sua comunità indù-Ezhava oppressa. Ullor ha scritto nella tradizione classica, sulla base della quale ha fatto appello all'amore universale, mentre Vallathol ha risposto al significato umano del progresso sociale. La poesia contemporanea malayalam registra l'incontro con problemi di vita sociale, politica ed economica. La tendenza della poesia moderna viene spesso considerata come una questione di radicalismo politico.

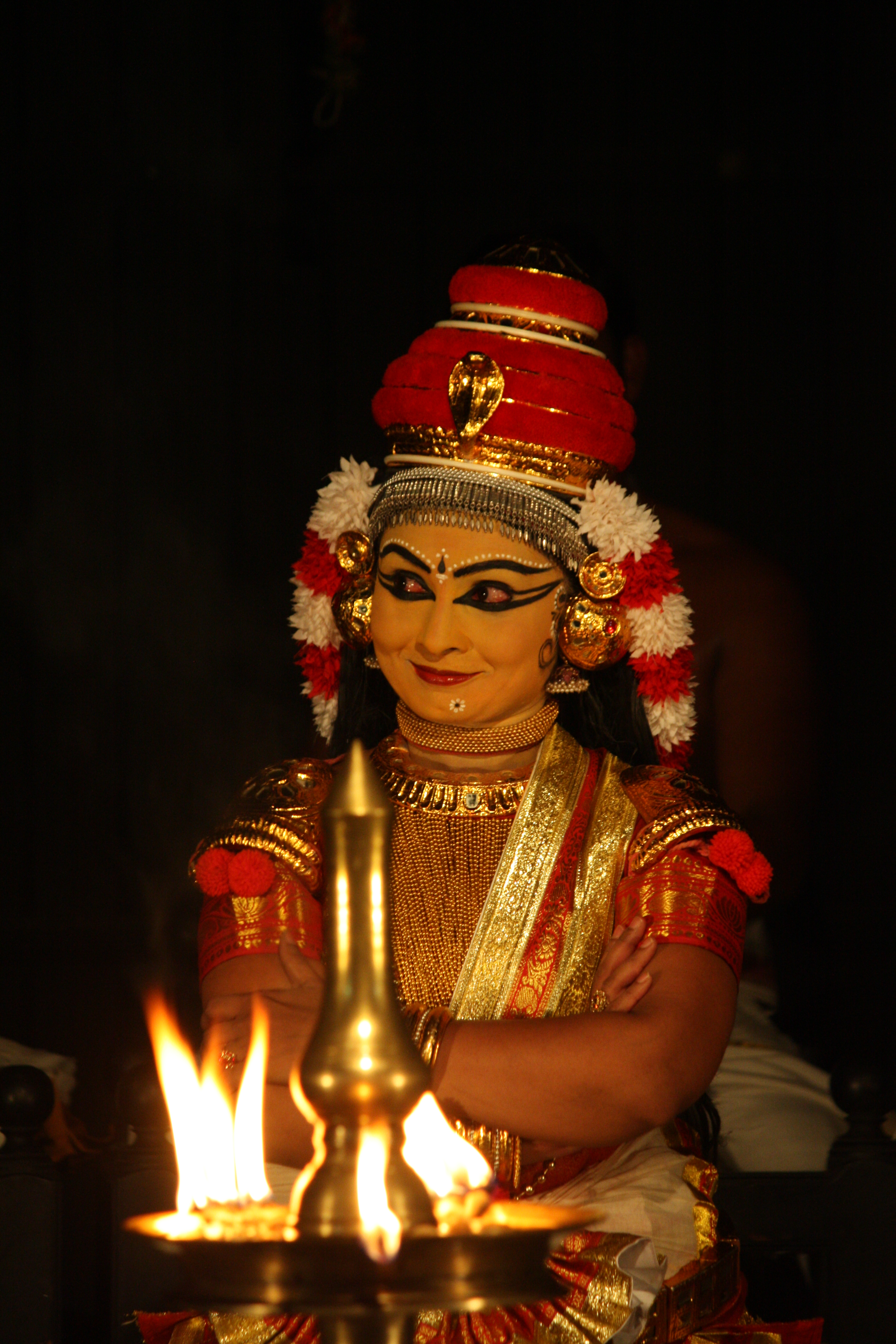
Personaggio di Koodiyattam Subhadra in Subhadra Dhananjayam

Mentre la scuola di Pattu fioriva in alcune parti della società, la letteratura dell'élite era composta dalla curiosa mistura di sanscrito e malayalam che viene chiamato Manipravalam, mani che significa rubino (Malayalam) e pravalam che significa corallo (sanscrito). Lilathilakam, un lavoro sulla grammatica e nella retorica; scritto nell'ultimo quarto del XIV secolo, discute la relazione tra Manipravalam e Pattu come forme poetiche. Mette speciale enfasi sui tipi di parole che si fondono armoniosamente. Sottolinea che le regole della prosodia sanscrita dovrebbero essere seguite nella poesia di Manipravalam. Questa particolare scuola di poesia era frequentata dalle classi superiori, in particolare i Nambudiris. Va anche ricordato che la composizione di questo dialetto riflette anche il modo in cui le culture ariana e dravidica si muovevano verso una sintesi. Le esibizioni drammatiche date in Koothambalam, conosciute con il nome di Koothu e Koodiyattom, spesso usavano il sanscrito e il malayalam. In Koodiyattom, il clown (vidooshaka) è autorizzato a usare il malayalam mentre l'eroe recita sloka in sanscrito. Si ritiene che Tholan, un leggendario poeta di corte nel periodo dei re di Kulasekhara, abbia iniziato questa pratica.
La prima di queste opere nella scuola di Manipravalam è Vaisika Tantram scritta nel XIII secolo. Contiene circa 200 quartine in metri sanscriti ed è sotto forma di consigli professionali dati a una prostituta o cortigiana da sua madre. Ogni quartina è composta con cura e viene dato il giusto peso alle regole della retorica. Diverse quartine di questo tipo sono citate in Lilathilakam a titolo illustrativo per le diverse regole della grammatica e della retorica.
Il più rappresentativo dei primi lavori di Manipravalam sono i racconti delle cortigiane (Achi Charitams) e dei Messaggi in poesia (Sandesa Kavyas). Unniyachi Charitam, Unnichiruthevi Charitam e Unniyadi Charitam sono esempi del primo tipo noto con il nome di champu. La porzione di Padya (versi) è in metri sanscriti e la porzione di Gadya (prosa) è per lo più in metri dravidici. L'autenticità di Unniyachi Charitam e Unnichiruthevi Charitam non è nota e solo una parte delle opere è ora disponibile. Unniyadi Charitam, che esiste anche in una forma frammentata, dovrebbe essere stato scritto da Damodara Chakkiar. I Sandesa Kavyas sono un importante genere poetico in sanscrito, e sul modello di Megadūta di Kalidasa e Sukasandesa di Lakshmidasa, un certo numero di messaggi in poesia vennero scritti prima a Manipravalam e poi in puro Malayalam. Il più noto tra questi sandesas è forse Unnuneeli Sandesam scritto nel xiv secolo. Il poema è scritto Amruthanilakshi è anonimo, e alcuni credono che sia stato scritto nel 1362. L'identità esatta dell'autore rimane un mistero, ma è opinione diffusa che loabbia scritto uno dei membri della Famiglia Reale di Travancore.
Il prossimo lavoro da menzionare è Ramakathapattu, come è popolarmente conosciuto, anche seil titolo originale è Ramayanakavyam. L'autrice è Ayyappilli Asan che visse circa nel 1400 CE ad Auvatutura vicino a Kovalam e che P. K. Narayana Pillai, che scoprì il testo completo del libro nel 1965, definisce "l'Omero di Malayalam". Ramakathapattu contiene 3163 canzoni in 279 "Vrittas" o parti.
Il XV secolo vide due movimenti paralleli nella letteratura malayalam: uno guidato dalle opere di Manipravalam, in particolare il Champus, e l'altro proveniente dalla scuola di Pattu e adombrato nell'opera maggiore di Cherusseri, Krishnagatha (Canzone di Krishna). Il linguaggio del successivo Champus si legge più come il moderno Malayalam di quelli dei precedenti Champus e Sandesa Kavyas.I Champus erano per lo più opere di satira e l'iperbole ne era una caratteristica regolare. Il più grande Champus del XV secolo è il Ramayanam di Punam Nambudiri che usa temi e episodi puristi a differenza dei Champus del XIV secolo che erano racconti delle cortigiane. Anche Punam ha scritto un Bharatam Champoo. Ce ne sono anche molti altri, la cui paternità è attribuita a lui. Il successivo Champus venne usato per la drammatica narrazione orale esibendosi con artisti nel loro Koothu e Patakam. Mahishamangalam (o Mazhamangalam) Narayanan Nambudiri che visse nel XVI secolo è l'autore di alcuni dei migliori Champus di tutti i tempi. Il più noto di questi è Naishadham seguito da Rajaratnavaliyam e Kodia Viraham. Chandrotsavam, la cui paternità è sconosciuta, un lungo poema narrativo scritto in Manipravalam.

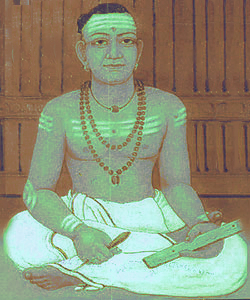
Thunchaththu Ramanujan Ezhuthachan

La scuola elitaria di Manipravala Champu scomparve alla fine del XVI secolo. I lettori medi avevano le loro poesie e poeti preferiti nella cosiddetta scuola di Pattu. Con la scrittura di Krishnagatha di Cherusseri, la validità dell'uso del malayalam parlato a fini letterari ha ricevuto la sua giustificazione ultima. A differenza della lingua di Ramacharitam e delle opere dei poeti Niranam, il linguaggio di Krishnagatha segna il culmine di uno stadio di evoluzione. C'è qualche disputa sul nome dell'autore e sulla sua identità. Alcuni studiosi sono dell'opinione che fosse lo stesso del Punam Nambudiri del Champus. È opinione diffusa che Cherusseri visse nel XV secolo e fu il poeta di corte di Udayavarma di Kolathunadu.
La letteratura malayalam attraversò un grande processo di sviluppo nel XV e XVI secolo. Krishnagatha di Cherusseri ha testimoniato l'evoluzione del moderno linguaggio malayalam come un mezzo adeguato per una seria comunicazione poetica. Accanto a questo, fiorirono numerosi poeti sanscriti che furono molto attivi durante questo periodo. Il più grande di loro era Melpathur Narayana Bhattathiri (1559-1665), l'autore di Narayaniyam. Lo sviluppo più significativo del tempo ha avuto luogo nel campo della poesia malayalam. Thunchaththu Ramanujan Ezhuthachan scrisse i suoi due grandi poemi epici Adhyathmaramayanam e Srimahabharatam e due pezzi più brevi, Irupathinalu Vrittam e Harinama Kirtanam, rivoluzionando così la lingua e la letteratura malayalam contemporaneamente. Ezhuthachan raffinò lo stile del linguaggio malayalam e fu durante il suo periodo che la letteratura malayalam raggiunse la sua individualità e il malayalam divenne un linguaggio indipendente a tutti gli effetti. Oggi è conosciuto come il padre della lingua malayalam e della sua letteratura. La forma di Kilippattu che ha adottato in Ramayanam e Bharatam potrebbe essere un indicatore del suo riconoscimento dell'importanza dell'effetto sonoro nella poesia. Ezhuthachan è forse il più grande portavoce del movimento Bhakti in Malayalam ma è più che altro uno scrittore di inni devozionali. K. Ayyappa Paniker ha osservato che "il passaggio da Cherrusseri a Ezhuthachan segna il trionfo del modernismo sul medievalismo". Un altro poeta importante di questo periodo fu Poonthanam Nambudiri (1547-1640). I suoi principali poemi sono Jnanappana (La canzone della saggezza divina), Bhasha Karnamritam e Kumaraharanam o Santanagopalam Pana.
Il XVI secolo vide anche la scrittura di alcune opere drammatiche in Manipravalam e il puro Malayalam, Bharatavakyam, spesso descritto come una narrazione corale, è un'opera in Manipravalam che fu usata per le rappresentazioni teatrali. Lo sviluppo principale nel campo culturale del Kerala nel XVII secolo fu la crescita di una nuova forma di arte visuale chiamata Kathakali, che ha dato vita a un nuovo genere di poesia chiamato Attakkatha composto dal libretto usato per una performance Kathakali. Le origini della letteratura Attakatha risalgono al XII secolo e nel XVII secolo; periodo in cui è emersa come un genere letterario. Si ritiene che il più antico degli Attakathas sia un ciclo di otto storie di Ramayana (collettivamente conosciute come Ramanattam), composto da Kottarakkara Tampuran e sulla cui data c'è una controversia in corso. Importanti sono poi le opere di Kottayathu Tampuran il cui periodo è intorno alla metà del diciassettesimo secolo. Dal momento che i quattro aattakathas scrissero "Bakavadham", "Kalyanasaugandhikam", "Kirmeeravadham" e "Kalakeyavadham"; puntualmente si conformarono alle rigide regole del Kathakali, sono particolarmente favoriti dagli artisti ortodossi e dai loro mecenati. Un altro poeta di questa categoria è Irayimman Thampi (1783-1863). Nalacharitham Aattakatha di Unnayi Variyar è una delle opere più famose di questo genere. Margamkali era la forma di rituale e divertimento tra i cristiani siriani corrispondente al Sanghakali dei Brahmins. Margamkalippattu è la canzone per questa performance che descrive la storia dell'apostolo Tommaso. Questo era uno dei numerosi testi di letteratura cristiana che devono avere conosciuto diffusione nei secoli XVI e XVII.

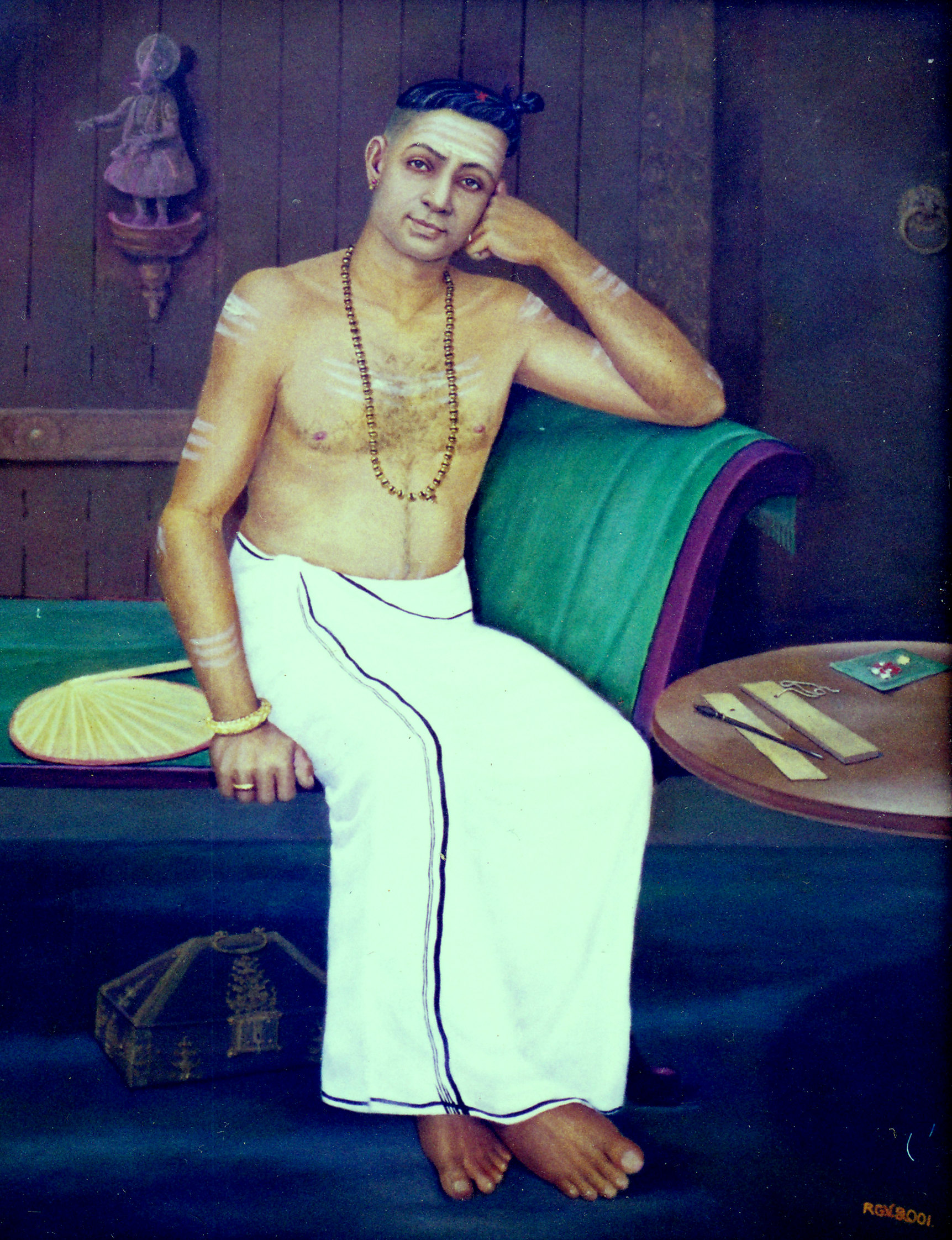
Unnayi Warrier

Nella corte di Travancore, re Marthanda Varma (1706-1758) e il suo successore Dharma Raja Kartika Tirunal Rama Varma, fiorirono numerosi poeti che si distinguevano in vari modi. Ramapurathu Warrier (1703-1753), l'autore di Kuchela Vrittam Vanchippattu, era uno di loro. La canzone di Vanchippattu è una forma poetica di origine popolare composta interamente nel nathonnata del metro dravidico. Kunchan Nambiar (1705-1770), il fondatore di Thullal e la sua ricca letteratura, è spesso considerato il maestro della poesia satirica malayalam. Nato a Killikkurussimangalam, ha trascorso la sua infanzia a Kudamalur e gioventù ad Ambalappuzha. Nel 1748 si trasferì alla corte di Marthanda Varma e successivamente alla corte del suo successore Dharma Raja.
La parola "Thullal" significa letteralmente "danza", ma con questo nome Nambiar escogitò un nuovo stile di narrazione dei versi con una musica di sottofondo e un movimento oscillante simile alla danza per distogliere la gente dal Chakkiyar Koothu, che era la forma d'arte popolare fino ad allora. Ha usato il puro malayalam in opposizione al linguaggio malayalam stilizzato e sanscrito di Chakkiyar Koothu. Ha anche adottato molti elementi da Padayani e Kolam Thullal e da alcune altre arti popolari locali. Ci sono tre tipi di Tullal distinti sulla base del costume dell'attore e dello stile di recitazione, cioè Ottan, Sitankan e Parayan. La metrica dravidica è usata dappertutto sebbene ci sia una quartina in un metro sanscrito.
L'Ottocento non fu un periodo molto creativo per la letteratura malayalam (eccetto verso la fine) dal punto di vista della scrittura immaginativa. Ma le basi per il grande rinascimento che ebbe inizio alla fine del secolo furono poste durante questo periodo. L'istituzione di College per l'insegnamento dell'inglese, la traduzione della Bibbia e altre opere religiose, la compilazione di dizionari e grammatiche, la formazione del comitato del libro di testo, la crescita delle macchine da stampa, l'avvio di giornali e periodici, l'introduzione di scienza e tecnologia, l'inizio dell'industrializzazione e il risveglio della coscienza sociale e politica: questi costituiscono i passi da gigante verso la modernizzazione. Come i loro predecessori Swathi Thirunal e Uthram Thirunal, Ayilyam Thirunal (1832-1880) e Visakham Thirunal (1837-1885) erano grandi mecenati di lettere ed erano essi stessi scrittori di talento. I missionari cristiani Benjamin Bailey (1805-1871), Joseph Peet, Richard Collins e George Mathen (1819-1870) furono i responsabili di molti lavori sul linguaggio malayalam basati su modelli occidentali. Forse il più importante di questi missionari fu Herman Gundert (1814-1893). Nato a Stoccarda in Germania e istruito a Tubinga e in Svizzera, Gundert arrivò in India nel 1836. 

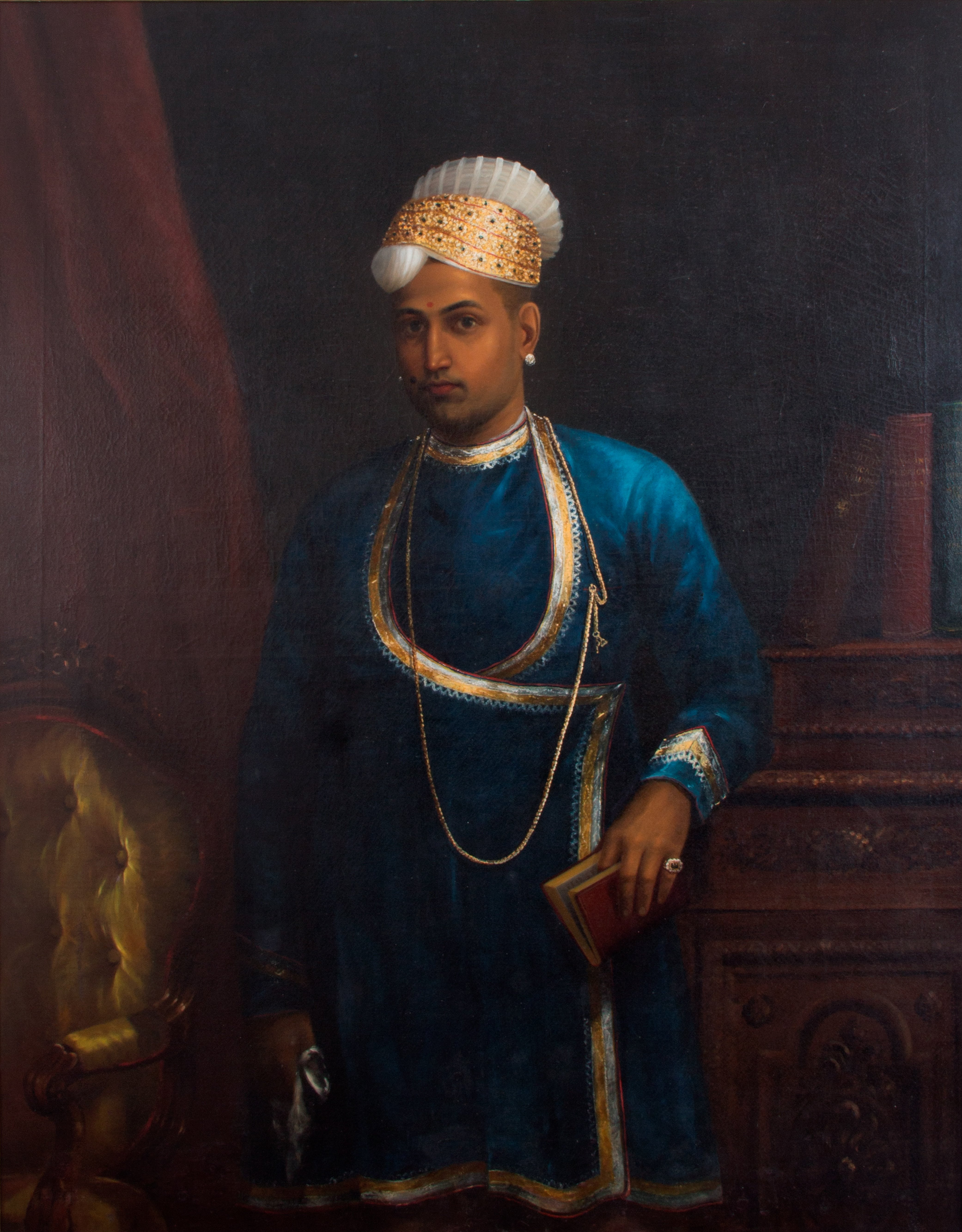
Raja Kerala Varma

Ha scritto oltre venti libri in Malayalam, i più importanti dei quali sono un dizionario malayalam-inglese, una grammatica di malayalam, Keralappazhama e Pazhamcholmala. La prima grammatica autorevole di Malayalam fu anche il contributo di Gundert (1851). Ciò ha portato alla produzione di un certo numero di opere grammaticali in Malayalam. Vaikkam Patchu Moothathu (1814-1883) pubblicò la sua grammatica del Malayalam nel 1876, Kerala Kaumudi di Kovunni Nedungadi (1831-1889) uscì nel 1878. Questo fu presto seguito dalla prima storia della lingua di P. Govinda Pillai (1849- 1897), pubblicata nel 1881. Il primo lavoro sulla retorica in Malayalam sul modello europeo fu scritto da Padre Gerad con il titolo di Alankara Sastram nello stesso anno. Entro la fine del XIX secolo due diverse tradizioni potevano essere chiaramente distinte nella letteratura malayalam: la scuola occidentale e la scuola orientale o tradizionalista. Scrittori come Kerala Varma Valiya Koyithampuran rappresentano la confluenza di queste due tradizioni principali. Le sue opere principali includono Mayurasandesam e le traduzioni di Abhijñānaśākuntalam di Kalidasa (che gli ha dato il titolo di Kerala Kalidasa), e di Von Limburg Brower Akbar. Nel frattempo, furono create molte riviste letterarie per incoraggiare ogni tipo di scrittore e scrittore, come Vidyavinodini di C.P. Achutha Menon, Bhashaposhini di Kandathil Varghese Mappillai e Rasikaranjini di Appan Thampuran.
Sulla scia della traduzione del Kerala Varma di Abhijñānaśākuntalam, furono fatti diversi tentativi di tradurre numerose opere teatrali dal sanscrito e dall'inglese in Malayalam. Queste commedie erano raramente recitate. Le condizioni sceniche di quei giorni erano rozze e inadatte a una rappresentazione. Irritato da questa imitazione di bassa qualità, P. Rama Kurup scrisse Chakki Chankaram (1893). Il nipote di Kerala Varma A. R. Raja Raja Varma ha fatto un passo avanti rispetto a suo zio nella promozione di una sintesi tra le diverse tendenze correnti nella letteratura del suo tempo. Un professore nel collegio universitario di Sua Maharaja, Thiruvananthapuram, ha dovuto modernizzare il processo di insegnamento della lingua e della letteratura malayalam; questo gli ha fatto scrivere libri di grammatica e retorica (che gli è valsa il titolo di Kerala Panini) e alla fine preparare il terreno per un illuminato rinascimento nella poesia malayalam e nella critica letteraria. Uno stretto collaboratore di Kerala Varma e Raja Raja Varma, K. C. Kesava Pillai ha scritto Kesaviyam (un mahakavya) e un certo numero di Attakkathas. Azhakathu Padmanabha Kurup (1869-1932: autore di Ramachandravilasam), Pandalam Kerala Varma (1879-1919: autore di Rukmangatha Charitam), Kattakkayam Cherian Mappila (1859-1937: autore di Sri Yesu Vijayam), Ulloor S. Parameswara Iyer (1877- 1949: autore di Umakeralam) e Vallathol Narayana Menon (1879-1958: autore di Chitrayogam), tutti hanno reso omaggio a questa tendenza neoclassica.

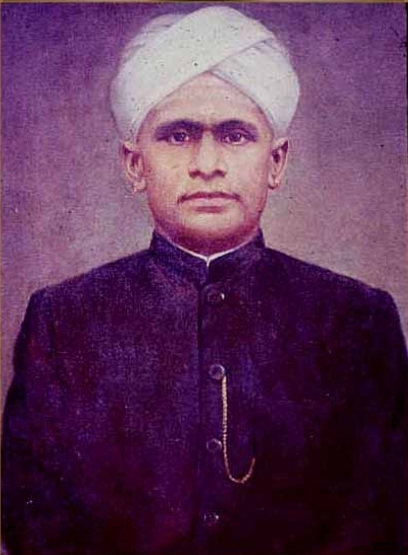
Azhakathu Padmanabha Kurup

Gli sviluppi in prosa in questo periodo furono molto significativi, Vengayil Kunhiraman Nayanar (1861-1895), più famoso sotto il suo pseudonimo di Kesari, fu uno dei primi ad esplorare la forma del saggio in Malayalam. Fu strettamente associato a periodici come Kerala Chandrika (iniziato nel 1879 a Thiruvananthapuram), Kerala Patrika (iniziato nel 1884 da C. Kunhiraman Menon (1854-1936) e Appu Nedungadi (1866-1934) a Kozhikode), Kerala Sanchari (dopo il 1898 sotto la direzione di Murkoth Kumaran) e l'inglese Journal Malabar Spectator. Il suo Vasanavikriti è considerato da storici ed esperti letterari come il primo racconto della letteratura malayalam. Fu pubblicato a Vidyavinodini nel 1891. Fulmoni Ennum Koruna Ennum Peraya Randu Sthreekalude Katha (Phulmōni ennuṁ kōruṇa ennuṁ pērāya ranṭu strīkaḷuṭe katha), una traduzione del romanzo bengalese di Hana Catherine Mullens Fulmoni O Korunar Biboron del Rev. Joseph Peet, si crede che sia il primo romanzo stampato e pubblicato in Malayalam (1858). Ghathakawadham (Ghātakavadhaṁ, 1877) di Richard Collins fu il primo romanzo stampato e pubblicato in Malayalam con una storia basata in Kerala e nei dintorni di Malayalis.
Il primo romanzo concepito e pubblicato in Malayalam fu Appu Nedungadi's Kundalatha (1887). Sebbene Kundalatha non sia considerato un romanzo importante, diventa l'orgoglio del luogo come la prima opera nella lingua che ha le caratteristiche di base di un romanzo. O. Indulekha di Chandhu Menon è stato il primo grande romanzo in lingua malayalam. Fu un punto di riferimento nella storia della letteratura malayalam e iniziò il romanzo come un nuovo genere fiorente. Il titolo si riferisce al personaggio principale di questo romanzo, una ragazza Nair bella e ben educata di 18 anni. Il Marthandavarma di Raman Pillai (1891) ebbe molte distinzioni: fu il primo romanzo storico in tutte le lingue dell'India meridionale, il primo romanzo di Travancore, il primo romanzo malayalam ad essere parte di una trilogia e il primo romanzo malayalam ad avere un titolo maschile. Marthandavarma fu completato anche prima di Indulekha, ma non poté essere pubblicato fino al 1891 a causa della mancanza di finanziamenti. Il romanzo ha raccontato la storia di Venad (Travancore) durante il periodo finale del regno di Rajah Rama Varma e successivamente con l'adesione di Marthanda Varma. Il romanzo ha avuto un adattamento cinematografico con lo stesso nome nel 1933 ed è stato il primo romanzo di Malayalam ad essere adattato al cinema.
All'inizio del XX secolo, il Malayalam conobbe la pubblicazione di straordinari romanzi, sia come traduzioni che come adattamenti della letteratura occidentale. Il periodo post-indipendenza vide un nuovo inizio nella storia della narrativa più lunga in Malayalam come in molte altre lingue indiane, parallelamente all'evoluzione della narrativa post-bellica in altre parti del mondo. Era sia una rottura che una continuazione. P. Kesava Dev, che era un comunista negli anni Trenta e Quaranta, si è allontanato dalle ideologie più radicali e ha scritto un romanzo simbolico chiamato Arku Vendi? (Per chi fu?) nel 1950, sfidando la politica staliniana della liquidazione dei nemici politici. Aveva un significato speciale nel contesto della "tesi di Calcutta". Dopo aver descritto la lotta di classe dei braccianti agricoli a Randidangazhi (due misure) nel 1949, Thakazhi Sivasankara Pillai si allontanò dalla politica e dal partito e produsse una commovente storia d'amore a Chemmeen (Shrimps) nel 1956.
Per S.K. Pottekkatt e Vaikom Muhammad Basheer, che non si era occupato di politica, la continuità è segnata nel Vishakanyaka (1948) e nel Ntuppuppakkoranendarnnu di quest'ultimo ("Mio padre, un elefante", 1951). Il romanzo sociale o domestico non politico fu promosso da P. C. Kuttikrishnan con il suo Ummachu (1955) e Sundarikalum Sundaranmarum (Uomini e donne di fascino, 1958). Nel 1957 la Pathummayude Aadu di Basheer (La capra di Pathumma) introdusse un nuovo tipo di racconto di prosa, che forse solo Basheer poteva gestire con destrezza. Gli anni Cinquanta segnano così l'evoluzione di un nuovo genere di finzione, che ha avuto anche il suo impatto sui racconti. Questo è stato il momento propizio per l'ingresso di M. Vasudevan Nair e T. Padmanabhan sulla scena. I primi esponenti nella tendenza post-moderna includono Kakkanadan, O. V. Vijayan, M. Mukundan e Anand.

### Letteratura Marathi

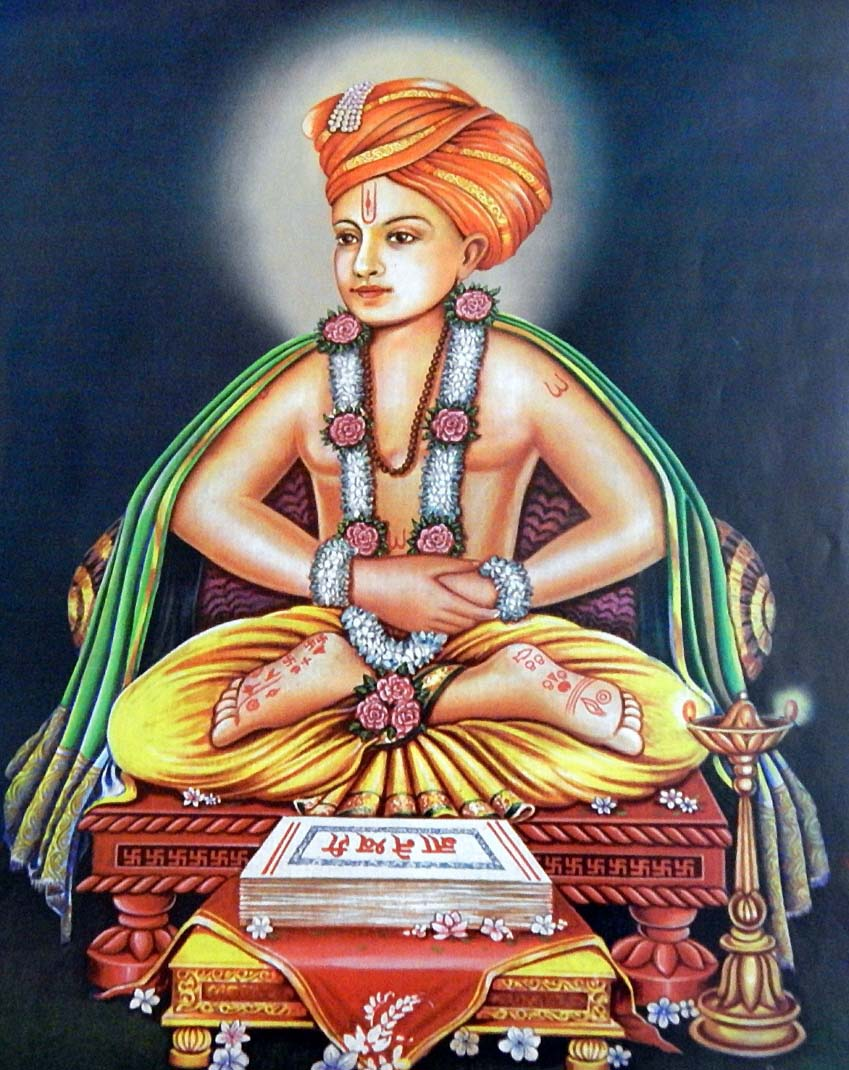
Dnyaneshwar

La letteratura marathi iniziò con poeti santi come Dnyaneshwar, Tukaram, Ramdas ed Eknath. La moderna letteratura marathi è stata contrassegnata da un tema di riforma sociale. Figure ben note di questa fase includono Mahatma Jyotiba Phule, Lokhitwadi e altri. Figure di spicco della letteratura moderna includono i vincitori del premio Jnanpith Vishnu, Sakharam Khandekar, Vishnu Vaman Shirvadakar (Kavi Kusumagraj) e Govind Vinayak Karandikar. Sebbene la prima iscrizione marathi conosciuta ai piedi della statua di Shravanabelgola in Karnataka sia datata circa 983 d.C., la letteratura marathi iniziò effettivamente con gli scritti religiosi dei poeti santi appartenenti alle sette Mahanubhava e Warkari. I santi Mahanubhava usavano la prosa come mezzo principale, mentre i santi Warkari preferivano la poesia come mezzo. I primi poeti erano Mukundaraj che scrisse Vivekasindhu, Dnyaneshwar (1275-1296) (che scrisse Amrutanubhav e Bhawarthadeepika, che è popolarmente noto come Dnyaneshwari, un lungo commentario di 9000 distici sulla Bhagavad Gita) e Namdev. Furono seguiti dal santo poeta Warkari Eknath (1528-1599). Mukteswar tradusse la grande epopea Mahabharata in Marathi. I riformatori sociali come il santo poeta Tukaram trasformarono il Marathi in una lingua letteraria arricchita. Dasbodh e Manache Shlok di Ramdas (1608-1681) sono noti prodotti di questa tradizione.
Nel XVIII secolo furono prodotte alcune opere ben note come Yatharthadeepika (di Vaman Pandit), Naladamayanti Swayamvara (di Raghunath Pandit), Pandava Pratap, Harivijay, Ramvijay (di Shridhar Pandit) e Mahabharata (di Moropant). Tuttavia, il più versatile e prolifico scrittore tra i poeti fu Moropanta (1729-1794) il cui Mahabharata fu il primo poema epico in Marathi. La sezione storica della vecchia letteratura marathi era unica in quanto conteneva sia la prosa che la poesia. La sezione di prosa conteneva i Bakhar che furono scritti dopo la fondazione del regno Maratha da parte di Shivaji. La sezione di poesia conteneva le Povadas e i Katavas composti dagli Shahir. Il periodo dal 1794 al 1818 è considerato il periodo di chiusura della letteratura del Vecchio Marathi e l'inizio della letteratura moderna dei Marathi.
Il periodo della fine del XIX secolo nel Maharashtra è il periodo della modernità coloniale. Come i periodi corrispondenti nelle altre lingue indiane, questo era il periodo dominato dagli intellettuali istruiti nella lingua inglese. Era l'età della prosa e della ragione. Fu il periodo della didattica riformista e un grande fermento intellettuale.
Il primo libro inglese fu tradotto in Marathi nel 1817. Il primo giornale Marathi iniziò nel 1835. Molti libri sulle riforme sociali furono scritti da Baba Padamji (Yamuna Paryatana, 1857), Mahatma Jyotiba Phule, Lokhitwadi, Justice Mahadev Govind Ranade, Hari Narayan Apte (1864-1919) ecc. Il giornale Kesari di Lokmanya Tilak, fondato nel 1880, fornì una piattaforma per condividere le opinioni letterarie. Marathi in questo momento è stato aiutato in modo efficiente da Marathi Drama. Qui, c'era anche un genere diverso chiamato "Sangit Natya" o musical. Il primo spettacolo fu V.A. Seva Swayamvar di Bhave nel 1843. Più tardi Kirioskar (1843-85) e G.B. Deval (1854-19l6) ha portato un aroma romantico e un contenuto sociale. Ma Krishnaji Prabhakar Khadilkar (1872 ~ 1948), con la sua opera proibita Kichaka-Vadh (1910), stabilì la tendenza della drammaturgia politica. In seguito questo "palcoscenico" fu abilmente servito da sostenitori come Ram Ganesh Gadkari e Prahlad Keshav Atre.
Il dramma è fiorito negli anni '60 e '70 con pochi dei migliori attori indiani disponibili per affrontare una varietà di protagonisti. Mohan Agashe, Sriram Lagoo, Kashinath Ghanekar, Prabhakar Panshikar recitano molti personaggi immortali scritti da grandi autori come Vasant Kanetkar, Kusumagraj, Vijay Tendulkar per nominarne alcuni. Questo movimento drammatico è stato abilmente supportato dai film Marathi che non hanno avuto un successo continuo. A partire da V.Shantaram e prima di lui il pioniere DadaSaheb Phalke, il cinema Marathi ha continuato ad influenzare il cinema hindi contemporaneo. Il regista Raja Paranjape, il direttore musicale Sudhir Phadke, il paroliere G.Madgulkar e l'attore Raja Gosavi si sono uniti per ottenere grandi successi nel periodo successivo. La lingua marathi, così come è stata parlata dalla gente, è stata influenzata dal teatro e dal cinema insieme alla letteratura contemporanea. La moderna poesia marathi iniziò con le composizioni di Mahatma Jyotiba Phule. I poeti successivi come Keshavsuta, Balakavi, Govindagraj e i poeti di Ravi Kiran Mandal come Madhav Julian scrissero poesie che furono influenzate dalla poesia inglese romantica e vittoriana; erano in gran parte sentimentali e liriche. Prahlad Keshav Atre, il famoso satirico e politico ha scritto una parodia di questa sorta di poesia nella sua collezione Jhenduchi Phule. Sane Guruji (1899-1950) ha contribuito alla letteratura per bambini in Marathi. I suoi lavori principali sono Shyamchi Aai (la madre di Shyam), Astik (Believer), Gode Shevat (The Sweet Ending), ecc; ha tradotto e semplificato molti classici occidentali e li ha pubblicati in un libro di storie intitolato "Gode Goshti" (Dolci Storie).

### Letteratura Nepali
Gli studiosi nepalesi onorano Bhanubhakta come "Adikavi" (nepalese: आदिकवि) (che letteralmente significa "primo poeta") della lingua nepalese. Il contributo più importante di Bhanubhakta alla letteratura nepalese è probabilmente la sua traduzione del santo Ramayana nella lingua nepalese. Ha trascritto il Ramayana in forma metrica, usando la stessa forma degli studiosi di sanscrito. Oltre a tradurre il Ramayana, Bhanubhakta ha anche scritto poesie originali su una vasta gamma di argomenti: dalla difesa della morale familiare alla satira della burocrazia e delle cattive condizioni dei prigionieri.

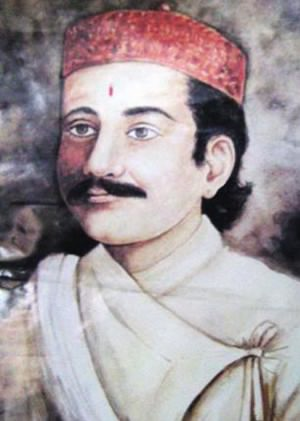
Bhanubhakta, il primo poeta Nepali

L'era pre-rivoluzionaria era un periodo molto prolifico per la scrittura creativa nonostante la mancanza di libertà di espressione; durante il periodo la rivista indipendente "Sharada" era l'unico mezzo stampato disponibile per la pubblicazione della letteratura nepalese. Racconti brevi di Laxmi Prasad Devkota, Guru Prasad Mainali, Bishweshwar Prasad Koirala e Gadul Singh Lama (Sanu Lama), sono stati riconosciuti come di enorme importanza. È indiscutibilmente il periodo più significativo per lo sviluppo della letteratura nepalese.
Testi come l'influente Muna Madan di Laxmi Prasad Devkota raccontano le storie di vite comuni: la storia parla di un uomo che lascia moglie, madre e casa, per guadagnare denaro all'estero e la tragedia della morte di sua madre e sua moglie quando torna a casa. Tuttavia, la storia ritrae anche la vita della moglie che ha sofferto molto senza il marito. Altre storie di Bishweshwar Prasad Koirala hanno introdotto la psicologia nella letteratura, ad esempio attraverso creazioni come "Teen Ghumti", "Doshi Chasma" e "Narendra Dai".
Questo periodo ha prodotto diversi poeti di spicco come Laxmi Prasad Devkota, Gopal Prasad Rimal, Siddhicharan Shrestha, Bhim Nidhi Tiwari e Balkrishna Sama. Più tardi, diversi poeti vengono alla luce durante il regime di Panchayat. Indra Bahadur Rai, Parijat, Bhupi Sherchan, Madhav Prasad Ghimire, Bairagi Kainla, Krishna Bhakta Shrestha, Madan Regmi, Dwarika Shrestha, Mohan Koirala, Upendra Shrestha, Ishwor Ballav, Tulasi Diwas e Krishnabhushan Bal possono essere nominati a questo proposito.
Ci sono molti autori moderni di lingua nepalese che sono stati attivi nello scrivere la rivoluzionaria e innovativa letteratura nepalese nell'era successiva alla rivoluzione della democrazia del 1991 e fino ad oggi, ad es. Khagendra Sangraula, Shailendra Sakar, Yuyutsu Sharma, Bimal Nibha, Nayan Raj Pandey, Narayan Wagle, Mahananda Poudyal, Toya Gurung, Durba Chandra Gautam, Bakhat Bahadur Thapa, Roshan Thapa, Saru Bhakta, ecc.
Tra i poeti di nuova generazione possono essere citati i nomi di Sarada Sharma, Buddhi Sagar, Ramesh Kshitij, Nawa Raj Subba, Suman Pokhrel, Homraj Acharya, Netra Atom, Raj Kumar Bania, Vivash Basti, Bimal Bhoikaje, Gayatri Bist, RM Dangol, Prateek Dhakal, Padam Gautam, Jyoti Jungle, Amog Kafle, Khadga Sen Oli, Sudip Pakhrin, Ramesh Paudel, Biplov Prateek, Hom Parbag, Vyakul Pathak, Khumnarayan Poudel, Saran Rai, Vishnu Rai, Rasa, Shyam Rimal, Promod Snehi, Chunky Shrestha, Rajendra Shrestha, Prakash Silwal, Prahlas Sindulee, Lal Gopal Subedi, Bimala Tumkhewa, Tanka Uprety e Gyanendra Vivash.
Gli oratori di lingua nepalese stanno rapidamente migrando in tutto il mondo e molti libri di letteratura in lingua nepalese sono pubblicati da diversi angoli del mondo. La letteratura della diaspora ha sviluppato nuovi modi di pensare e ha creato una nuova branca nella letteratura in lingua nepalese.

### Letteratura Oriya
La storia letteraria delle lingue di Odia è iniziata con i charyapadas scritti nell'VIII secolo d.C. Odia ha un ricco patrimonio letterario, il periodo medievale risalente al XIII secolo. Sarala Dasa che visse nel XIV secolo è noto come Vyasa di Odisha. Tradusse il Mahabharata in Odia. In effetti il linguaggio fu inizialmente standardizzato attraverso un processo di traduzione di testi sanscriti classici come il Mahabharata, il Ramayana e lo Srimad Bhagabatam. Jagannatha Das tradusse lo Srimad Bhagabatam in Odia e la sua traduzione standardizzò la forma scritta della lingua. Odia ha avuto una forte tradizione poetica, in particolare quella della poesia devozionale. Alcuni altri eminenti antichi poeti di Odia includono Kabi Samrat Upendra Bhanja e Kavisurya Baladev Rath.
La lingua di Odia è piena di classicismo. Varie forme di poesia come champu, chhanda, bhajan, janan, poi, chautisha ecc. furono scritte durante il medioevo.
Nel diciannovesimo secolo, Swabhab Kavi Gangadhar Meher (1862-1924), Fakir Mohan Senapati (1843-1918), Gouri Shankar Ray, Gopal Chandra Praharaj, Pandit Nilmani Vidyaratna, Kabibar Radhanath Ray erano alcune delle figure di spicco negli scritti di prosa e poesia della letteratura di Odia. Nel XX secolo Godabarish Mohapatra, Kalindi Charana Panigrahi, Kanhu Charan Mohanty (1906-1994), Godabarish Mishra, Gopinath Mohanty (1914-1991), Sachidananda Routray (1916-2004), Sitakant Mahapatra (nato il 17 settembre 1937), Surendra Mohanty, Manoj Das, Kishori Charan Das, Ramakanta Rath (nato il 13 dicembre 1934), Binapani Mohanty, Jagadish Mohanty, Sarojini Sahoo, Rajendra Kishore Panda, Padmaj Pal, Ramchandra Behera, Pratibha Satpathy, Nandini Sahu, Debaraj Samantray sono tra i pochi nomi che hanno creato la letteratura Odia.

### Letteratura Punjabi
La storia della letteratura punjabi inizia con l'avvento degli Indoari nel Punjab. Il Punjab ha fornito loro l'ambiente perfetto in cui comporre i testi antichi. Il Rig-Veda è il primo esempio in cui vengono fatti riferimenti ai fiumi, alla flora e alla fauna del Punjab. La tradizione letteraria punjabi è generalmente ritenuta iniziare con Fariduddin Ganjshakar (1173-1266). I componimenti per lo più spirituali e devozionali di Farid sono stati raccolti dopo la sua morte nell'Adi Granth.
I "Janamsakhis", storie sulla vita e la leggenda di Guru Nanak (1469-1539), sono i primi esempi di letteratura in prosa. Lo stesso Nanak compose versi in punjabi incorporando il vocabolario in sanscrito, arabo, persiano e di altre lingue indiane come caratteristico della tradizione Gurbani. La poesia sufi si sviluppò sotto Shah Hussain (1538-1599), Sultan Bahu (1628-1691), Shah Sharaf (1640-1724), Ali Haider (1690-1785) e Bulleh Shah (1680-1757). In contrasto con i poeti persiani che avevano preferito il ghazal per l'espressione poetica, i poeti punjabi sufi tendevano a comporre nel Kafi.
La poesia punjabi sufi influenzò anche altre tradizioni letterarie del Punjabi, in particolare il Punjabi Qissa, un genere di tragedia romantica che traeva anche ispirazione dalle fonti indiane, persiane e coraniche. La Qissa di Heer Ranjha di Waris Shah (1706-1798) è tra le più popolari dei qisse punjabi. Altre storie popolari includono Sohni Mahiwal di Fazal Shah, Mirza Sahiba di Hafiz Barkhudar (1658-1707), Sassi Punnun di Hashim Shah (1735? -1843?), E Qissa Puran Bhagat di Qadaryar (1802-1892).
Il romanzo vittoriano, il dramma elisabettiano, il verso libero e il Modernismo entrarono nella letteratura punjabi attraverso l'introduzione dell'educazione britannica durante il dominio coloniale. L'istituzione di una missione cristiana a Ludhiana nel 1835 (dove fu installata una macchina da stampa per l'uso dei caratteri Gurmukhi, e che emise anche la prima grammatica Punjabi nel 1838), la pubblicazione di un dizionario punjabi del reverendo J. Newton nel 1854 e l'effetto a catena del rafforzamento e della modernizzazione del sistema educativo sotto il patrocinio del Movimento Singh Sabha negli anni 1860, furono alcuni degli sviluppi che permisero al "modernismo" di emergere nella cultura letteraria del Punjabi. È necessario sottolineare qui che il "modernismo" è usato qui come termine generico per coprire tutta una serie di sviluppi nella cultura letteraria del Punjabi, a cominciare dalla rottura della tradizione o del passato con un impegno verso l'ideologia progressista, dalla natura sperimentale delle avanguardie alla novità del futuro.

### Letteratura indo-persiana

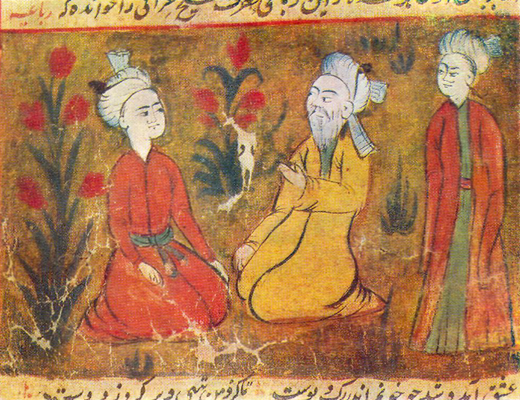
Amir Khusro con i suoi allievi

Durante il primo periodo musulmano, il persiano divenne la lingua ufficiale della parte settentrionale del subcontinente indiano, utilizzato dalla maggior parte degli educati e del governo. Il linguaggio, dalle sue origini nell'XI secolo, fu importato nel subcontinente da varie dinastie dell'Asia centrale turca e afgana culturalmente persianizzate. Diversi indiani divennero in seguito i maggiori poeti persiani, il più notevole dei quali fu Amir Khusro e, in tempi più moderni, Muhammad Iqbal. Gran parte della vecchia letteratura sanscrita è anche stata tradotta in persiano. Per un certo periodo rimase la lingua di corte dei Moghul, presto sostituita dall'urudico.
Il Persiano mantenne il suo status, nonostante la diffusione dell'Urdu, fino ai primi anni della dominazione britannica in India. La maggior parte dei funzionari britannici ha dovuto imparare il persiano arrivando in India e hanno condotto le loro conversazioni in persiano. Nel 1837, tuttavia, gli inglesi, nel tentativo di espandere la loro influenza, fecero un decreto per interrompere l'uso del persiano e iniziare invece quello dell'inglese. Cominciò così il declino del persiano come la lingua ufficiale del governo del subcontinente, una posizione che sarebbe stata ripresa dalla nuova lingua del Raj britannico, l'inglese. Molte lingue indiane moderne mostrano ancora segni di un'influenza persiana relativamente pesante, in particolare l'urdu e l'hindi.

### Letteratura Rajasthani
La letteratura del Rajasthan è stata scritta in vari generi a partire dal 1000 d.C., ma è generalmente accettato che la moderna letteratura del Rajasthan inizi con le opere di Surajmal Misrana. Le sue opere più importanti sono Vansa Bhaskara e Vir Satsai. Il Vans Bhaskar contiene resoconti dei principi Rajput che governarono in quella che allora era Rajputana (attualmente lo stato del Rajasthan), durante la vita del poeta (1872-1952). Il Vir Satsai è una raccolta di centinaia di distici.
La letteratura medievale del Rajasthan è per lo più solo di poesia ed è più centrata sulla poesia eroica che menziona i grandi re e combattenti del Rajasthan. come disse Ravindra Nath Tagore una volta, "L'eroico sentimento che è l'essenza di ogni canzone e distico di un Rajasthan è un'emozione peculiare della quale, tuttavia, l'intero paese può essere orgoglioso".

### Letteratura Sanscrita

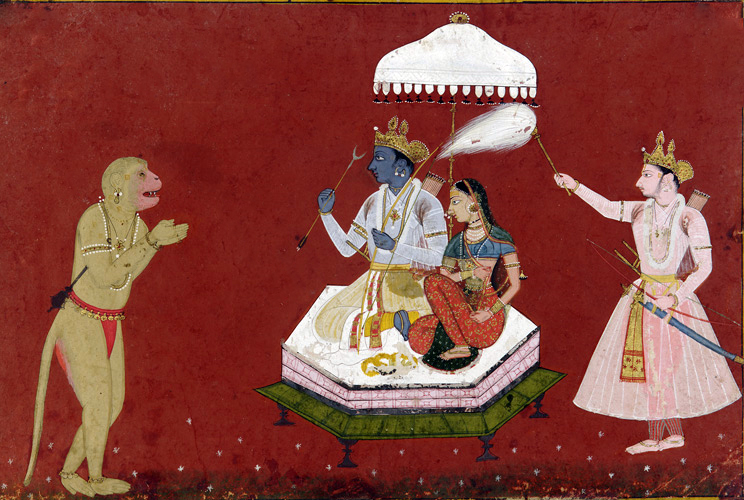
Un'illustrazione del poema vedico Ramayana

Comprende la letteratura parlata o cantata dei Veda dalla prima metà alla metà del primo millennio a.C., e continua con la tradizione orale dell'epopea sanscrita dell'India dell'età del ferro; l'età d'oro della letteratura sanscrita classica risale alla tarda antichità (all'incirca tra il III e l'VIII secolo a.C). La produzione letteraria indiana ha visto una fioritura tardiva nell'XI secolo prima di declinare dopo il 1100, accelerata dalla conquista islamica dell'India, a causa della distruzione di antichi luoghi di studio come le università di Taxila e Nalanda. Ci sono sforzi contemporanei verso la rinascita, con eventi come il Festival Sanskrit di tutta l'India (dal 2002) che tiene concorsi di composizione.
Dato il suo ampio uso nella letteratura religiosa, principalmente nell'induismo, e il fatto che la maggior parte delle moderne lingue indiane sia direttamente derivata o fortemente influenzata dal sanscrito, la lingua e la sua letteratura sono di grande importanza nella cultura indiana, come quella dell'antica Grecia e Il latino nella cultura europea. Alcune pubblicazioni sanscrite come gli Yoga-Sutra di Patanjali e le Upanishad furono tradotte in arabo e in persiano, in modo molto significativo dall'imperatore Akbar, sebbene i manoscritti originali fossero solitamente distrutti dai conquistatori islamici. Anche il Panchatantra è stato tradotto in persiano.

### Letteratura Sindhi
Il primo riferimento alla letteratura del Sindhi è contenuto negli scritti degli storici arabi. È stabilito che il Sindhi era tra le prime lingue dell'Oriente in cui il Corano fu tradotto nell'ottavo o nono secolo d.C. Ci sono prove che i poeti Sindhi recitavano i loro versi davanti ai califfi musulmani a Baghdad. È anche documentato che trattati furono scritti in Sindhi sull'astronomia, la medicina e la storia durante l'ottavo e il nono secolo. Poco dopo, Pir Nooruddin, un missionario ismailita, scrisse poesie sufistiche in lingua sindhi. I suoi versi, noti come "ginans", possono essere presi come l'esemplare della poesia dei primi Sindhi; venne in Sindh durante l'anno 1079 d.C. La sua poesia è una registrazione interessante della lingua che era parlata comunemente in quel momento. Era un Sufi e un predicatore dell'Islam; i suoi versi sono, quindi, pieni di misticismo e religione.

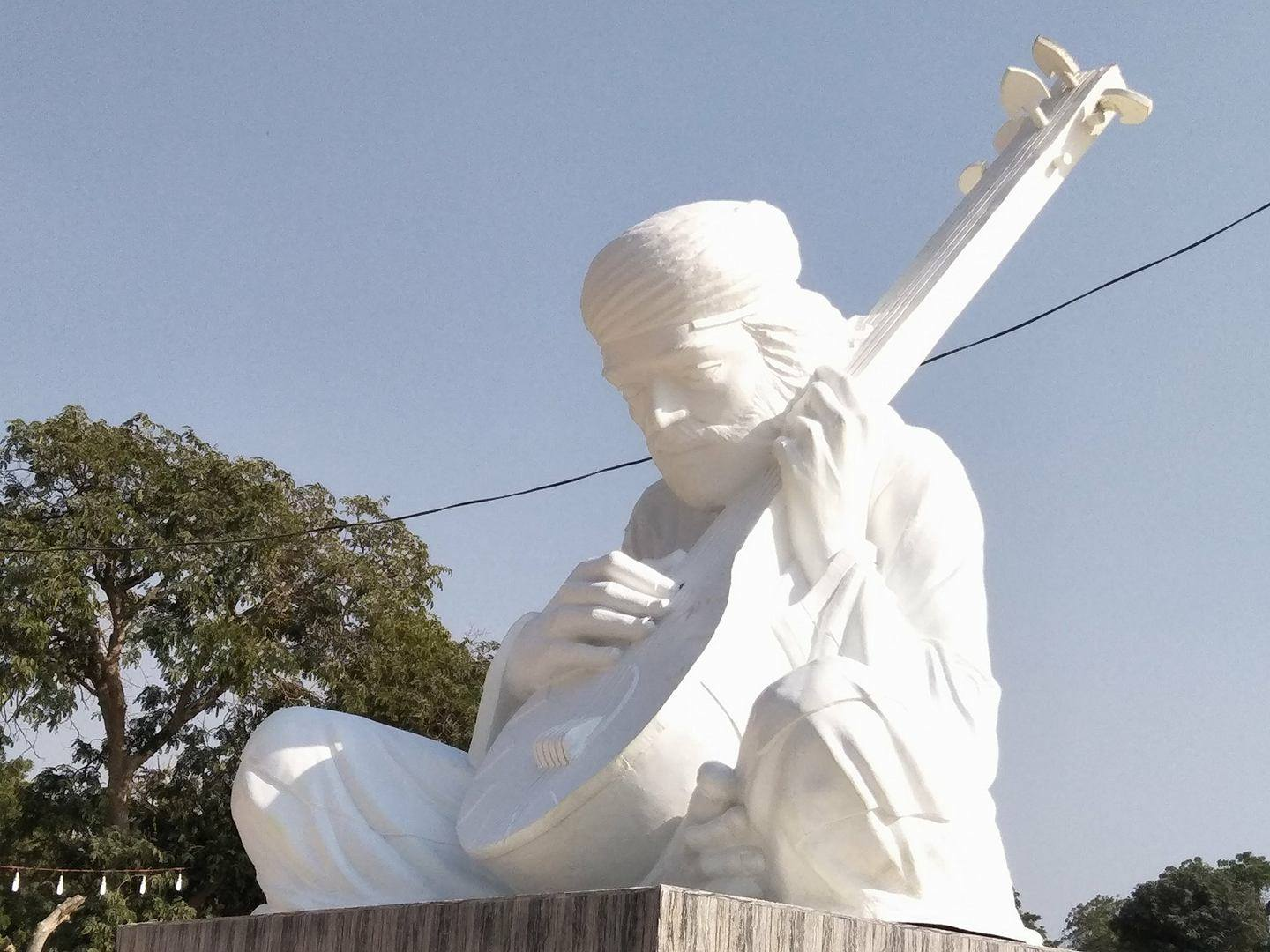
Statua di Shah Abdul Latif Bhittai

Dopo di lui, Pir Shams Sabzwari Multani, Pir Shahabuddin e Pir Sadardin sono riconosciuti come poeti del linguaggio Sindhi. Troviamo anche alcuni versi composti da Baba Farid Ganj Shakar, in lingua Sindhi. Pir Sadruddin (1290-1409 d.C.), fu un grande poeta, santo e sufi del suo tempo. Compose i suoi versi (ginan) nei dialetti Lari e Katchi dei Sindhi. Ha anche composto i "ginans" nelle lingue Punjabi, Seraiki, Hindi e Gujarati. Modificò la vecchia scrittura del linguaggio Sindhi, che era comunemente usata dalla casta lohana degli indù del Sindh che abbracciò l'Islam sotto il suo insegnamento e fu chiamata da lui "Khuwajas" o "Khojas".
Durante la dinastia dei Samma (1351 d.C.-1521 d.C.) il Sindh ha prodotto studiosi e poeti di alta statura. I Samma erano tra gli abitanti originari del Sindh. Questo periodo è stato intitolato come "Periodo originale per la poesia e la prosa Sindhi." I Mamui Faqir (Sette Saggi) enigmi scritti in questa lingua, periodo sono associati a questo periodo. Ishaq Ahingar (Fabbro) era anche un famoso poeta di questo periodo. La persona più importante, studiosa, sufi e poeta di questo periodo è Qazi Qadan (d-1551 d.C.). Ha composto la forma di poesia di Doha e Sortha e costituisce un importante punto di riferimento nella storia della letteratura dei Sindhi. Shah Abdul Karim Bulri, Shah lutufullah Qadri, Shah Inayat Rizvi, Makhdoom Nuh di Hala, lakho lutufullah, Mahamati Pirannath e molti altri sono le famose personalità letterarie di questo periodo che hanno arricchito il linguaggio Sindhi con la poesia mistica, romantica ed epica.
L'età di Shah Abdul Latif (periodo di Kalhora) è la più significativa nella storia della letteratura dei Sindhi. Fu durante questa epoca che la lingua Sindhi fu standardizzata. La poesia classica Sindhi raggiunse il suo pieno splendore nel lavoro poetico di Shah Abdul Latif Bhittai. Shah Latif ha inventato una variante del tanbur, uno strumento musicale ancora usato quando i suoi versi sono cantati da persone che amano la sua letteratura; ha scritto Sassi Punnun, Umar Marvi nel suo famoso libro Shah Jo Risalo.
Bhittai ha dato nuova vita, pensiero e contenuto alla lingua e alla letteratura del Sindh. Viaggiò fino agli angoli più remoti del Sindh e vide le persone semplici e rustiche della sua terra. Innamorato della vita e dei suoi misteri, ha studiato l'ethos delle persone e il loro profondo attaccamento alla terra, alla cultura, alla musica, alle belle arti e ai mestieri. Ha descritto Sindh e il suo popolo. Attraverso semplici racconti popolari, Lateef ha espresso idee profonde sulla fratellanza universale dell'umanità, il patriottismo, la guerra contro l'ingiustizia e la tirannia e, soprattutto, il romanticismo dell'esistenza umana. Era anche un grande musicista e ha sviluppato quindici nuove melodie (swaras). La grande bellezza della sua poesia è che ogni sua linea o verso è cantata con una nota specifica o una melodia.

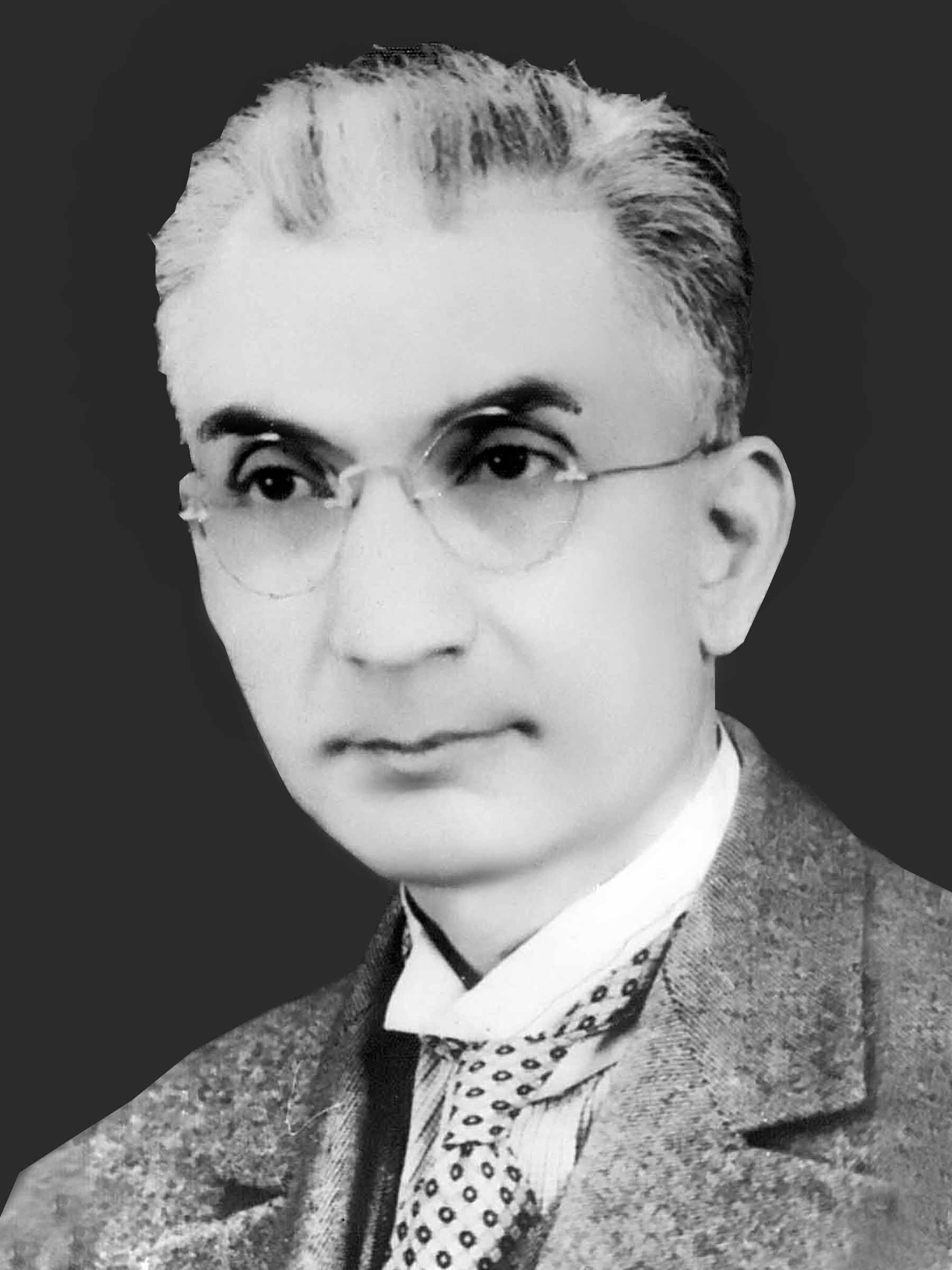
Imdad Ali Imam Ali Kazi

Un altro poeta Sufi di rilievo del periodo di Kalhora è Sultan-al-Aolya Muhammad Zaman la cui poesia è pubblicata con il titolo Abyat Sindhi.
Sachal Sarmast, Saami e Khalifo Nabi Bux Laghari sono celebri poeti del periodo Talpur in Sindh (1783-1843 d.C.). Khalifo Nabi Bux è uno dei più grandi poeti epici di Sindh, noto per le sue raffigurazioni di pathos patriottico e l'arte della guerra. Rohal, Sami, Bedil, Bekas, Misri Shah, Hammal Faqir, Dalpat Sufi, Sabit Ali Shah, Khair Shah, Fateh Faqir e Manthar Faqir Rajar sono alcuni dei poeti più degni di nota dell'era britannica.
Dopo la prima guerra mondiale, la scena sociale ed economica del mondo subì un tremendo cambiamento. Le conseguenze della guerra e della rivoluzione socialista della Russia hanno influenzato la letteratura di ogni paese. Anche la letteratura dei Sindhi è stata influenzata da queste tendenze, creando un nuovo risveglio nella mente delle persone che lavorano nel campo della letteratura, che hanno iniziato a tradurre la nuova coscienza sociale in forme artistiche di letteratura. Adesso erano più obiettivi e meno romantici. I pensieri progressisti hanno aperto le porte alle nuove tendenze nella letteratura del Sindhi.
Ben presto anche la lotta per la liberazione dal dominio inglese prese piede. Ciò diede ulteriore slancio alla letteratura. La coscienza sulla storia e il patrimonio culturale del Sindh servì da catalizzatore per la ricerca e il progresso intellettuale. Studiosi come Allama II Kazi sua moglie Elsa Kazi, Rasool Bux Palijo, GM Syed, Umer Bin Mohammad Daudpota, Pir Ali Muhammad Shah Rashidi, Pir Husamuddin Shah Rashidi, Maulana deen Muhammad Wafai, Chetan Mariwala, Jairamdas Daulatram, Hashoo Kewal Ramani, Bherumal, Mehar Chand Advani, Dr. Abdul Majeed Sindhi (Memon), Badaruddin Dhamraho, Muhammad Ibrahim Joyo, AllahDad Bohyo, Tirath Wasant e molti altri hanno prodotto trattati su vari aspetti della storia, della cultura e di altre materie sociali.
Mir Hasan Ali e Mir Abdul Hussain sangi, Khalifo Gul, Fazil Shah, Kasim, Hafiz Hamid, Mohammad Hashim, Mukhlis, Abojho, Surat Singh, Khaki, Mirza Qalich Baig, Zia e Aziz furono i pionieri della poesia in metro persiano. Ma la forma moderna e il contenuto della poesia Sindhi hanno ricevuto un nuovo impulso da "Bewas", Hyder Bux Jatoi e Dukhayal. Ci sono stati innumerevoli poeti che hanno composto versi sulla stessa linea.
Il romanzo e il racconto sono diventati le principali forme di prosa. Centinaia di romanzi e racconti sono stati tradotti dalle lingue europee e moderne nel Pakistan. La seconda guerra mondiale vide emergere romanzieri e narratori brevi come Narain Das Bhambhani, Gobind Malhi, Sushila J. Lalwani, Lokram Dodeja, Sundri Uttamchandani, Popti Hiranandani, Dr. Moti Prakash, Sharma, Kala Sharma, GL Dodeja, Padan Sharma, Ghulam Rabbani Agro, Usman Deplai, Jamal Abro, Shaikh Ayaz, Rasheed Bhatti, Hafeez Akhund, Amar Jaleel, Naseem Kharal, Sirajul Haq Memon, Agha Saleem, Anis Ansari, Tariq Ashraf, Ali Baba, Eshwar Chander, Manak, Asghar Sindhi, Adil Abbasi, Ishtiaq Ansari, Kehar Shaukat, Mushtaq Shoro, Shaukat Shoro, Madad Ali Sindhi, Rasool Memon, Akhlaq Asnari, Reta Shahani, Rehmatullah Manjothi, Badal Jamali, Ishaque Ansari, Jan Khaskheli, Hasan Mansoor, Pervez, Shakoor Nizamani, Tariq Qureshi, Munawwar Siraj, Ismail Mangio, Fayaz Chand Kaleri, Ayaz Ali RindAltaf Malkani e molti altri. I drammi dei Sindhi sono anche fioriti negli ultimi decenni. Aziz Kingrani è uno dei più importanti drammaturghi che ha scritto decine di opere dei Sindhi.
Negli ultimi decenni, i giovani scrittori hanno sperimentato nuove forme di prosa e poesia. Versetti, sonetti e ballate sono stati scritti accanto alle forme classiche di poesia come Kafi, Vaee, Bait, Geet e Dohira.

### Letteratura Tamil

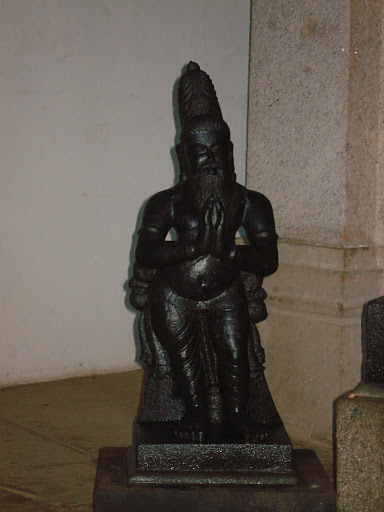
Agastya, reggente del primo Tamil Sangam

La letteratura in lingua tamil ha una ricca tradizione letteraria di oltre duemila anni. Le opere esistenti più antiche mostrano segni di maturità che indicano un periodo di evoluzione ancora più lungo. I contributori alla letteratura tamil provengono principalmente dai Tamil dell'India del Sud, inclusa la terra che ora comprende Tamil Nadu, Kerala, Tamil dello Sri Lanka dallo Sri Lanka e dalla diaspora tamil. La storia della letteratura tamil segue la storia del Tamil Nadu, seguendo da vicino le tendenze sociali, politiche e culturali di vari periodi. La letteratura del primo Sangam, a partire dal periodo del II secolo d.C., contiene antologie di vari poeti che si occupano di molti aspetti della vita, tra cui l'amore, la guerra, i valori sociali e la religione. Questo è stato seguito dai primi poemi epici e dalla letteratura morale, scritti da autori indù, jainisti e buddisti, che durarono fino al V secolo d.C. Dal VI al XII secolo, le poesie devozionali Tamil scritte da Nayanmars (saggi dello Shaivismo) e Azhvars (saggi del Vaishnavismo), preannunciavano il grande movimento Bhakti che in seguito inghiottì l'intero subcontinente indiano. È durante questo periodo che alcuni dei più grandi classici della letteratura tamil come Kambaramayanam e Periya Puranam furono creati e molti poeti furono patrocinati dagli imperi imperiali di Chola e Pandya. Il tardo periodo medievale vide molte opere letterarie minori assortite e anche contributi di alcuni autori musulmani ed europei. Avendo la più antica letteratura indiana non sanscrita, la letteratura tamil è unica e quindi è diventata oggetto di studio da parte di studiosi che desiderano delineare i filoni non ariani e pre-ariani nella cultura indiana.
Una rinascita della letteratura tamil ha avuto luogo alla fine del XIX secolo quando le opere di natura religiosa e filosofica sono state scritte in uno stile che ne ha reso l'utilizzo più facile per la gente comune. Il moderno movimento letterario Tamil iniziò con Subramania Bharathi, il poliedrico scrittore e poeta nazionalista indiano, e fu presto seguito da molti che iniziarono ad utilizzare il potere della letteratura nell'influenzare le masse. Con la crescita dell'alfabetizzazione, la prosa tamil ha cominciato a fiorire e maturare. Racconti e romanzi hanno cominciato a comparire. Anche la moderna critica letteraria Tamil si è evoluta. La popolarità del cinema Tamil ha anche interagito con la letteratura Tamil in modi che si arricchiscono reciprocamente.

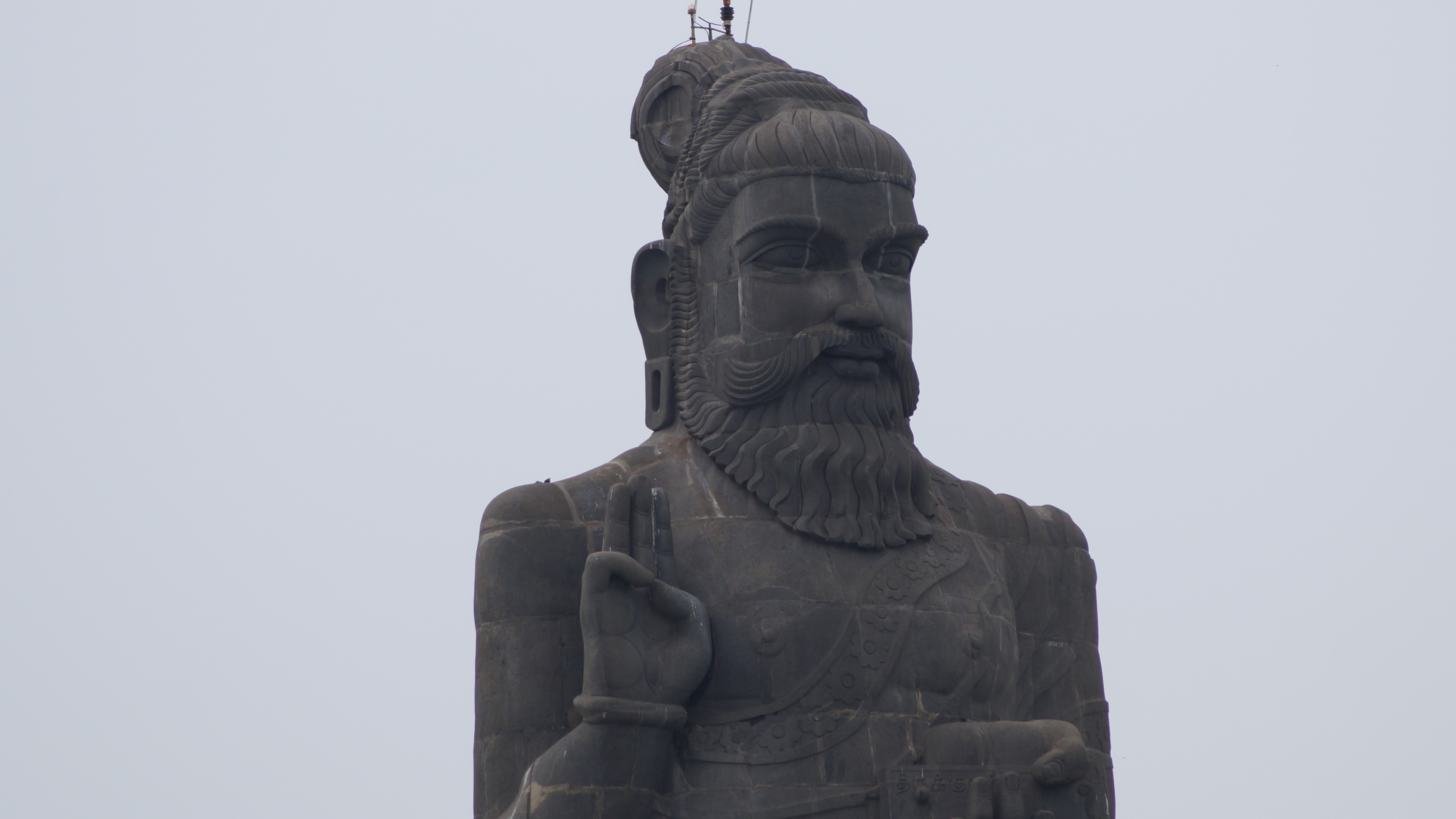
Statua di Thiruvalluvar

Le leggende Tamil sostengono che queste furono composte in tre successive assemblee poetiche (Sangam) che si svolgevano in tempi antichi in un continente ormai scomparso, molto più a sud dell'India. Una quantità significativa di letteratura potrebbe aver preceduto Tolkappiyam poiché i libri di grammatica vengono solitamente scritti dopo l'esistenza della letteratura per lunghi periodi. La tradizione tamil ritiene che la prima poesia Sangam risalga a oltre dodici millenni. La moderna dottrina linguistica colloca le poesie tra il I secolo a.C. e il III secolo d.C.
L'età di Sangam è considerata dal popolo tamil come l'era d'oro della lingua tamil. Questo era il periodo in cui il paese Tamil era governato dai tre "re incoronati": il Cheras, il Pandyas e il Cholas. La terra era in pace senza grandi minacce esterne. Le conquiste di Asoka non hanno avuto alcun impatto sulla terra del Tamil e il popolo è stato in grado di dedicarsi alle attività letterarie. I poeti avevano una relazione molto più casuale con i loro governanti di quanto possa essere immaginato in epoche successive. Potevano rimproverarli quando venivano percepiti vagare dalla retta via. La grandezza della poesia dell'età di Sangam può essere attribuita non tanto alla sua antichità, ma a causa del fatto che i loro antenati si abbandonavano alle ricerche letterarie e alla classificazione logica degli habitat e della società in modo sistematico, con poco da attingere dai precedenti nazionali o altrove. Il fatto che queste classificazioni siano state documentate molto presto nel trattato grammaticale Tolkappiyam, dimostra il modo organizzato in cui si è evoluta la lingua tamil. Tolkappiyam non è semplicemente un libro di testo sulla grammatica Tamil che dà l'inflessione e la sintassi delle parole e delle frasi, ma include anche la classificazione degli habitat, degli animali, delle piante e degli esseri umani. La discussione sulle emozioni e le interazioni umane è particolarmente significativa. Tolkappiyam è diviso in tre capitoli: ortografia, etimologia e materia (Porul). Mentre i primi due capitoli di Tolkappiyam aiutano a codificare la lingua, l'ultima parte, Porul si riferisce alle persone e al loro comportamento. La grammatica aiuta a trasmettere il messaggio letterario sul comportamento e la condotta umana e fonde in modo univoco il linguaggio con la sua gente.
La letteratura è stata classificata nelle ampie categorie di argomenti "soggettivi" (akam) e "oggettivi" (puram) per consentire alle menti poetiche di discutere qualsiasi argomento sotto il sole, dalla grammatica all'amore, nel quadro di incontri ben prescritti, accettati socialmente. Gli argomenti soggettivi si riferiscono all'aspetto personale o umano delle emozioni che non possono essere verbalizzate adeguatamente o spiegate completamente: può essere sperimentato solo dagli individui e include l'amore e la relazione sessuale.
I tre secoli successivi all'era Sangam assistettero ad un aumento nell'uso delle parole sanscrite. Ciò era dovuto all'invasione di Indoari dal Nord. Gli invasori hanno sostituito il numero di parole e concetti relativi all'etica, alla filosofia e alla religione del Tamil. Di conseguenza, Tamil ha circa il 30% dei termini in sanscrito nell'uso di oggi. Intorno al 300 d.C., la terra del Tamil era sotto l'influenza di un gruppo noto come Kalabhras. I Kalabhras erano buddisti e un certo numero di autori buddisti fiorì durante questo periodo. Giainismo e buddismo hanno visto una rapida crescita. Questi autori, forse riflettendo la natura austera delle loro fedi, hanno creato opere principalmente sulla moralità e sull'etica. Un certo numero di poeti giainisti e buddisti hanno contribuito alla creazione di queste opere didattiche oltre a grammatica e lessicografia. 
Il più noto di questi lavori sull'etica è il Tirukkural di Thiruvalluvar. Il libro è un manuale completo di etica, politica e amore, contenente 1.330 distici o kural diviso in capitoli di dieci distici ciascuno: i primi trentotto sull'etica, i settanta sulla politica e il resto sull'amore.
Altre opere famose di questo periodo sono Kaḷavaḻi Nāṟpatu, Nalatiyar, Inna Narpathu e Iniyavai Narpathu. I testi Jain Nalatiyar e Pazhamozhi Nanuru consistono ciascuno di quattrocento poesie, ognuna delle quali cita un proverbio e poi lo illustra con una storia.

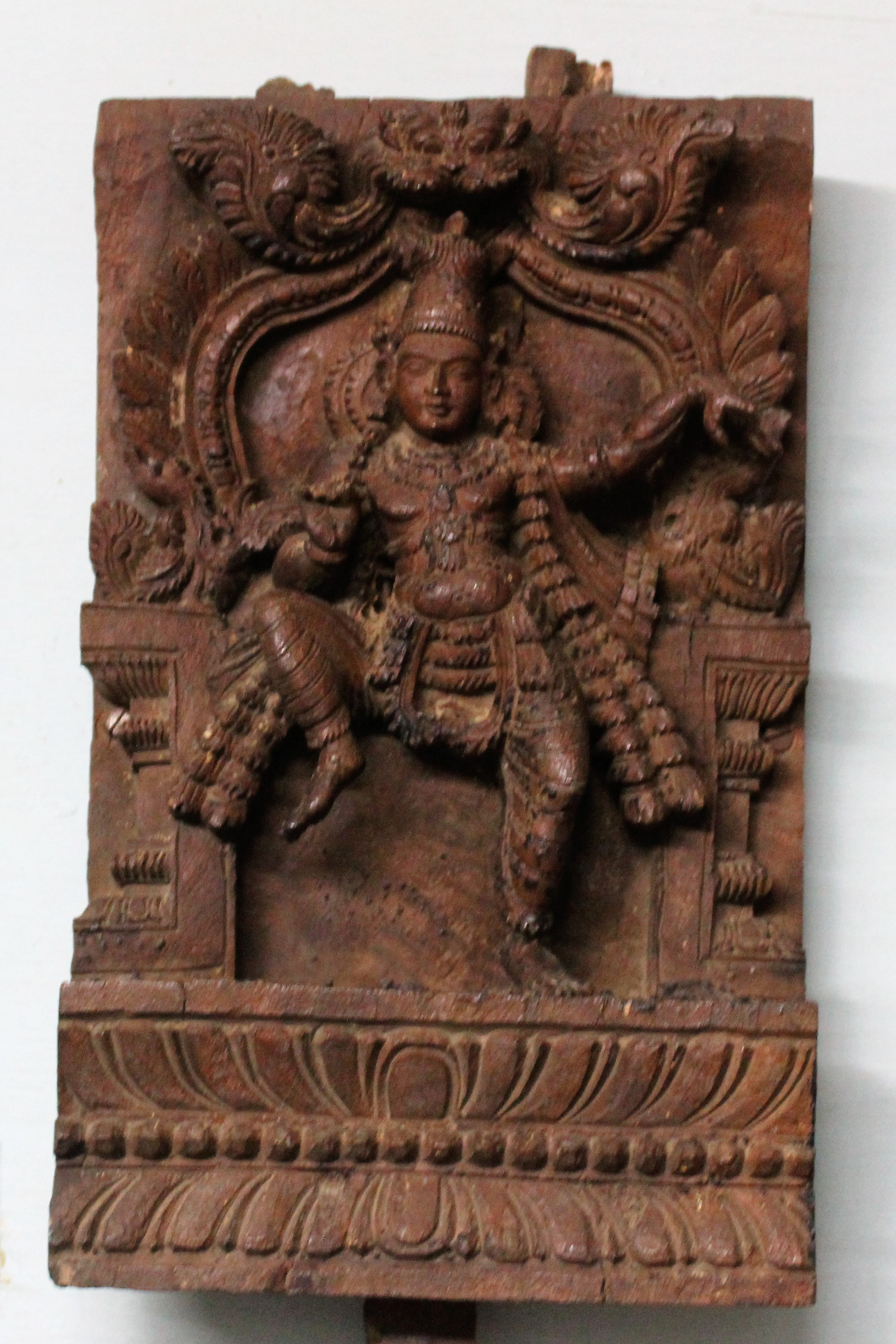
Bassorilievo raffigurante il poeta-santo Sambandar

La caduta del Kalabhras intorno al 500 d.C. vide una reazione da parte degli indù finora soppressi. I Kalabhras furono sostituiti dai Pandyas nel sud e dai Pallavas nel nord. Anche con l'uscita dei Kalabhras, l'influenza Jain e buddista rimase ancora nel Tamil Nadu. I primi Pandya e i re di Pallava erano seguaci di queste fedi. La reazione indù a questo apparente declino della loro religione stava crescendo e raggiunse il suo apice durante la seconda parte del VII secolo. Ci fu un diffuso revival indù durante il quale fu creato un enorme corpo di letteratura saiva e vaisnava. Molti Saiva Nayanmars e Vaishnava Alvars hanno fornito un grande stimolo alla crescita della letteratura devozionale popolare. Karaikkal Ammaiyar che visse nel VI secolo era il primo di questi Nayanmars. I famosi inni di Saiva Sundaramoorthy, Thirugnana Sambanthar e Thirunavukkarasar (noto anche come Appar) erano di questo periodo. Dei versi di Appar 3066 sono sopravvissuti. Sambandar ha cantato 4.169 versi. Insieme formano i primi sei libri del canone di Saiva, raccolti da Nambi Andar Nambi nel X secolo. Sundarar ha scritto Tiruttondartokai che dà la lista dei sessantadue Nayanmars. Questo è stato successivamente elaborato da Sekkilar nel suo Periyapuranam (4.282 versi). Manikkavasagar, che visse intorno all'ottavo secolo, era un ministro della corte di Pandya. Il suo Tiruvasakam composto da oltre 600 versi è noto per la sua appassionata devozione. Questi Inni Saivite collettivamente chiamati Thirumurai (திருமுறை) sono descritti come SESTO VEDA accanto a Bhagavath Geetha nella Tradizione Hindu.
Insieme ai Saiva Nayanmars, anche i Vaishnava Alvars producevano inni devozionali e le loro canzoni furono raccolte più tardi nei Quattromila Inni Sacri (Naalayira Divyap Prabhandham). I primi tre Alvars erano Poygai, Pudam e Pey. Ognuno di questi ha scritto cento Venpas. Tirumalisai Alwar che era un contemporaneo del Pallava Mahendravarman, scrissi opere come Naanmugantiruvadiandadi. Tirumangai Alvar che visse nell'VIII secolo a.C. era uno scrittore più prolifico e le sue opere costituiscono circa un terzo del Diyaprabhandam. Periyalvar e la sua figlia adottiva Andal hanno contribuito con quasi 650 inni al canone di Vaishnava. Andal simboleggiava la purezza e l'amore per Dio e scrisse i suoi inni rivolgendosi a Visnu come amante. L'inno di Andal, che inizia con Vaaranam Aayiram (Mille elefanti), racconta del suo matrimonio da sogno a Vishnu e viene cantato anche oggi ai matrimoni Tamil Vaishnava. Nammalvar, che visse nel IX secolo, scrisse Tiruvaimoli. Comprende 1.101 stanze ed è tenuto in grande considerazione per la sua delucidazione delle Upanishad. Questo corpus fu raccolto da Nathamuni, intorno al 950 CE e costituì la base classica e vernacolare del Sri Vaishnavismo. Questi inni 'Naalayira Divya-p-Prabhandham' sono rispettati alla pari con i Veda di Sri Vaishnavites in santità e santità e quindi indicati come 'Dravida Vedam' (திராவிட வேதம்).
Il periodo medievale era il periodo dell'Imperiale Cholas quando tutta l'India del sud era sotto un'unica amministrazione. Il periodo compreso tra l'XI e il XIII secolo, durante il quale il potere di Chola era al suo apice, c'erano relativamente poche incursioni straniere e la vita per il popolo Tamil era di pace e prosperità. Ha anche fornito l'opportunità alle persone di interagire con culture al di fuori delle loro, poiché il Cholas governava la maggior parte dell'India meridionale, lo Sri Lanka e commerciava con i regni nel sud-est asiatico. I Chola costruirono numerosi templi, principalmente per il loro dio preferito Siva, e questi furono celebrati in numerosi inni. La Prabhanda divenne la forma dominante di poesia. I canoni religiosi delle sette Saiva e Vaishnava cominciavano ad essere sistematicamente raccolti e catalogati. Nambi Andar Nambi, che era un contemporaneo di Rajaraja Chola I, raccolse e sistemò i libri su Saivismo in undici libri chiamati Tirumurais. 

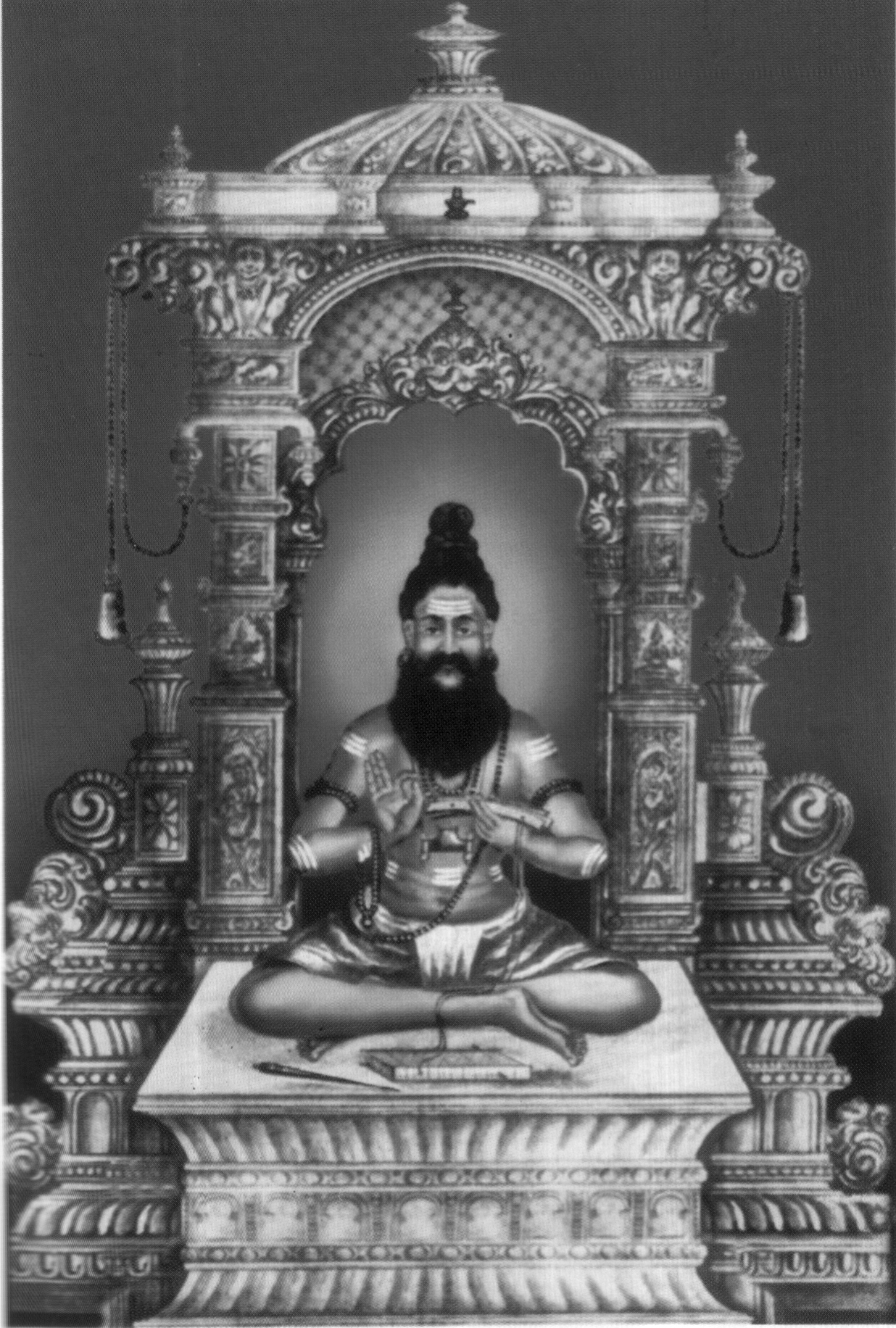
Sivaprakasar

L'agiologia del Saivismo fu standardizzata in Periyapuranam (noto anche come Tiruttondar Puranam) da Sekkilar, che visse durante il regno di Kulothunga Chola II (1133-1150). I libri religiosi sulla setta dei Vaisnava erano per lo più composti in sanscrito durante questo periodo. Il grande capo Vaisnava Ramanuja visse durante il regno di Athirajendra Chola e Kulothunga Chola I, e dovette affrontare le persecuzioni religiose dei Chola che appartenevano alla setta Saiva. Una delle opere tamil più conosciute di questo periodo è il Ramavatharam di Kamban che fiorì durante il regno di Kulottunga III. Ramavatharam è la più grande epopea della letteratura Tamil, e sebbene l'autore affermi di aver seguito Valmiki, il suo lavoro non è una semplice traduzione o un adattamento dell'epopea sanscrita. Kamban importa nella sua narrazione il colore e il paesaggio del suo tempo. Un contemporaneo di Kamban è stato il famoso poeta Auvaiyar che ha trovato grande felicità nello scrivere per i bambini piccoli. Le sue opere, Athichoodi e Konraiventhan, sono ora generalmente lette e insegnate nelle scuole del Tamil Nadu. Le sue altre due opere, Mooturai e Nalvali sono state scritte per bambini un poco più grandi. Tutte e quattro le opere sono di carattere didattico. Spiegano la saggezza di base che dovrebbe governare la vita mondana.
Tra i libri sulle fedi buddista e jainista, il più notevole è il Jivaka-chintamani dell'asceta Jain Thirutakkadevar composto nel X secolo. Lo stile di poesia di Viruttam fu usato per la prima volta per i versetti di questo libro. I cinque poemi epici Tamil Jivaka-chintamani, Cilappatikaram, Manimekalai, Kundalakesi e Valayapathi sono noti collettivamente come le cinque grandi epopee della letteratura tamil. C'erano un numero di libri scritti sulla grammatica Tamil. Yapperungalam e Yapperungalakkarigai erano due opere su prosodia dell'asceta Jain Amirtasagara. Buddamitra scrisse Virasoliyam, un altro lavoro sulla grammatica tamil, durante il regno di Virarajendra Chola. Virasoliyam tenta di trovare la sintesi tra la grammatica sanscrita e tamil. Altre opere grammaticali di questo periodo sono Nannul di Pavanandi, Vaccanandi Malai di Neminatha, e le annotazioni sul tema del puram, Purapporul Venpamalai di Aiyanaridanar.
Il periodo dal 1300 al 1650 fu un periodo di costante cambiamento nella situazione politica del Tamil Nadu. Il paese Tamil fu invaso dagli eserciti del Sultanato di Delhi e sconfisse il regno di Pandya. Il crollo del Sultanato di Delhi innescò l'ascesa dei sultani Bahmani nel Deccan. L'impero vijayanagar si levò dalle ceneri dei regni di Hoysalas e Chalukyas e alla fine conquistò l'intera India del sud. I re di Vijayanagar nominarono governatori regionali per governare vari territori del loro regno e Tamil Nadu fu governato dai Madurai Nayaks, Thanjavur Nayaks e Gingee Nayaks. Questo periodo ha visto una grande produzione di opere filosofiche, commenti, poemi epici e poesie devozionali. Un certo numero di monasteri (Mathas) furono istituiti dalle varie sette indù e questi iniziarono a svolgere un ruolo di primo piano nell'educare la gente. Numerosi autori erano delle sette Saiva o Vaisnava. I re di Vijayanagar ei loro governatori di Nayak erano indù ardenti e hanno patrocinato questi mathas. Sebbene i re e i governatori dell'impero Vijayanagar parlassero di Kannada e Telugu, essi incoraggiarono la crescita della letteratura tamil poiché non troviamo alcun rallentamento nella produzione letteraria durante questo periodo.

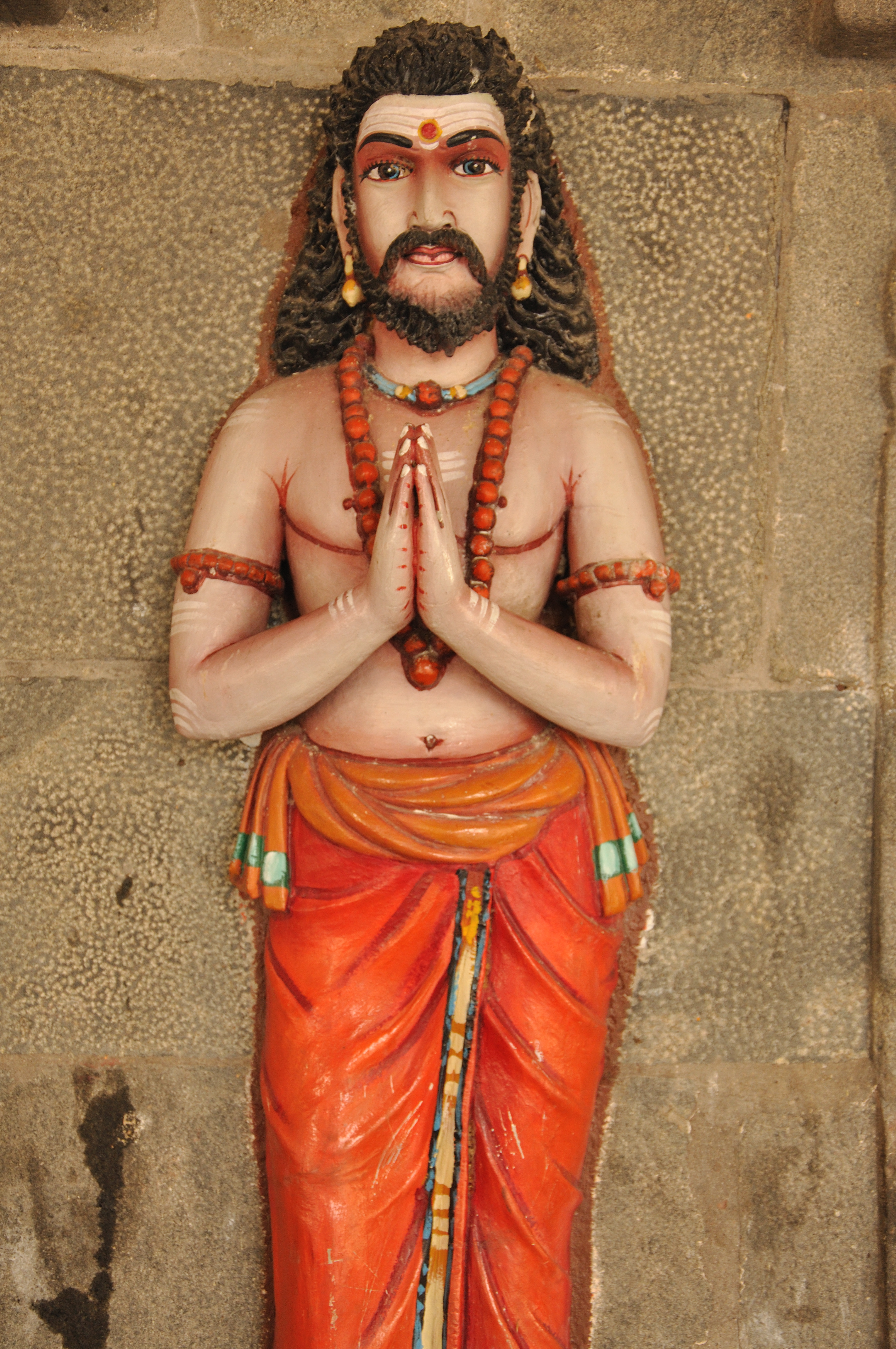
Il poeta Arunagirinathar

C'era una grande produzione di opere di natura filosofica e religiosa, come il Sivananabodam di Meykandar. Alla fine del XIV secolo Svarupananda Desikar scrisse due antologie sulla filosofia Advaita, il Sivaprakasapperundirattu. Arunagirinathar che visse in Tiruvannamalai nel XIV secolo scrisse Tiruppugal. Verso il 1360 versi di singolare cadenza e fissati a metri unici di questi poemi sono sul dio Muruga. Madai Tiruvengadunathar, un funzionario nella corte del Madurai Nayak, scrisse Meynanavilakkam sull'Advaita Vedanta. Siva prakasar, all'inizio del XVII secolo, scrisse un certo numero di opere sulla filosofia di Saiva. Notevole tra questi è il Nanneri che si occupa di istruzioni morali. Una parte considerevole della letteratura religiosa e filosofica dell'epoca assumeva la forma di Purana o epopea narrativa. Alcuni di questi sono stati scritti sulle varie divinità dei templi nel Tamil Nadu e sono noti come Sthala Purana, basati sulla leggenda e il folklore. Uno dei più importanti dell'epica era il Mahabharatam di Villiputturar. Tradusse l'epopea di Vyasa in Tamil e la chiamò Villibharatam. Kanthapuranam sul dio Murugan fu scritto da Kacchiappa Sivachariyar che visse nel XV secolo. Questo lavoro si basava ampiamente sul sanscrito Skandapurana. Varatungarama Pandya, un re Pandya del periodo era un letterato ed ha scritto Paditrruppattanthathi. Ha anche tradotto in Tamil il libro erotico conosciuto come Kokkoha dal sanscrito.

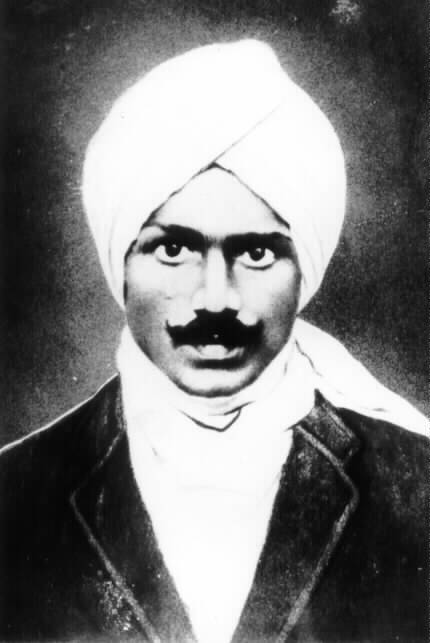
Subramanya Bharathi

Questo periodo è anche un'epoca di molti commenti ad antiche opere tamil. Adiyarkunallar ha scritto un'annotazione su Cilappatikaram. Senavaraiyar ha scritto un commento sul Tolkappiyam. Segue il famoso Parimelalagar il cui commento sul Tirukkural è ancora considerato uno dei migliori disponibili. Altri noti commentatori come Perasiriyar e Naccinarikiniyar hanno scritto commenti sui vari lavori della letteratura Sangam. Il primo dizionario Tamil fu tentato da Mandalapurusha che compilò il lessico Nigandu Cudamani. Thayumanavar, che visse all'inizio del XVIII secolo, è famoso per una serie di brevi poesie di natura filosofica.
Durante il diciottesimo e diciannovesimo secolo Tamil Nadu ha assistito ad alcuni dei cambiamenti più profondi nella scena politica. I clan dominanti tamil tradizionali furono sostituiti dai coloni europei e dai loro simpatizzanti. La società tamil subì un profondo shock culturale con l'imposizione di influenze culturali occidentali. Le istituzioni religiose indù hanno tentato di arginare la marea del cambiamento e di salvaguardare i valori culturali tamil. Notevoli tra questi erano i monasteri di Saiva a Tiruvavaduthurai, Dharmapuram, Thiruppananthal e Kundrakudi. Meenakshi Sundaram Pillai (1815-1876) era uno studioso Tamil che insegnava il tamil in uno di questi monasteri. Ha scritto più di ottanta libri composti da oltre 200.000 poesie. È più famoso comunque per avere incoraggiato U.V.Swaminatha Iyer a cercare i libri Tamil che erano andati persi per secoli. Gopalakrishna Bharathi visse all'inizio del XIX secolo. Ha scritto numerose poesie e testi impostati per sintonizzarsi sulla musica carnatica. La sua opera più famosa è la Nandan Charitam sulla vita di Nandanar che, nato in una società sociologicamente inferiore, affronta e supera gli ostacoli sociali nel realizzare il suo sogno di visitare il tempio di Chidambaram.
Questo lavoro è un commento sociale rivoluzionario considerando il periodo in cui è stato scritto, sebbene Gopalakrishna Bharati abbia approfondito la storia di Periyapuranam. Ramalinga Adigal (Vallalar) (1823-1874) ha scritto il poema devozionale Tiruvarutpa, considerato un'opera di grande bellezza e semplicità. Maraimalai Adigal (1876-1950) sosteneva la purezza del Tamil e voleva ripulirlo dalle parole con influenze sanscrite. Uno dei grandi poeti tamil di questo periodo era Subramanya Bharathi. Le sue opere sono stimolanti nei loro temi progressivi come la libertà e il femminismo. La Bharathy introdusse un nuovo stile poetico nello stile un po' rigido della scrittura di poesie Tamil, che aveva seguito le regole stabilite nel Tolkaappiyam. Il suo puthukkavithai (nuova poetica) ha infranto le regole e ha dato ai poeti la libertà di esprimersi. Ha anche scritto la prosa Tamil sotto forma di commenti, editoriali, racconti e romanzi. Alcuni di questi sono stati pubblicati nel quotidiano Tamil Swadesamitran e nel suo settimanale Tamil in India. Ispirato da Bharathi, molti poeti ricorsero alla poesia come mezzo di riforma. Bharathidasan era uno di questi poeti. U.V.Swaminatha Iyer è stato determinante nella rinascita dell'interesse per la letteratura sull'età di Sangam nel Tamil Nadu. Ha viaggiato per tutto il paese Tamil, collezionando, decifrando e pubblicando libri antichi come Cilappatikaram, Kuruntokai, ecc. Ha pubblicato oltre 90 libri e scritto En caritham, un'autobiografia.

### Letteratura Telugu
Telugu, la lingua indiana con il terzo maggior numero di parlanti (dopo hindi e bengalesi), è ricca di tradizioni letterarie. La prima letteratura scritta risale al VII secolo. L'epica tradizione letteraria è iniziata con Nannayya che è acclamato come Aadikavi di Telugu che significa il primo poeta. Appartiene al X o XI secolo.

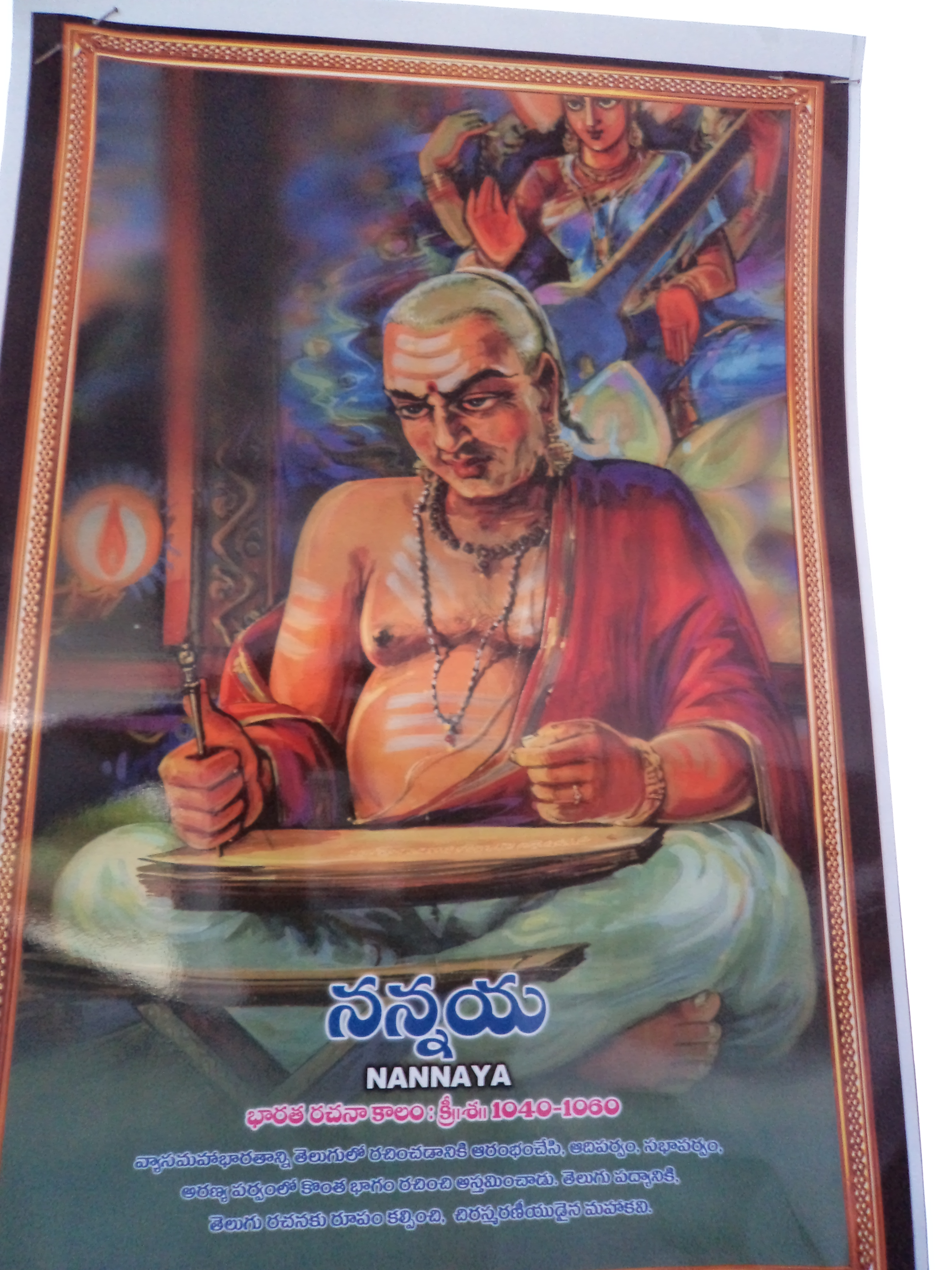
Nannayya

Vemana era un principe, chiamato anche Pedakomati o Vemaa Reddy, che visse nel XIV secolo e scrisse poesie nella lingua dell'uomo comune. Ha messo in discussione i valori e le convenzioni e le pratiche religiose prevalenti nelle sue poesie. La sua filosofia lo ha reso un poeta unico delle masse.
Viswanadha Satyanarayana (Veyipadagalu) (1895-1976), decano della letteratura convenzionale ma creativa, è stato il primo a ricevere il premio Jnanpith per Telugu, seguito da C. Narayana Reddy e Ravuri Bharadwaja.
Srirangam Srinivasarao o Sri Sri (nato nel 1910) era un poeta e paroliere popolare del XX secolo. Srisri portò la "carrozza letteraria telugu che viaggiava su strade di re e regine in quella di strade fangose dell'uomo comune".
La letteratura telugu è stata arricchita da molti movimenti letterari come il movimento Veera Shaiva che ha dato vita al dwipada kavitvam (distici). Il movimento Bhakti ci ha dato compilazioni immortali di Annamayya, Kshetrayya e Tyagaraja e kancharla Gopanna (Ramadasu). Il movimento rinascimentale annunciato da Vemana rappresenta i vecchi movimenti letterari telugu.
I movimenti dell'era moderna furono il Movimento romantico (guidato da Krishnasashtri, Rayaprolu, Vedula), Movimento degli scrittori progressisti, Digambara Kavitvam (Nagnamuni, Cherabanda Raju, Jwalamukhi, Nikhileswar, Bhairavayya e Mahaswapna, il Movimento degli scrittori rivoluzionari, Streevada Kavitvam e Dalita Kavitvam sono tutti fioriti nella letteratura Telugu e, di fatto, La letteratura Telugu è stata la portabandiera della letteratura indiana sotto questi aspetti.
Kandukuri Veeresalingam, si dice che sia il padre della fiction moderna Telugu. Kodavatiganti Kutumba Rao ha posto le basi per il moderno e moderno Telugu Novel e Short Story, Rachakonda e Kalipatnam hanno portato in alto la bandiera per eccellenza.
Annamaya, Gurajada Appa Rao, Kandukuri, Devulapalli, Jashuva, Unnava Laxminarayana (Malapalli), Bucchi Babu, Tripuraneni Gopichand e molti altri hanno avuto un profondo impatto sulla letteratura Telugu.

### Letteratura Urdu

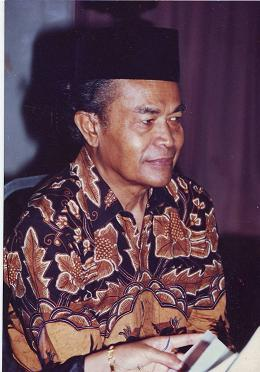
Abdullah Hussain

Tra le altre tradizioni, la poesia urdu è un bell'esempio di sintesi linguistica e culturale. Il vocabolario arabo e persiano basato sulla lingua hindi ha prodotto una vasta ed estremamente amata classe di letteratura ghazal, solitamente scritta da musulmani in contesti che vanno dal romanzo alla società, alla filosofia e al Tassawuf (Sufismo). L'urdu divenne presto la lingua di corte dei moghul e nelle sue forme più alte una volta era chiamato il "kohinoor" delle lingue indiane. La sua lingua e letteratura sicuramente più raffinata, arricchita, sofisticata e matura, che produce poeti come Meer Ghalib, Iqbal e Faiz. La poesia di Mohammed Iqbal ha invocato uno spirito di libertà tra i musulmani dell'India, contribuendo così a un ruolo cruciale nella costruzione del Pakistan.
Anche in letteratura la narrativa in urdu è fiorita bene. Umrao Jaan Ada di Mirza Hadi Ruswa è il primo significativo romanzo in urdu. Premchand è considerato padre della moderna narrativa urdu con il suo romanzo Godan e racconti come Kafan. L'arte del racconto è stata ulteriormente portata avanti da Manto, Bedi, Krishn Chander e una serie di scrittori acclamati. Il romanzo in urdu raggiunse ulteriori altezze negli anni '60 del Novecento con i romanzi di Qurratulain Haider e Abdullah Hussain. Verso la fine del XX secolo, il romanzo urdu entrò in una nuova fase con il romanzo di tendenza "Makaan" di Paigham Afaqui. Anche l'urdu ghazal ha cambiato di recente il colore con una sempre maggiore penetrazione e sincronizzazione con le questioni moderne e contemporanee della vita.

## Premi letterari indiani
- Sahitya Akademi Fellowship
- Premio Jnanpith
- Premio Sahitya Akademi
- Vyas Samman
- Saraswati Samman